# José de Ribera
Pour les articles homonymes, voir Ribera.
Jusepe de Ribera, né le 12 janvier 1591 à Xàtiva et mort le 2 septembre 1652  à Naples, dit en italien lo Spagnoletto (« l'Espagnolet »), en raison de son origine espagnole et de sa petite taille, ou, en français, José de Ribera, est un peintre et graveur espagnol de l'époque baroque.
Il est l'un des plus grands représentants de l'école napolitaine de peinture et européenne du XVIIe siècle ainsi que l'un des peintres les plus importants suivant la tendance du caravagisme napolitain, à partir duquel il généra un courant pictural particulier, le ténébrisme, caractérisé par un air exaspéré, une représentation violente et brutale de la réalité, accentuée par les détails épidermiques, anatomiques et psychiques des personnages représentés.
Son style, qui a évolué au fil du temps sous l'influence du classicisme néo-vénitien, a été un modèle et une référence pour les peintres napolitains contemporains et ceux des générations suivantes, marquant de manière indélébile toute la peinture napolitaine du XVIIe siècle.

## Biographie

### Jeunesse

#### Origines et formation
Issu d'une famille modeste, José de Ribera est né à Xàtiva, près de Valence en 1591, de Simón de Ribera, cordonnier, et de Margarita Cucó, deuxième enfant baptisé, enregistré au registre de l’état civil Juan Jusepe de Rebera, préférant ensuite se faire appeler Jusepe, probablement aussi pour se distinguer de son troisième frère Juan, nom qui sera également utilisé pour appeler son premier-né, Miguel Jerónimo.
Selon des sources du XIXe siècle, et, plus généralement, espagnoles, Ribera a commencé son apprentissage dans l'atelier de Francisco Ribalta, très fréquenté par les artistes locaux de la ville de Valence. Cependant, cette hypothèse n'est pas définitivement confirmée par les critiques modernes, qui estiment plutôt que le peintre aurait commencé son apprentissage en Italie, où il serait arrivé dans les années 1600.

#### Arrivée en Italie
L'itinéraire suivi par Ribera pour atteindre la péninsule italienne manque également dans certaines sources. Deux scénarios sont possibles :
- l'un par mer d'Alicante à Naples, où après un court arrêt, après avoir appris la peinture du Caravage, il va d'abord à Rome pour perfectionner sa formation de peintre, puis, une fois entré en contact avec la famille Farnèse, il va à Parme puis à Milan, avant de revenir définitivement dans la capitale vice-royale ; 
- l'autre hypothèse voit plutôt le peintre atteindre d'abord Gênes, une ville amie de la couronne espagnole, en partant toujours par voie maritime depuis Alicante mais en longeant cette fois toute la côte espagnole et française, un itinéraire plus sûr (que Diego Vélasquez empruntera quelques années plus tard), ce qui lui permet d'éviter les attaques des pirates sarrasins en haute mer, atteignant ainsi les territoires de l'Italie du Nord, allant d'abord à Rome puis à Naples,.
Quelle que soit la route empruntée par le peintre espagnol, une fois arrivé en Italie, ses activités sont bien documentées : en 1611, il est signalé dans le nord, à Crémone, Milan et Parme, où il entre probablement en contact avec la famille Farnèse ; il a l'occasion d'étudier les peintures du Corrège et du Parmigianino et prend connaissance des ouvrages de la famille Carracci. Sa première œuvre daterait de 1611, Saint Martin partageant son manteau, aujourd'hui disparu. 

#### Années romaines
Une fois à Rome, où il est documenté en 1613, Ribera oriente définitivement son style vers les voies du Caravage, dont il découvre la peinture dans la capitale pontificale, établissant également des liens avec les caravagesques d'origine nordique, française et flamande qui se sont installés en ville. 
Entre 1614 et 1616, comme rapporté par le médecin, biographe et historien Giulio Mancini dans son texte Considerazioni sulla Pittura de 1620, Il peint une première série des Allégories des cinq sens, dont ont été conservés quatre tableaux ainsi qu'une copie du cinquième, ainsi que les Démocrite, dans la collection de Piero Corsini à New York et puis dans la Principauté de Monaco, aujourd'hui non localisées, les premières œuvres d'une qualité importante réalisées par le peintre espagnol, reprenant de manière puissante les tendances naturalistes du Caravage. Les Allégories des cinq sens sont désormais dispersés dans diverses collections privées à travers le monde : le Goût au Wadsworth Atheneum à Hartford (Connecticut), le Toucher au Norton Simon Museum à Pasadena (Los Angeles), la Vue au musée Franz Mayer à Mexico, l' Odorat dans une collection privée à Madrid ; la trace de la dernière avec l'Ouïe a été perdue ; ses compositions ne sont connues que grâce à des copies ultérieures.
Toujours en référence aux années de jeunesse romaines de Ribera, l'hypothèse a été avancée, dans les années 1990, par Gianni Papi qu'il pourrait être reconnu comme le Maestro del Giudizio di Salomone (Maître du Jugement de Salomon), une personnalité artistique anonyme identifiée par Roberto Longhi, qui pensait qu'il s'agissait d'un peintre français, en se fondant sur une série d'œuvres liées au Jugement de Salomon dans la Galerie Borghèse. Cette hypothèse n'est cependant pas unanimement acceptée par les critiques, dont Nicola Spinosa, qui estiment, au contraire, que seule une partie du catalogue des œuvres du Maestro remonte tout au plus à Ribera, tandis qu'une autre partie doit être liée à un peintre qui n’aurait pas encore été identifié.

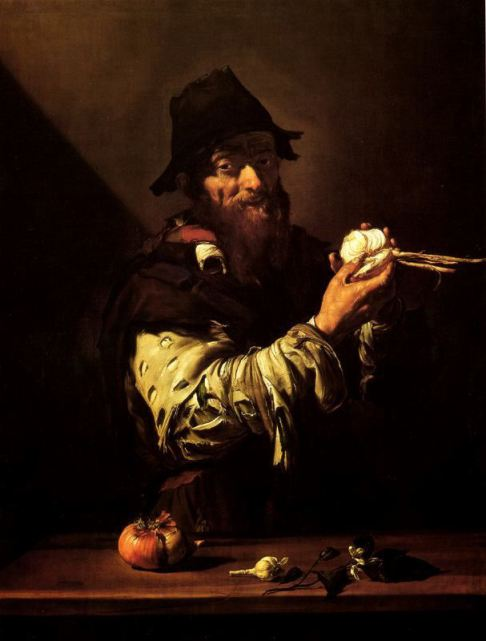
Odeur, vers 1615, collection privée, Madrid
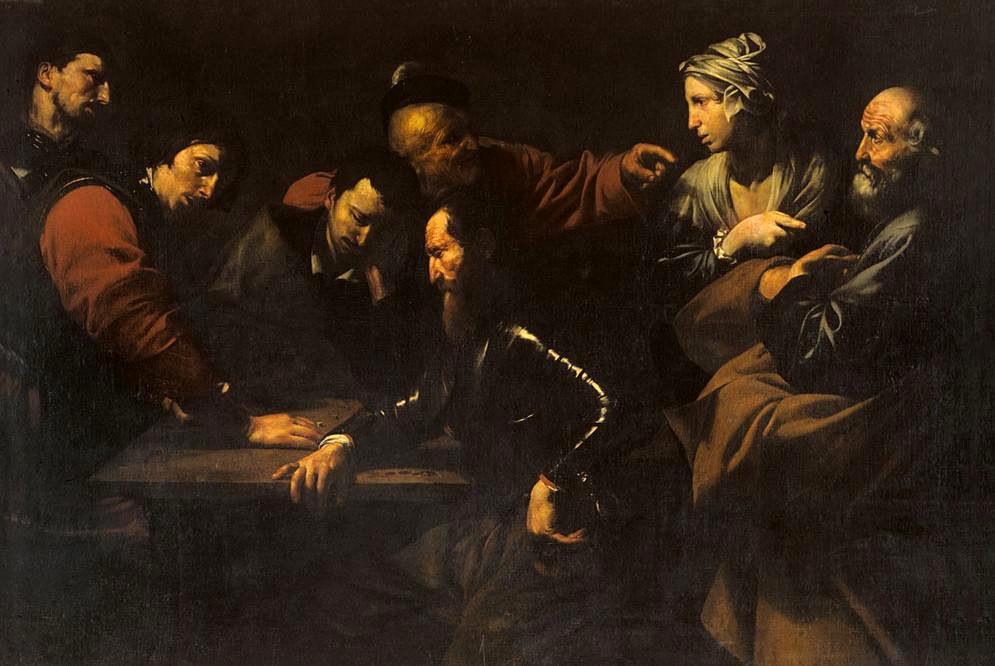
Reniement de Saint Pierre, vers 1615, palais Barberini, Rome
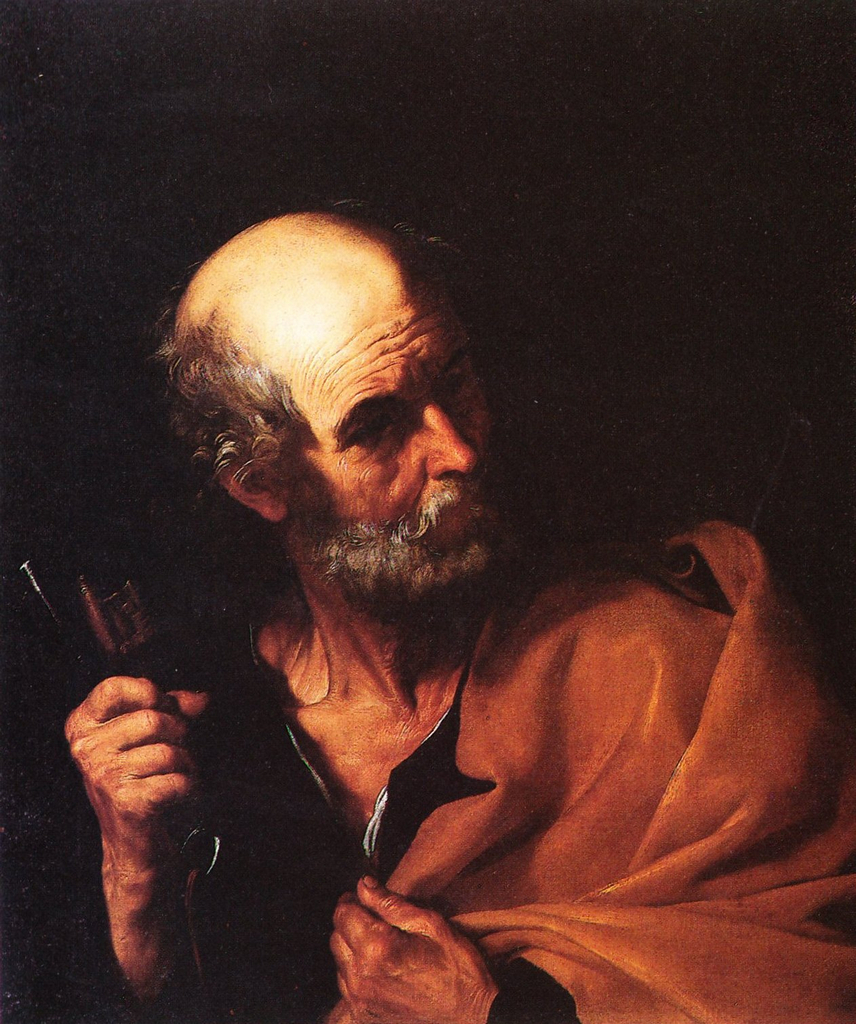
Saint Pierre, vers 1614, église des Girolamini, Naples

### Naples

#### Commandes du duc d'Osuna
Au cours de l'été 1616, âgé de 25 ans, José de Ribera quitte Rome, comme le rapporte Giulio Mancini, en raison des dettes qu'il a accumulées dans la ville, et arrive à Naples. Il s'installe immédiatement dans une maison des Quartiers Espagnols celle du vieux peintre Giovanni Bernardino Azzolini. Après seulement trois mois, il épouse la fille de seize ans de ce dernier, Caterina (ils auront six enfants).
Il trouve une ville en ébullition du point de vue artistique, avec de nombreuses églises construites après le Concile de Trente qui nécessitent l'intervention de nombreux artistes, orfèvres, marbriers, peintres, fresquistes. Les mécènes et collectionneurs privés sont particulièrement attentifs à leurs collections situées dans les édifices familiaux de la ville, comme la famille Doria, ou celle d'Avalos. Le contexte dans lequel Ribera se trouve est celui qui suit immédiatement le deuxième séjour napolitain du Caravage (1609-1610), avec la croissance exponentielle dans la ville de ses partisans et du mouvement caravagesque napolitain, avec principalement Battistello Caracciolo, Carlo Sellitto, Filippo Vitale et Paolo Domenico Finoglia.
Il trouve également le plein soutien de son compatriote, ami et vice-roi de Naples, Don Pedro Téllez-Girón y Velasco, 3e duc d'Osuna, personnalité très importante dans la jeunesse de Ribera, qu'il a probablement déjà connue lors de ses séjours à Rome. Une fois installé à Naples, il reçoit ses premières commandes importantes, à savoir cinq retables pour la collégiale d'Osuna (près de Séville) : Saint Jérôme et l'ange du Jugement, Saint Pierre pénitent, Saint Sébastien en prière et le Martyre de saint-Barthélemy, tous de même taille et datés entre 1616 et 1617, qui encadrent la grande toile centrale du Calvaire, peinte un an plus tard (1618) à la demande de Donna Catalina Enriquez de Ribera, épouse du vice-roi.
Les toiles réalisées en deux moments distincts sur les douze apôtres (dont il ne reste aujourd'hui que trois tableaux, Saint Pierre, Saint Paul et Saint Jacques le Majeur), datant d'environ 1616, et le Saint André et le Christ flagellé, peintes quelques années plus tard, toutes conservées dans l'église des Girolamini à Naples, appartiennent également à cette période.

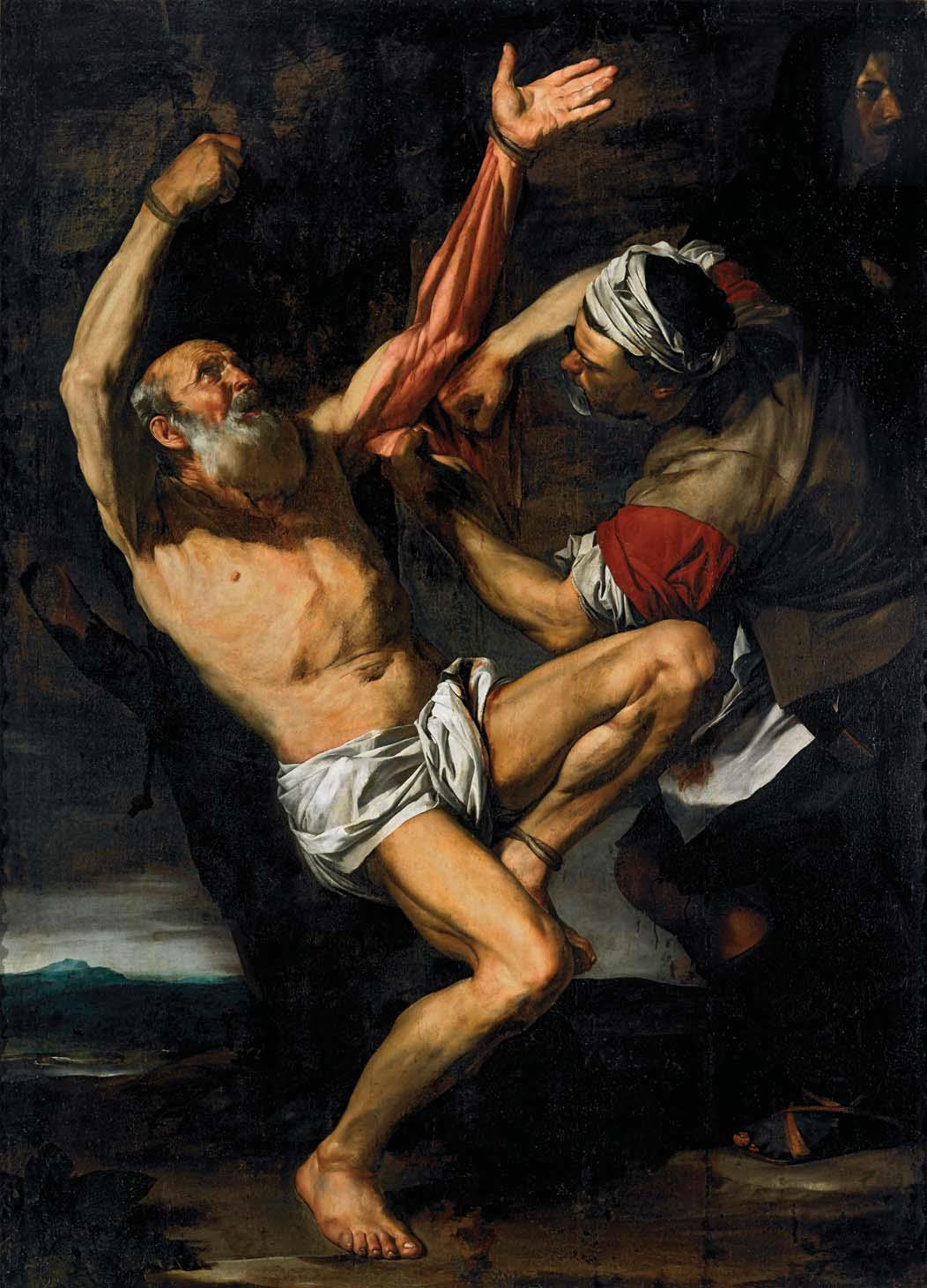
Martyre de saint Barthélemy, vers 1616, collégiale d'Osuna
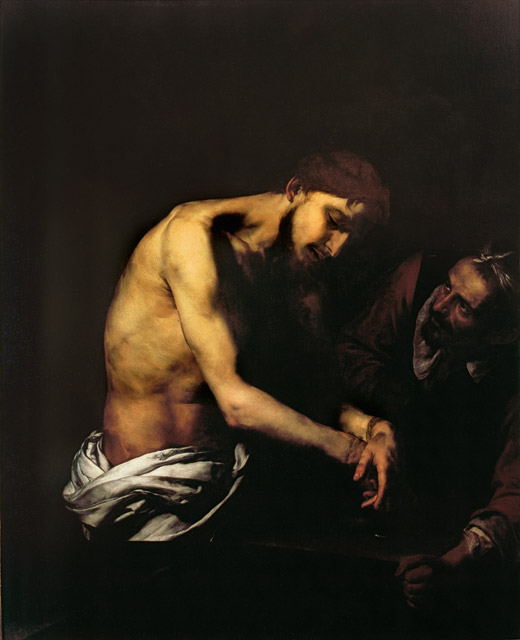
La Flagellation du Christ, église des Girolamini, Naples

#### Caravagisme napolitain des années 1620

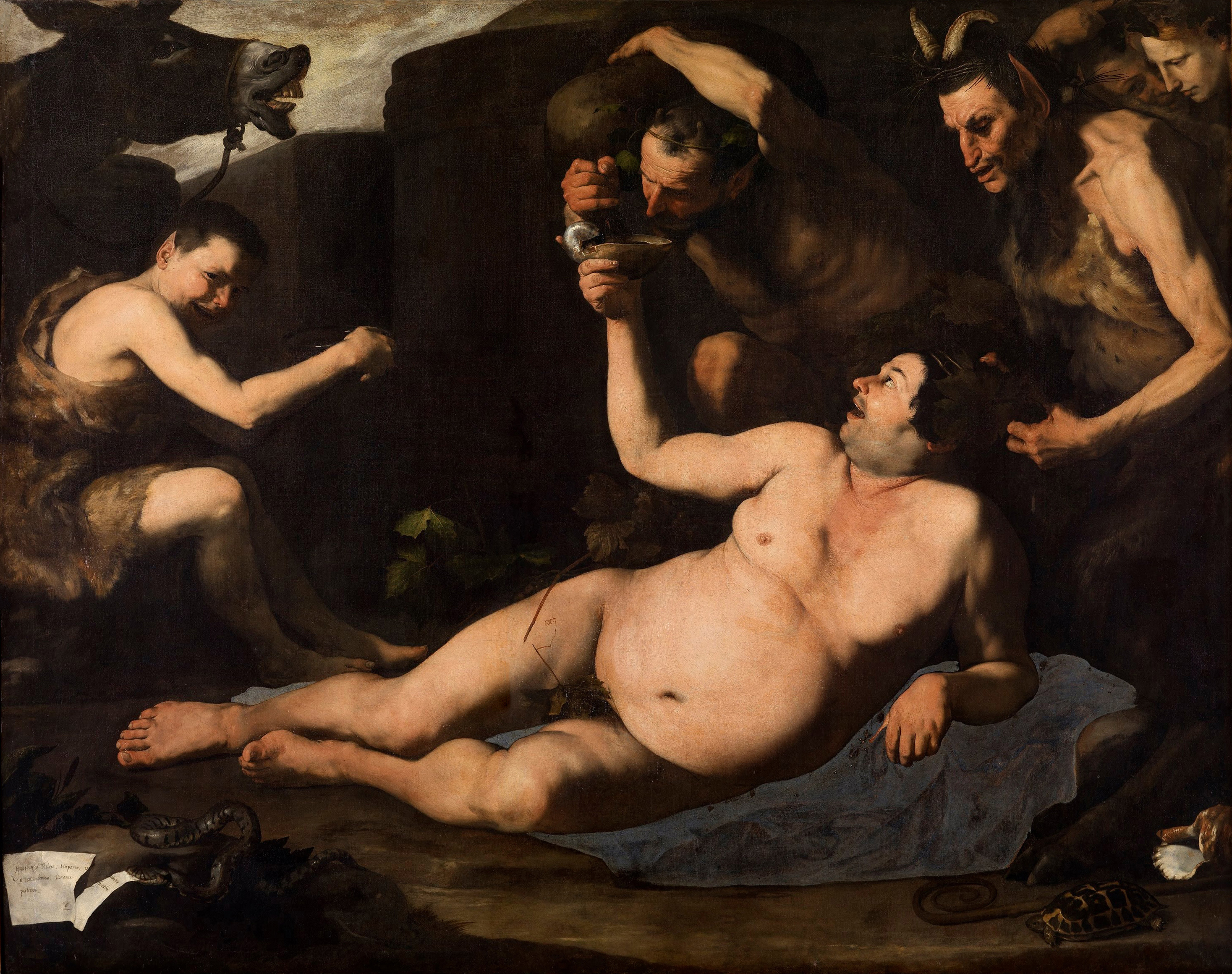
Silène ivre, musée de Capodimonte, Naples.

En quelques années, Spagnoletto (surnom du peintre qui lui est donné en raison de sa petite taille) acquiert une renommée européenne en utilisant le caractère tragique du Caravage, son point fort, devenant avec Battistello Caracciolo le peintre napolitain le plus important du début du milieu du XVIIe siècle. Il commence alors une production intense qui ne le retient cependant pas loin de son Espagne natale, où il continue à envoyer des œuvres, tandis qu'à Naples, il est un point de référence et un point d'appui pour le développement du caravagisme napolitain, offrant des éléments de réflexion à la fois à ceux de la première génération, ses contemporains comme Battistello Caracciolo, Filippo Vitale et Carlo Sellitto, et à ceux de la « deuxième génération », les jeunes peintres qui ont suivi les années napolitaines du Caravage, comme Giovanni Do, Bernardo Cavallino, le Maître de l'Annonce aux bergers, Hendrick van Somer, Andrea Vaccaro et Aniello Falcone.

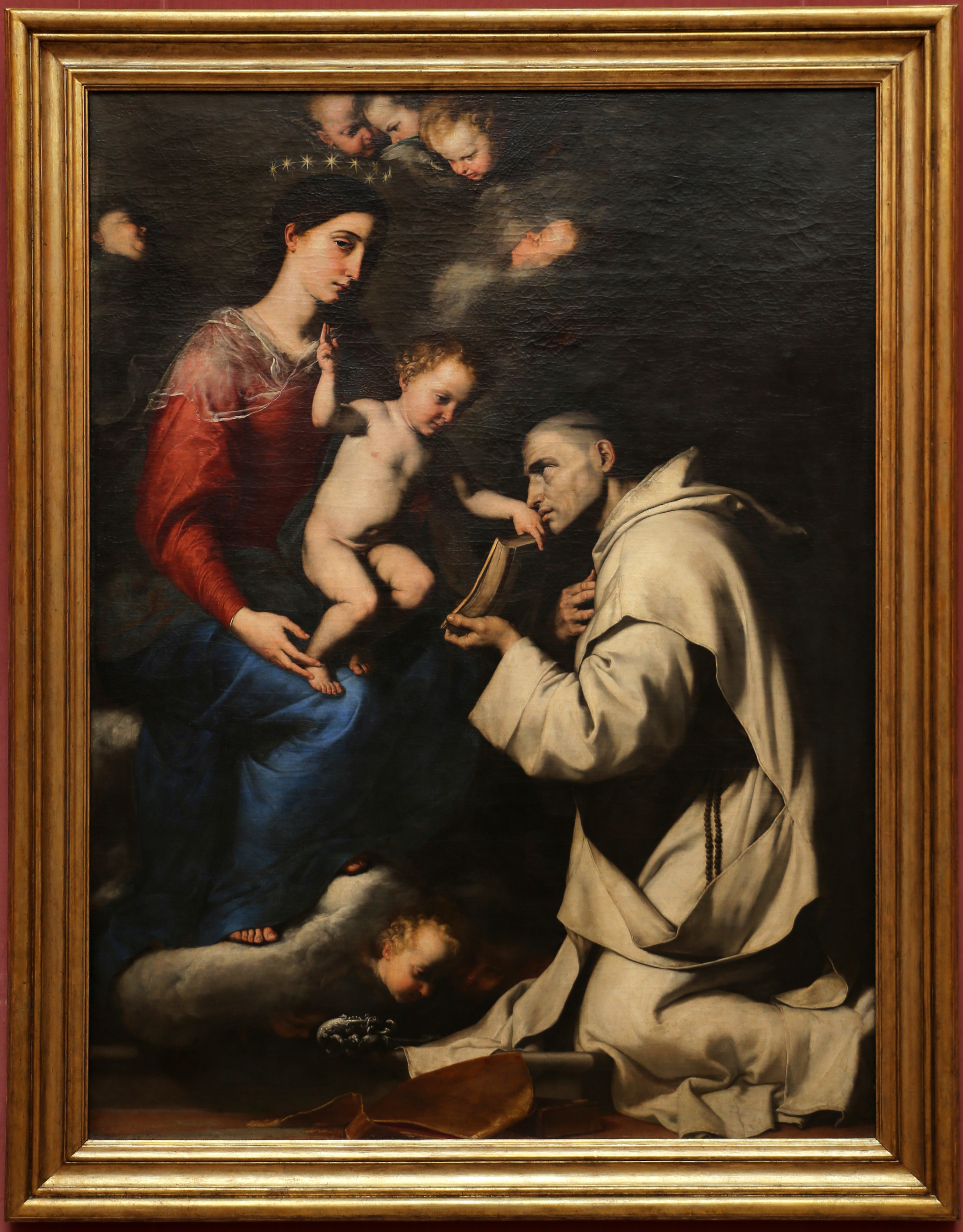
La Vierge à l'Enfant avec Saint Bruno. 1624. H. 205 cm. Gemäldegalerie (Berlin)

Le thème pictural devient plus brut et réaliste, exaspérant les concepts caravagesques tout en exacerbant les sujets représentés intellectuellement et l’utilisation des outils picturaux. Les chefs-d'œuvre absolus de la maturité précoce de Ribera sont réalisés à cette période. La toile de la Vierge à l'Enfant avec saint Bruno du château de Weimar (aujourd'hui à Berlin) date de 1624, où le « de » précédant le nom apparaît pour la première fois dans la signature de la toile, comme pour donner plus de prestige à son nom, faisant allusion à une origine noble insaisissable ; à partir de ce moment, le peintre se signera toujours « Jusepe de Ribera » à la place de l'ancien « Jusepe Ribera ». Le Silène ivre (1626), autrefois dans la collection Roomer, puis dans la collection Vandeneynden, aujourd'hui au musée de Capodimonte, compte parmi les œuvres les plus célèbres et les plus populaires des débuts de Ribera, véritable tournant de la première maturité artistique du peintre, apparemment considéré comme grotesque et satirique, alors qu'il semble au contraire riche en références allégoriques et allusives avec un intellect fort.

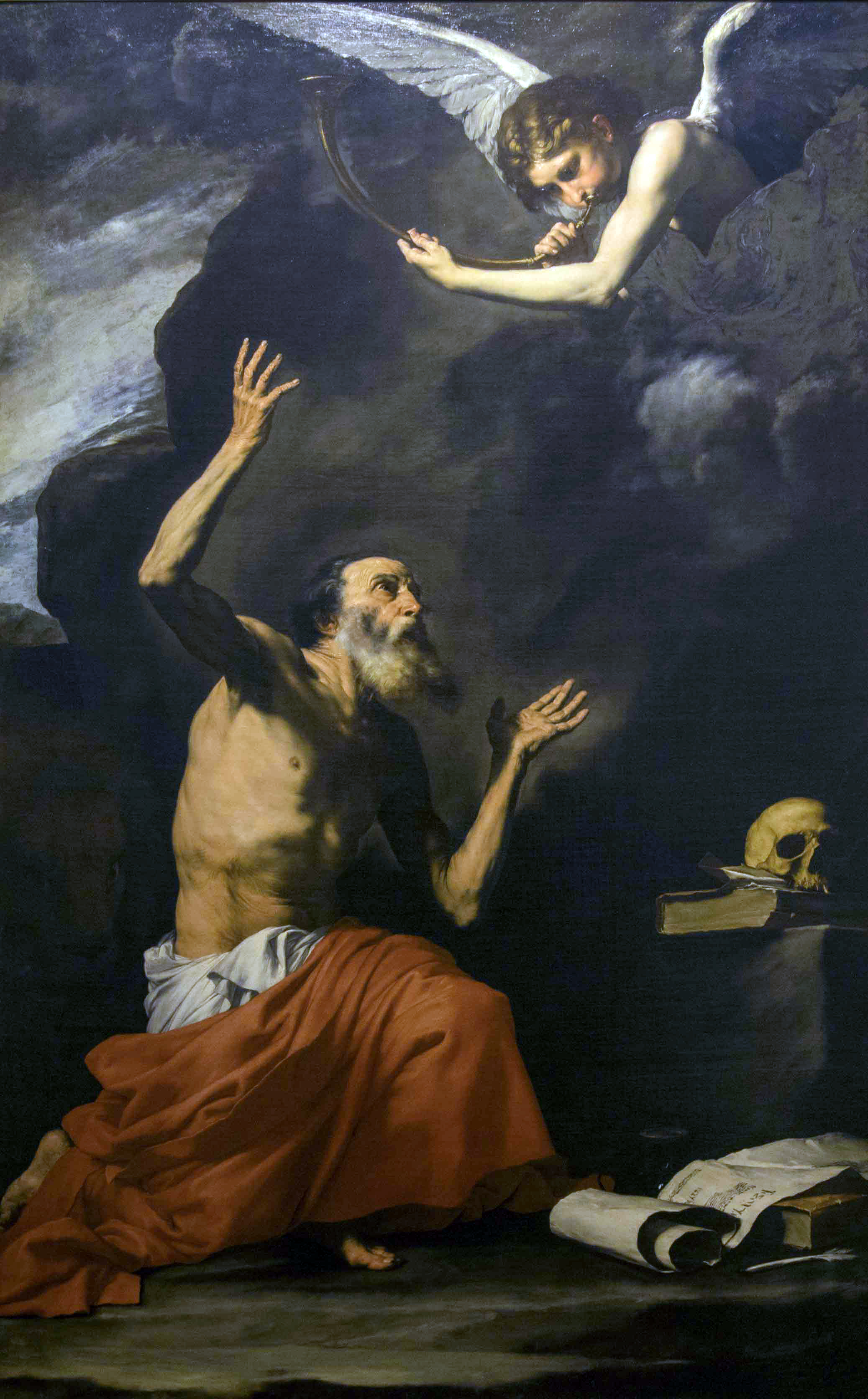
Saint Jérôme et l'ange du Jugement, 1626, musée de Capodimonte, Naples.

Sa première commande publique à Naples remonte également à cette période. Ribera est chargé par les religieuses du couvent de la Trinité de peindre deux toiles à placer, l'une sur le mur avant du transept de l'église, côté Épître, et l'autre côté Évangile. Le complexe religieux a été construit sur les pentes de la colline de San Martino, à proximité de l'endroit où sera également bientôt construite la chartreuse Saint-Martin de Naples, un grand chantier auquel ont participé principalement les mêmes artistes que ceux impliqués dans le complexe des religieuses, Cosimo Fanzago, Battistello Caracciolo, Giovanni Bernardino Azzolini et le peintre espagnol lui-même. Saint Jérôme et l'ange du Jugement (1626) est un chef-d'œuvre stylistique qui rappelle la manière du Caravage dans plusieurs endroits (comme dans le manteau rouge du saint ou dans la figure de l'ange avec la trompette au sommet à droite) et qui ouvre la voie aux éléments de la nature, insérés par Ribera dans ses compositions. Il constitue avec la Trinitas Terrestris et le Père éternel (1626-1635) la double Trinitas (à la fois terrestre et céleste), dont la première montre le colorisme innovant de Ribera (surtout sous les traits de la Madone), tandis que la seconde anticipe les grandes toiles du milieu des années 1630 qui auront pour fond un intense éclat doré. Pour cette raison, la datation du Père Éternel est certainement postérieure à celle de la Trinitas Terrestris, donc au moins vers 1635, donc plus proche des autres toiles espagnoles à fond doré, comme la Trinité et l’Immaculée Conception. Elles seront accrochées au XIXe siècle au Musée Real Bourbon, jusqu'à ce qu'il fusionne avec le musée de Capodimonte, en raison de la suppression monastique survenue sous le règne français.
Le Martyre de saint André (1628) au musée des Beaux-Arts de Budapest, le Saint Jérôme et l'ange au musée de l'Ermitage (1626) et le Martyre de saint Barthélemy (1628) au palais Pitti, une deuxième série des sens, pour la plupart dispersés dans des collections privées du monde entier, et une série d'œuvres commandées par le nouveau vice-roi de Naples, Fernando Afán de Ribera y Téllez-Girón (en fonction de 1629 à 1631), grand mécène et collectionneur d'art, dont les inventaires de l'époque rapportent parmi ses collections un « muier barbuda con su marido » (« épouse barbue avec son mari »), divers « Philosophes » et la remarquable série d' apôtres (vers 1630-1635), ces derniers conservés aujourd'hui principalement au musée du Prado de Madrid, qui doit être distinguée d'une autre série de saints et d' apôtres des mêmes années, représentés en buste (comme les saints Jacques le Majeur, André et Simon ) ou en pied (comme les saints Roch, Matthieu, Paul et Pierre), située dans divers musées à travers le monde, principalement espagnols, datent également de cette période. Dans le cas de l' « épouse barbue », il s'agit certainement La Femme à barbe (1631) du musée du Prado, qui constitue l'un des tableaux les plus insolites de la peinture européenne du XVIIe siècle en raison de la rareté du sujet représenté,,, tandis que dans le cas des seconds, il semble que ce soit le Platon à Amiens, et le Démocrite (autrefois identifié comme Archimède ) toujours au Prado.

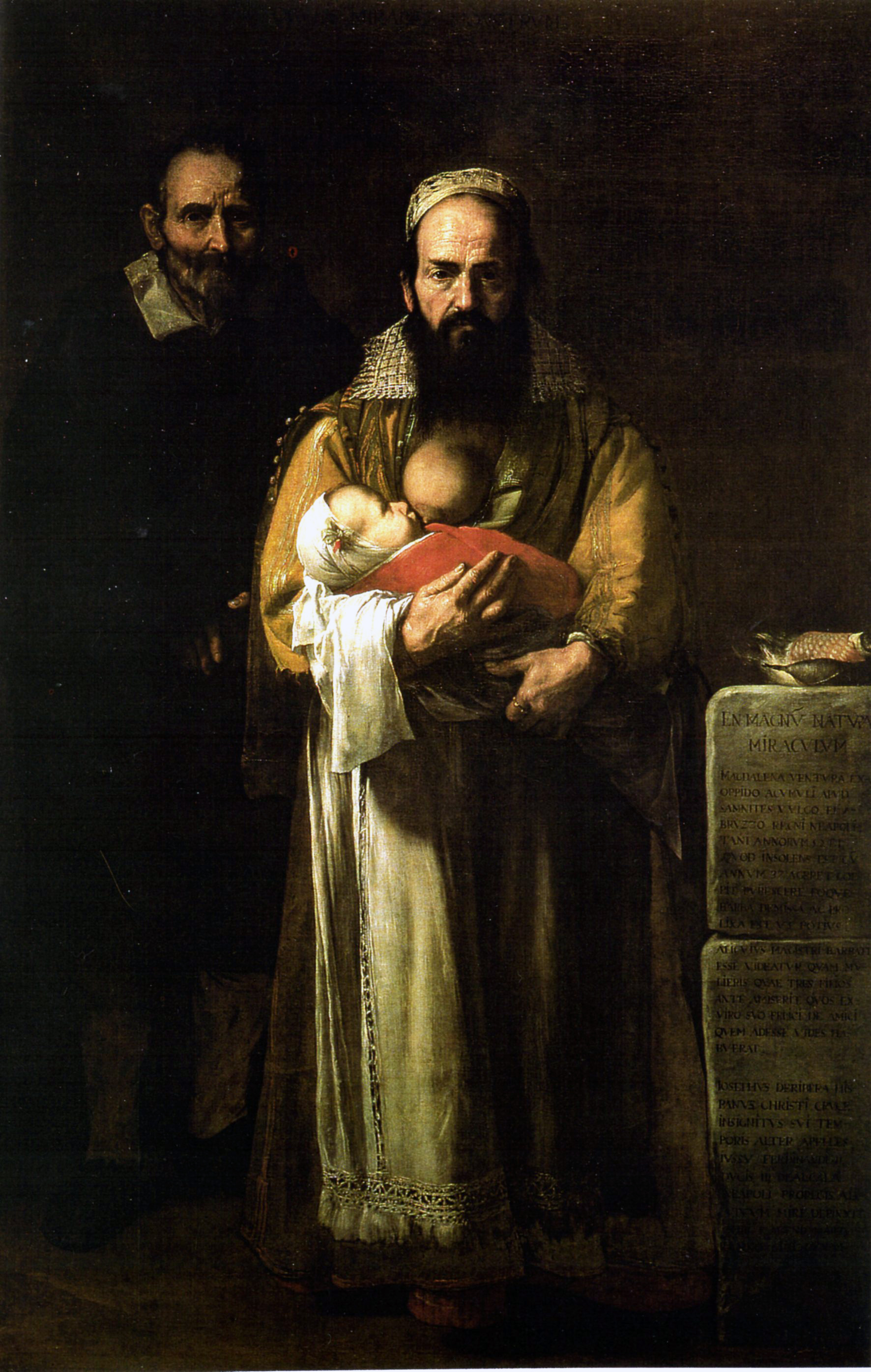
La Femme à barbe, 1631, musée de Prado, Madrid.
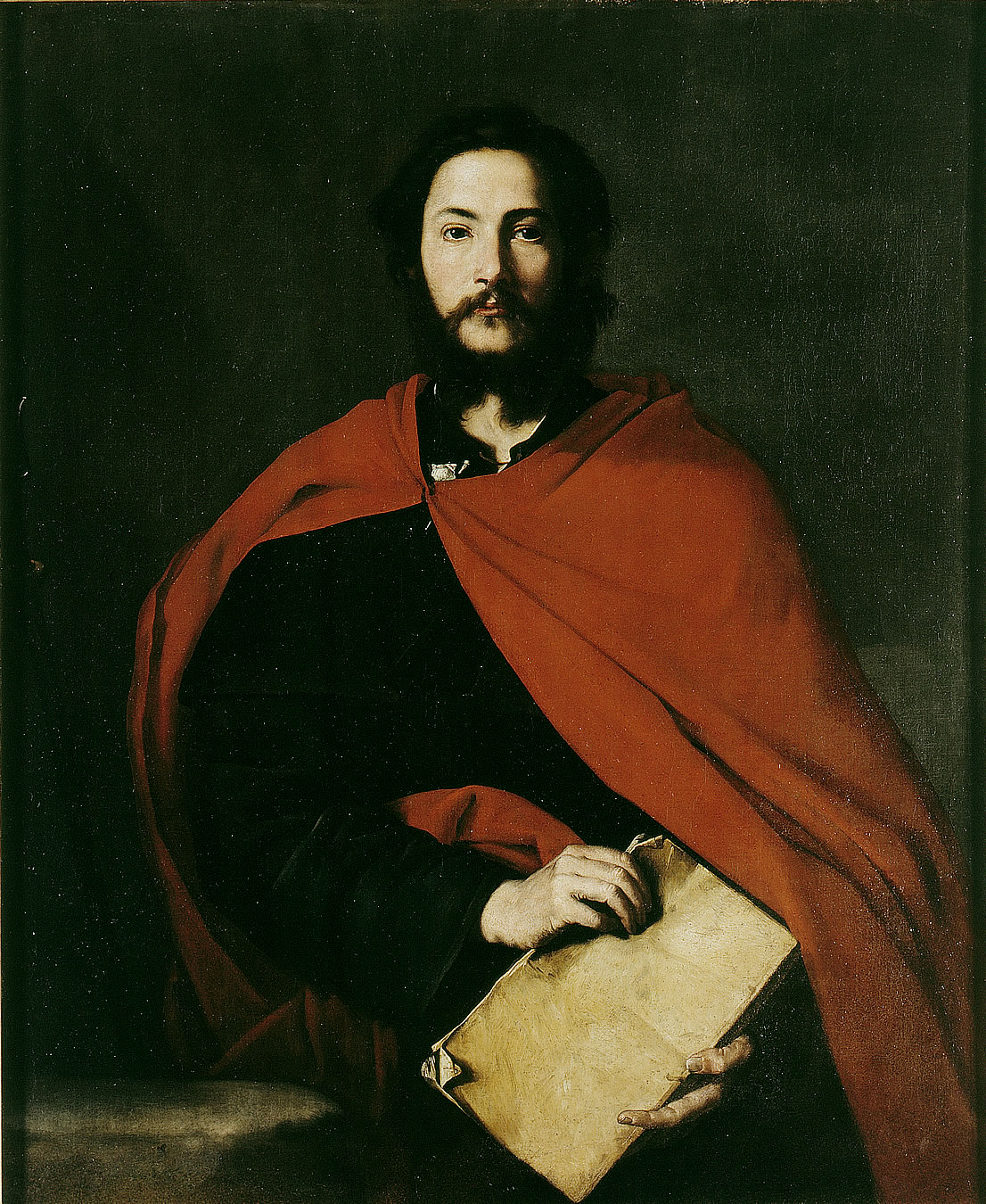
Saint Jacques Majeur, 1632, musée de Beaux-arts, Séville.

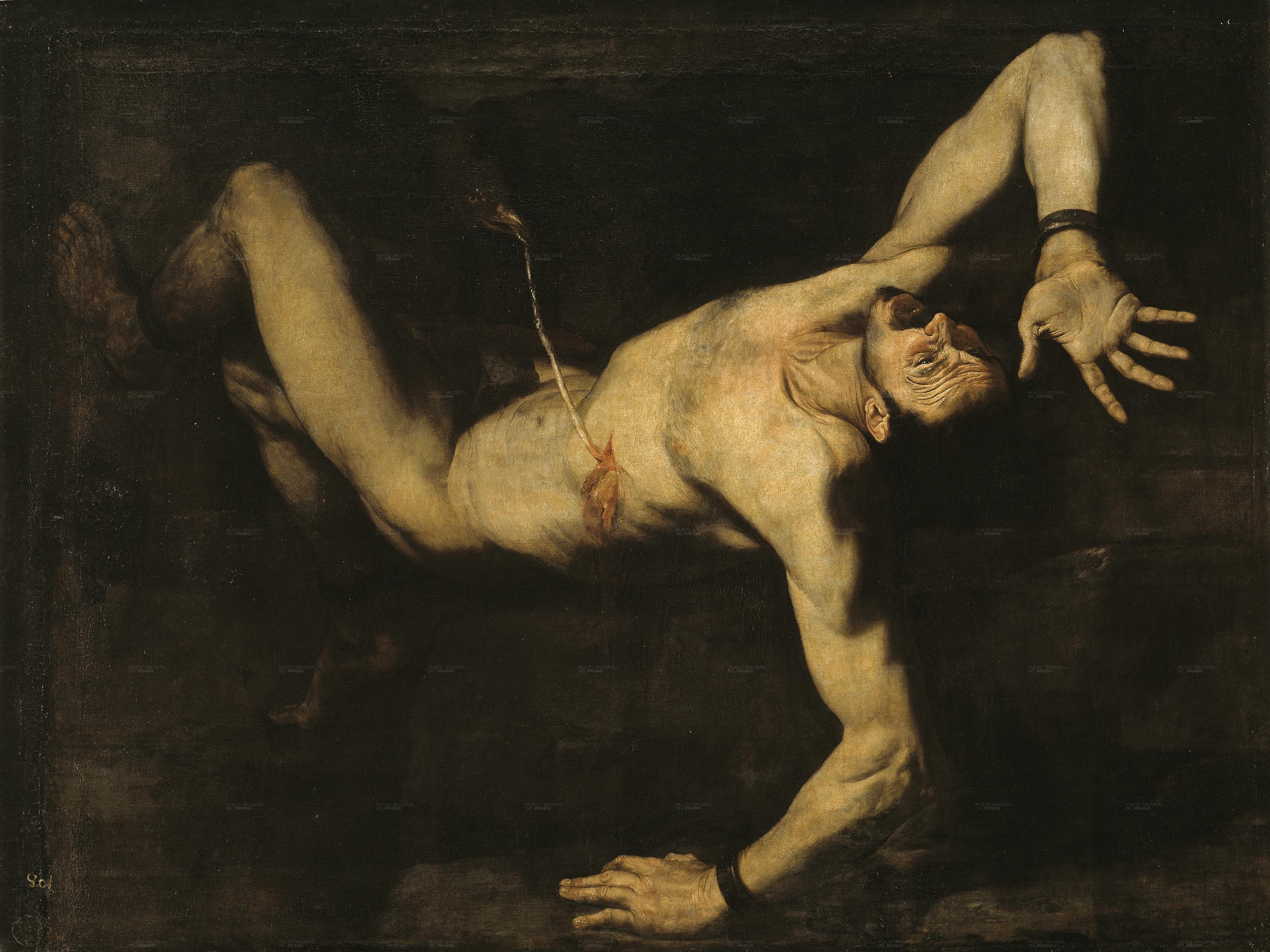
Tityos, 1632, musée du Prado, Madrid.

Les deux toiles d' Ixion et de Tityos (toutes deux de 1632) appartiennent à la série des Géants achetés en 1634 par Jéronimo de Villanueva à la marquise de Charela, destinés aux salles du palais du Buen Retiro à Madrid (les autres sujets sont Sisyphe et Tantale, dont les traces ont été perdues). La série, point culminant de la manière ténébriste dont Ribera fut élu « porte-drapeau » par la critique moderne, serait très proche en affinité et en composition d'une autre série contemporaine exécutée pour le néerlandais Luis van Uffel, mettant toujours en vedette quatre des Géants punis par Jupiter pour leur orgueil (dont il ne reste aujourd'hui que des copies anciennes dans les dépôts du Prado, alors que les originaux manquent) et qui, selon les preuves historiques de l'époque, furent ensuite restitués à Ribera après que la femme d'Uffel eut donné naissance à un fils difforme qu'elle a imputé à l'horreur des sujets représentés dans les quatre tableaux du peintre espagnol,.
Déjà à la fin des années 1620, Ribera est un peintre reconnu dans le panorama artistique napolitain et européen, passant d'une personnalité agitée et aux « habitudes licencieuses » (comme le rappelle Giulio Mancini), à un rôle et une position prestigieux dans la société de son temps. Dans ces années-là, Spagnoletto possède une grande maison avec jardin à Naples dans le quartier de Monte di Dio, entre le palais royal de Naples et la plage de Chiaia, tandis que dans la même période prend naissance la rivalité entre lui et un autre grand protagoniste du XVIIe siècle napolitain, Massimo Stanzione, qui, bien qu'il ait vécu dans les années napolitaines du Caravage, ne s'est jamais aligné sur la peinture de celui-ci au sens strict, mais est toujours resté orienté vers un classicisme carraccien.

### Évolution luministe

#### Commandes espagnoles des années 1630

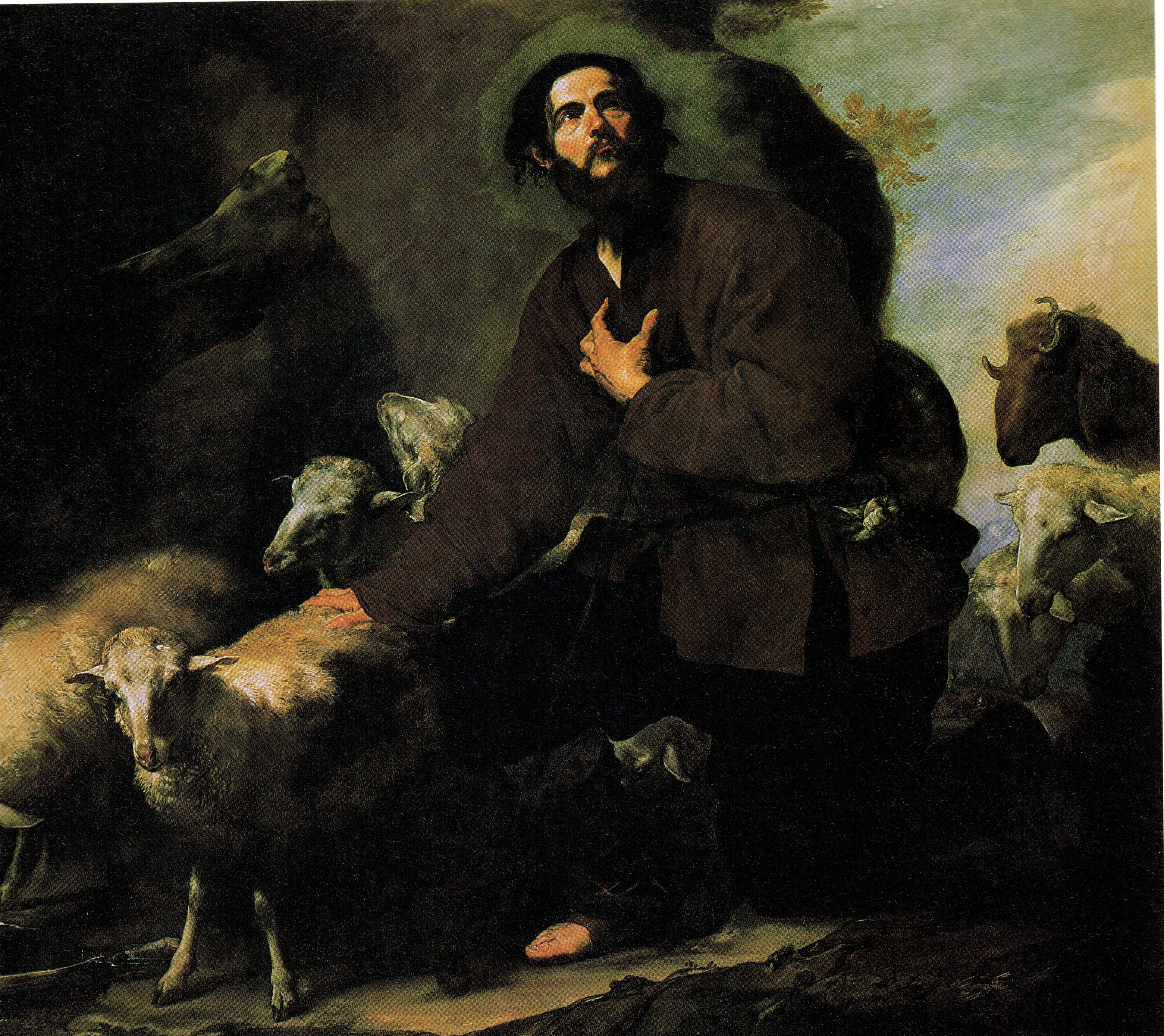
Jacob et le troupeau, vers 1628, Escurial.

Vers le début des années 1630, après quelques séjours à Rome, Ribera subit l'influence des peintres actifs dans ces années-là à Rome, comme Giovanni Benedetto Castiglione, Antoine van Dyck et Pierre Paul Rubens, perfectionnant ainsi son style qui s'ouvre vers un néo-classicisme vénitien, suivant ainsi les grands maîtres vénitiens du XVIe siècle, Titien et Paul Véronèse, avec de grandes couches de couleurs et un goût scénique retrouvé fait de paysages et de ciels bleus qui s'ouvrent en arrière-plan des compositions. La toile de Jacob et le troupeau, datant de 1628 à 1635, à l'Escurial marque le tournant vers cette maturation luministe de sa peinture.

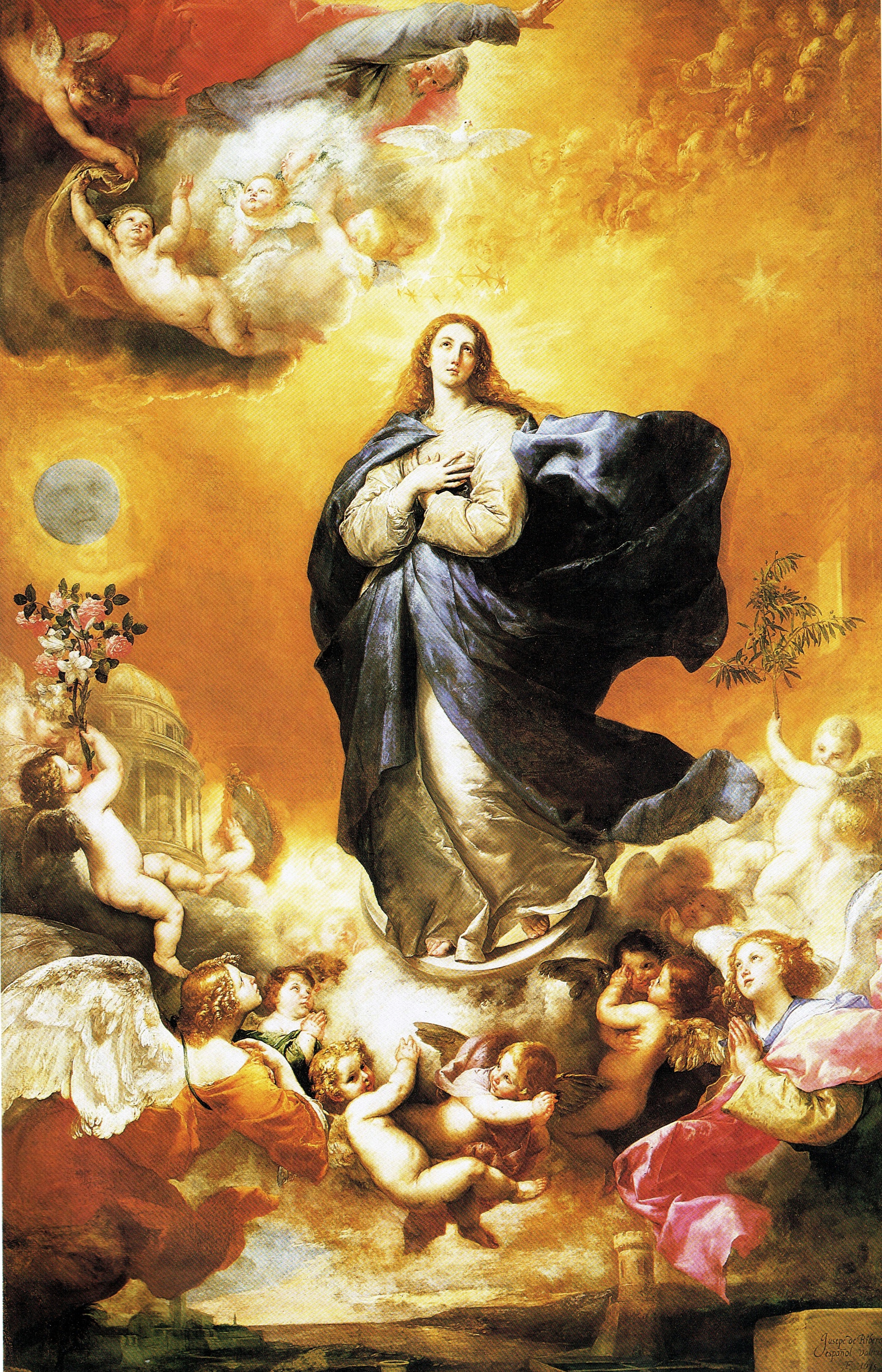
Immaculée Conception, 1635, couvent des Augustins récollets de Salamnaque.

La décennie des années 1630 aux années 1640 est la plus prolifique de Ribera, essentiellement à thème religieux. Les commissions espagnoles de Don Manuel de Acevedo y Zúñiga, comte de Monterrei, vice-roi de Naples de 1631 à 1637, beau-frère du puissant comte-duc d'Olivares, Gaspar de Guzmán, et ministre de Philippe IV (roi d'Espagne), datent de cette période.
Il acquiert une brillante réputation et peut ainsi rencontrer de nombreux artistes de passage, notamment son compatriote Diego Vélasquez qui lui achète plusieurs toiles pour Philippe IV (roi d'Espagne) en 1629, puis, à nouveau en 1649, pour le palais de l'Escurial.
Ribera est chargé d'exécuter deux toiles pour Zuniga, à placer dans le retable en marbre réalisé par Bartolomeo Picchiatti et Cosimo Fanzago, avec lesquels il se retrouve à travailler pour la deuxième fois après le retable en marbre de l'église de la Trinità delle Monache de Naples. Les œuvres devaient être placées initialement dans la chapelle de Sant'Orsola à Salamanque, mais le vice-roi décide de réorganiser l'ensemble avec les toiles conservées à l'intérieur du couvent des Augustins récollets de Monterrey à Salamanque, un complexe religieux construit en face du palais familial de Zuniga. À l'intérieur du couvent des Augustins, Ribera se retrouve à travailler avec un groupe d'artistes du milieu napolitain, Giuliano Finelli, Massimo Stanzione et même Picchiatti et Cosimo Fanzago, tandis que les toiles à peindre pour le duc passent de deux à six, dont une placée sur le tympan de l'autel en marbre de Fanzago, la Pietà (1634), achevée à Naples et transférée par mer en Espagne, et l'autre au centre de celui-ci, avec la grande scène de l' Immaculée Conception (1635). Cette dernière œuvre en particulier, qui est en fait la plus grande toile en taille de tout le catalogue de Ribera, représente l'aboutissement de son tournant pictural initié à partir de 1632 ainsi qu'un prototype pour plusieurs œuvres d'auteurs espagnols sur le même sujet,,. Les autres œuvres exécutées pour Monterrey sont Saint Augustin (1636) et San Gennaro in Gloria (1636), où, en bas, un premier paysage grand et lumineux est précurseur des deux toiles paysagères de 1639, également exécutées pour le duc et aujourd'hui dans la collection du duc d'Albe de Salamanque.
De nombreuses œuvres se réfèrent à cette deuxième phase de Ribera : L'Adoration des bergers du musée du Louvre, le Mariage mystique de sainte Catherine conservé au Metropolitan Museum of Art de New York, la Vision de Belshazzar (1635) au palais épiscopal de Milan, la Trinité (vers 1635-1636), Saint Sébastien (vers 1636), l' Assomption de la Madeleine (1636) à l'académie royale des Beaux-Arts Saint-Ferdinand, le Combat de femmes (1636), qui représente un événement qui s'est réellement produit à Naples à l'époque, lorsque deux femmes se sont affrontées en duel devant le marquis Alfonso de Ávalos pour l'amour d'un homme, Isaac et Jacob (1637), précieuse pour l'insertion d'une nature morte posée sur une table de cuisine, Le Rêve de Jacob (1639), qui se distingue par le paysage lumineux qui entoure la figure de Jacob, le Martyre de saint Barthélemy (1639) et Le Martyre de saint Philippe (1639), tous ces derniers au Prado à Madrid,.
La toile du Martyre de saint Philippe, en particulier, commandée par le vice-roi de Naples jusqu'en 1644, Ramiro Felipe Núñez de Guzmán, duc de Medina de las Torres et l'un des clients les plus fervents de Ribera, constitue l'une des œuvres les plus remarquables de Spagnoletto, significative du niveau de maturation atteint dans ces années-là, montrant non seulement un luminisme chromatique renouvelé mais aussi la capacité de représenter la scène d'un martyre sans montrer de personnages hurlants et en état de désespoir, ce que Ribera a fait dans ses martyrs naturalistes caravagesque jusqu'à la fin des années 1620, mais représentant plutôt des états d'âme, à l'impact émotionnel cependant puissant, confiés à des personnages tirés de la vie réelle, entourés de silence et résignés à leur sort.

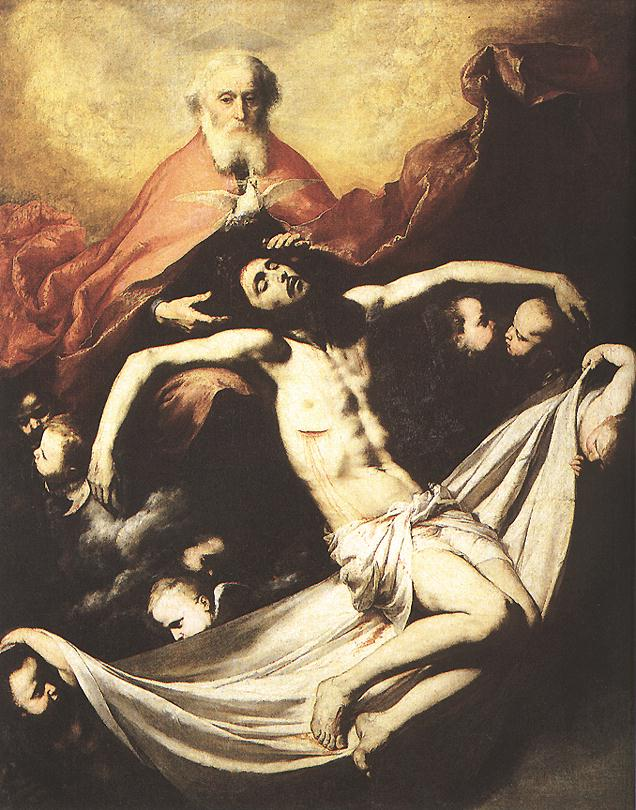
Trinité, vers 1635, musée du Prado, Madrid.
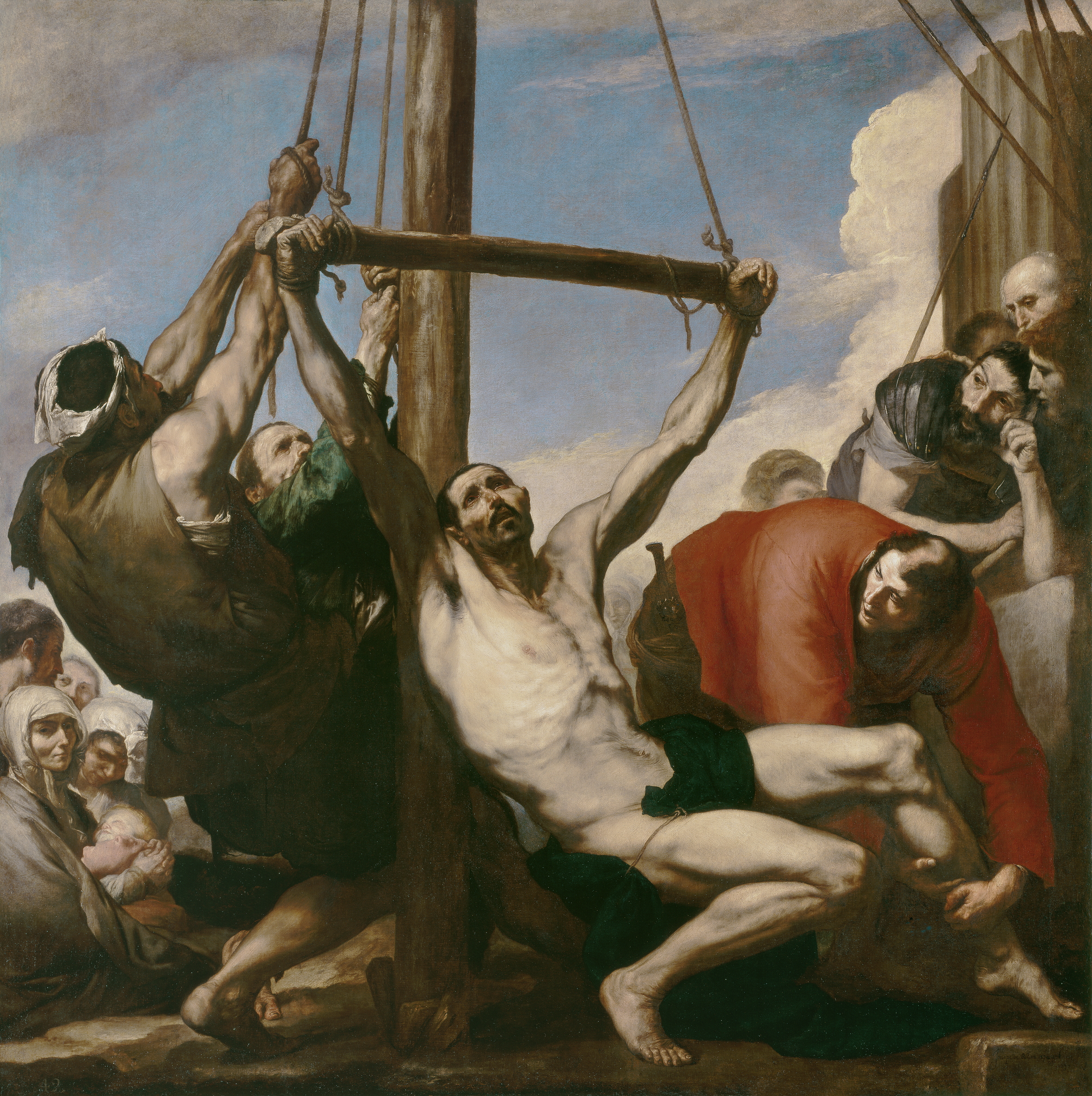
Martyre de saint Philippe, 1639, musée du Prado, Madrid.

Bien qu'influencées par les maîtres vénitiens du XVIe siècle, Véronèse et Titien, ainsi que par le colorisme néo-vénitien dans le contexte romain, certaines des œuvres de Ribera exécutées à partir des années 1630 jusqu'à la fin de son activité rappellent encore les méthodes apprises dans sa premier phase de composition, c'est-à-dire sombres et lugubres, de nature plus naturaliste. Spagnoletto exécute des œuvres profanes, principalement pour des clients privés, comme une autre série des Philosophes, une deuxième version de la série des Sens, qui est arrivée incomplète à ce jour et est en grande partie dispersée dans diverses collections privées, ainsi que comme des scènes et des portraits de la vie quotidienne, comme Le Vieil usurier (1637) du Prado, ou avec des scènes représentant des histoires mythologiques qui, bien que caractérisées par une luminosité chromatique accentuée, font référence à la manière naturaliste de la dernière décennie, notamment dans les représentations des martyrs. Le Supplice de Marsyas dans la version présente dans la collection d'Avalos, qui fut ensuite transférée à Capodimonte, et celle des musées royaux des Beaux-Arts de Belgique, un peu comme la Vénus et Adonis de la Galerie Nationale d'Art du palais Corsini, font référence à cette dernière période.
À la fin des années 1630, Ribera a de telles connaissances artistiques à son actif qu'il devient le pivot du mouvement pictural environnant, comme cela s'est produit au cours de la décennie précédente avec les peintres naturalistes, même pour les peintres de la troisième décennie, comme le Maître de l'Annonce aux bergers, Antonio de Bellis, Hendrick van Somer, Francesco Guarino et Bernardo Cavallino, ainsi qu'à ceux des décennies suivantes, qui évolueront ou se formeront précisément dans le contexte ribérien, surtout Mattia Preti et Luca Giordano.

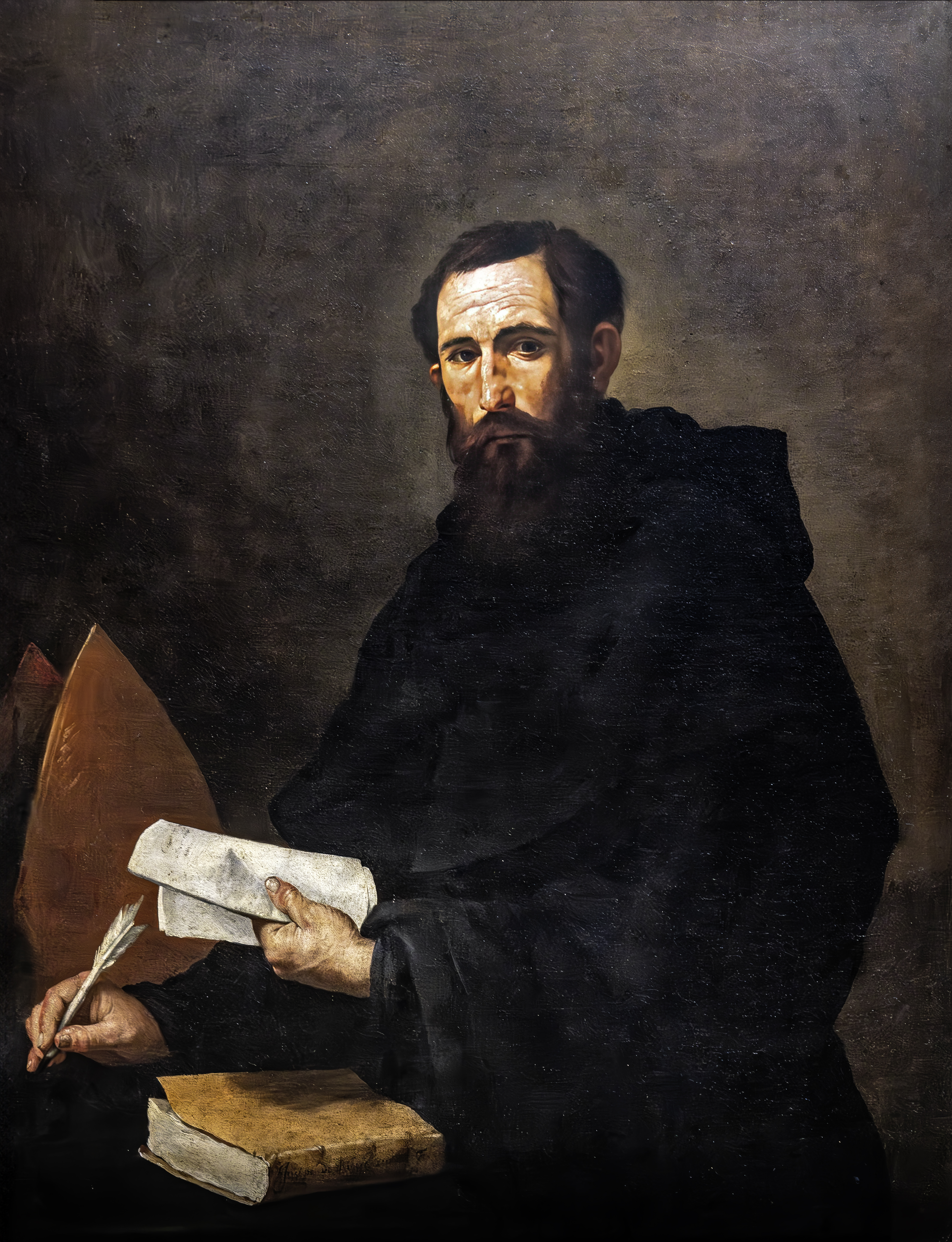
Saint Augustin, 1636, Musée Goya, Castres
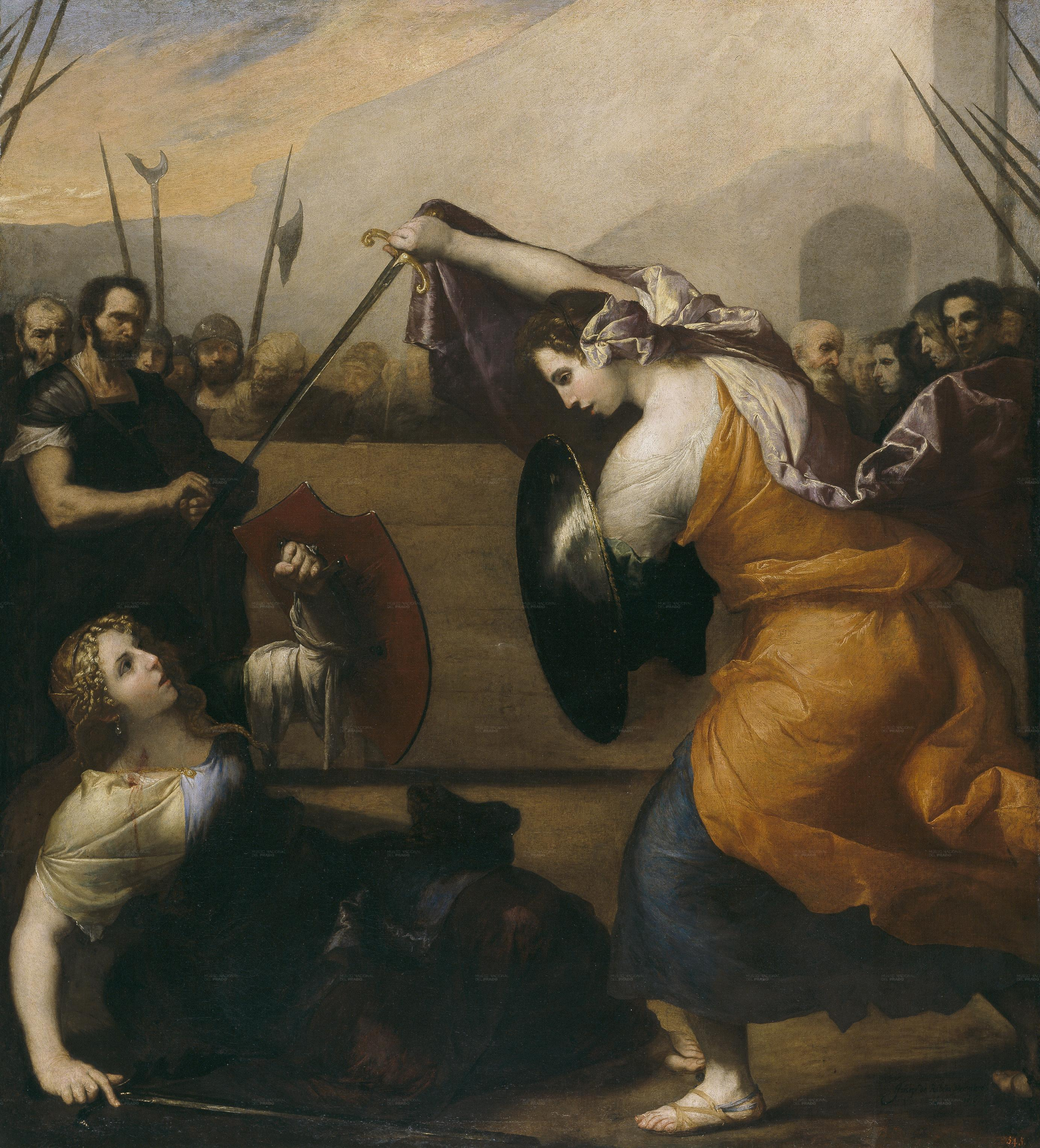
Combat de femmes, 1636, musée du Prado, Madrid
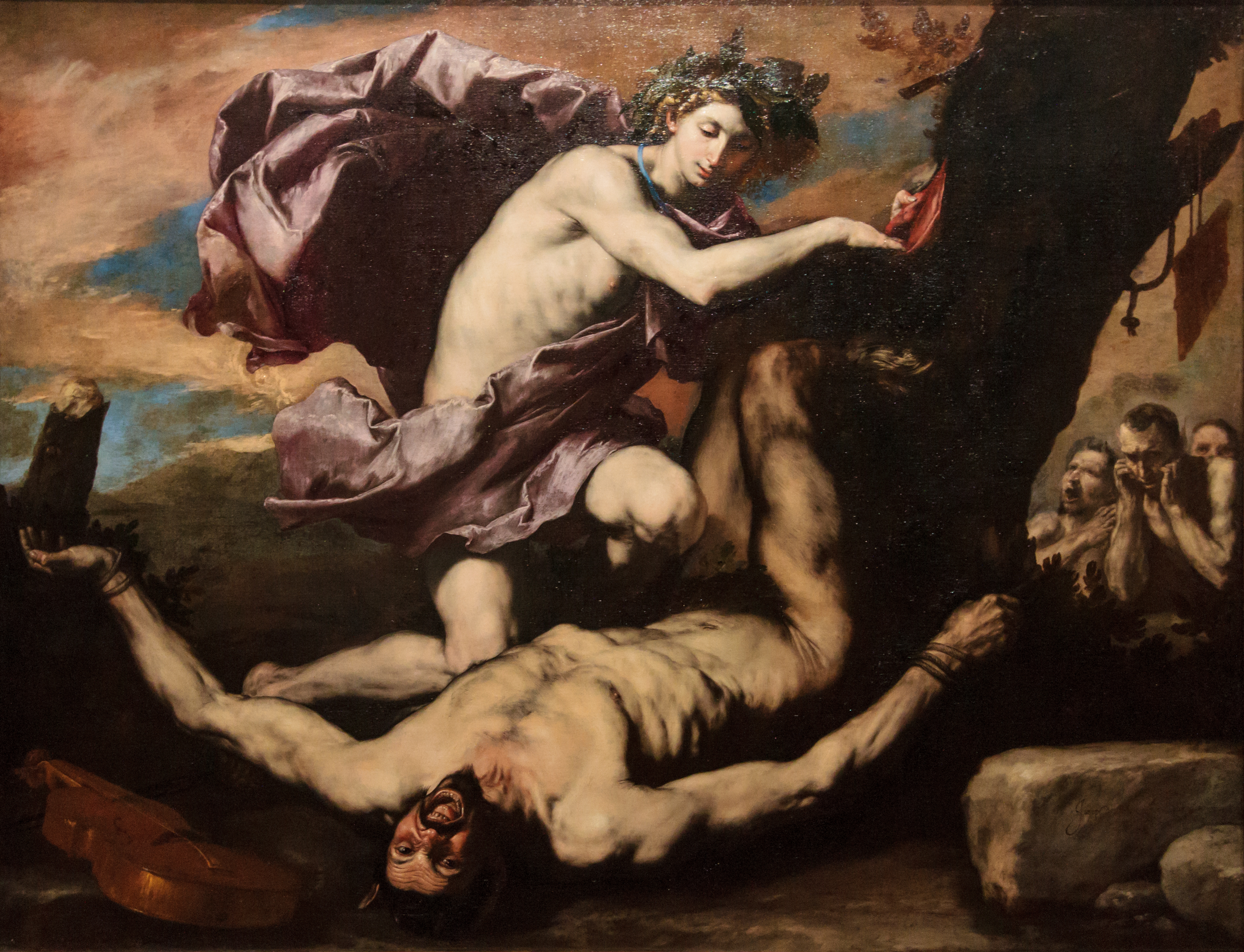
Le Supplice de Marsyas, 1637, musée de Capodimonte, Naples
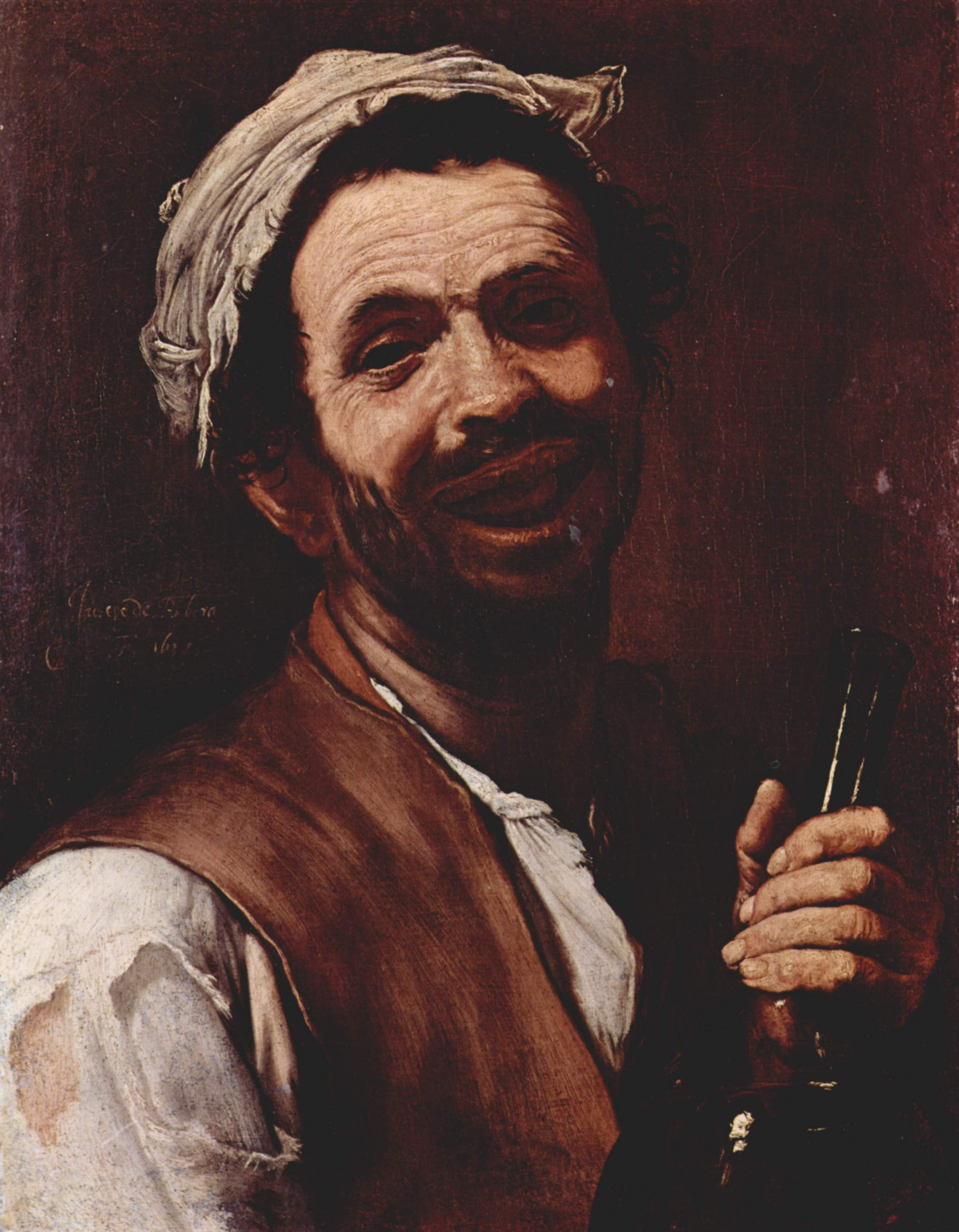
Le Goût, 1637, collection privée, Madrid
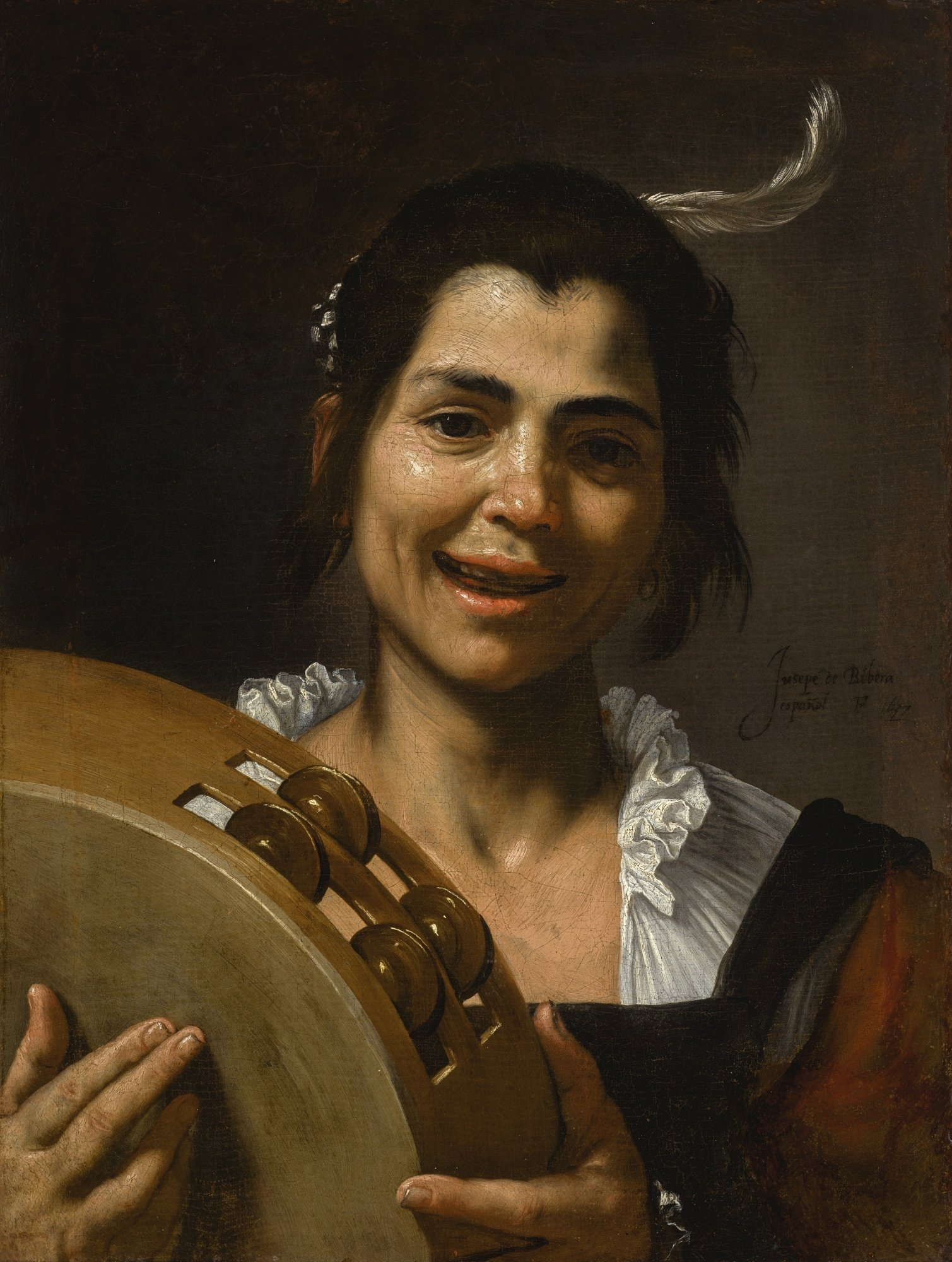
La fille au tambourin (L’ouïe), 1637, Laing Art Gallery, Newcastle

#### Commandes napolitaines entre les années 1630 et 1640
À partir du début des années 1640, la vie de Ribera est tragiquement marquée par une maladie neurodégénérative qui le conduit à une infirmité définitive, réduisant ainsi considérablement le nombre d'œuvres exécutées (mais non commandées) et, en même temps, allongeant les délais d'exécution des celles qu'il parvient à prendre en charge.
Malgré ses problèmes de santé, de nombreuses œuvres lui sont commandées au cours de cette période, parmi lesquelles les deux œuvres publiques les plus importantes qu'il reçut, pour la plupart toutes à Naples, qui connait à cette époque un fort moment de renouvellement de ses édifices religieux. Spagnoletto reçoit d'importantes commandes des pères jésuites de l'église du Gesù Nuovo de Naples, de la Deputazione de la chapelle royale du Trésor de San Gennaro et une autre confiée une fois de plus par les pères de la chartreuse Saint-Martin de Naples. Dans les deux derniers complexes religieux, en particulier, Ribera laisse certains de ses chefs-d'œuvre personnels les plus importants et, plus généralement, de la peinture napolitaine du XVIIe siècle.
Ribera est chargé de peindre trois toiles pour la chapelle de saint Ignace de Loyola de l'église du Gesù Nuovo, à placer dans la partie supérieure du retable en marbre réalisé (encore une fois) par Cosimo Fanzago. Les peintures, datant toutes de 1643-1644, sont à gauche Saint Ignace écrit la Règle de la Compagnie de Jésus (restée fragmentaire à cause d'un bombardement allié en 1945 et aujourd'hui conservées dans les entrepôts du musée de Capodimonte), au centre Saint Ignace en gloire, tandis qu'à droite se trouve Le pape Paul III approuvant la Règle des Jésuites, où la figure du pape met en évidence des affinités étroites avec celles réalisées par Titien.

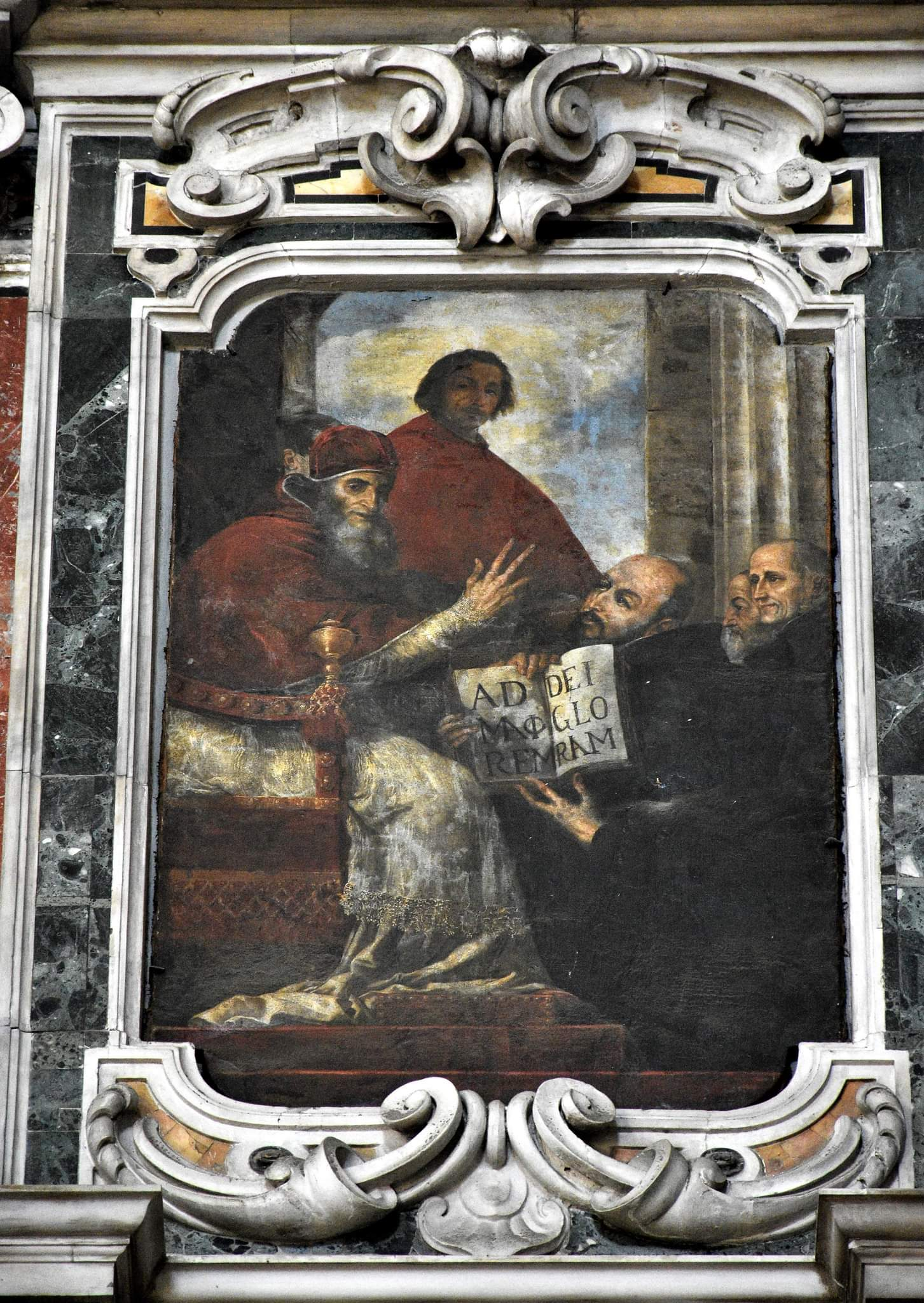
Le pape Paul III approuvant la Règle des Jésuites, 1643-1644, église du Gesù Nuovo de Naples
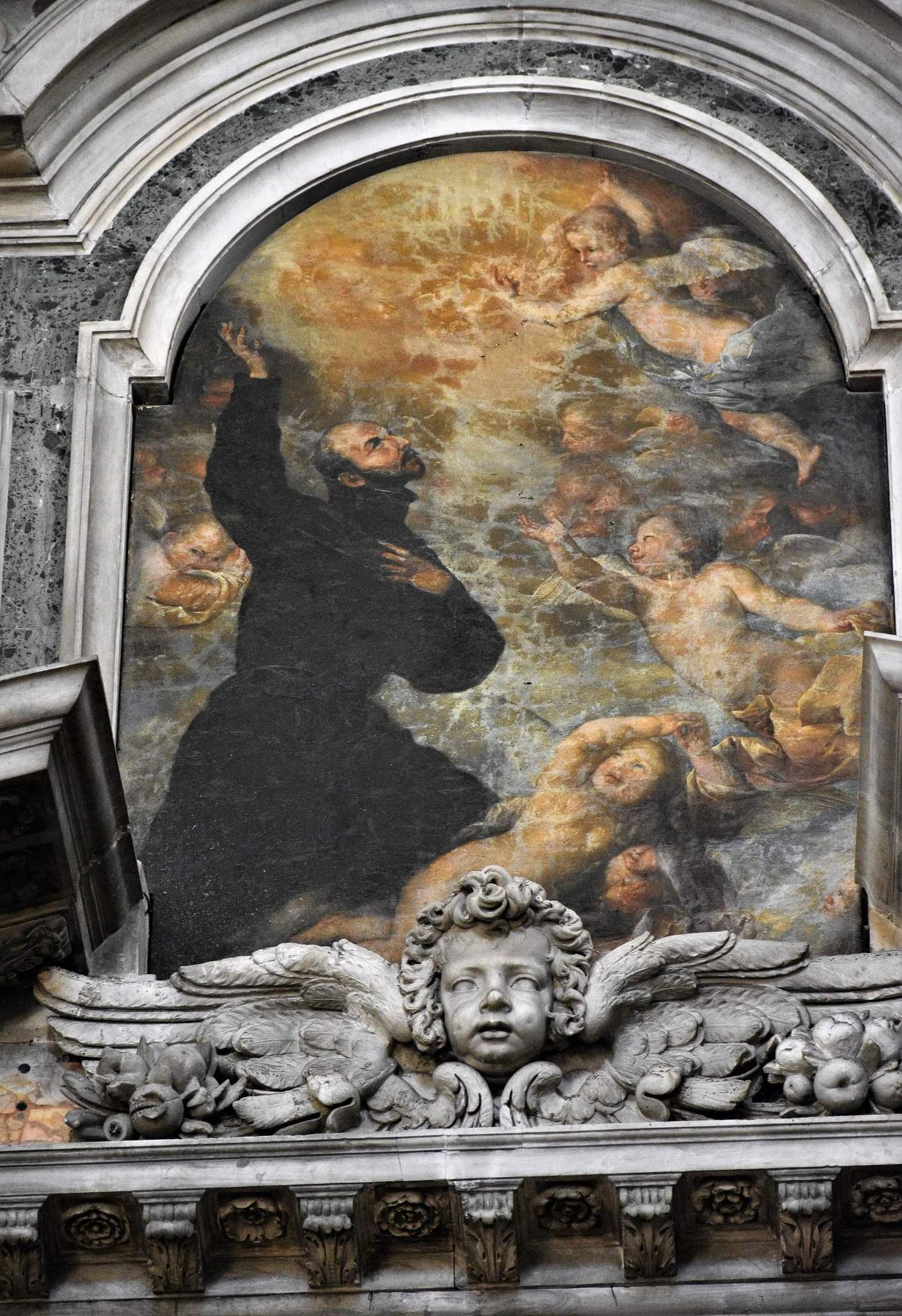
Saint Ignace en gloire, 1643-1644, église du Gesù Nuovo de Naples

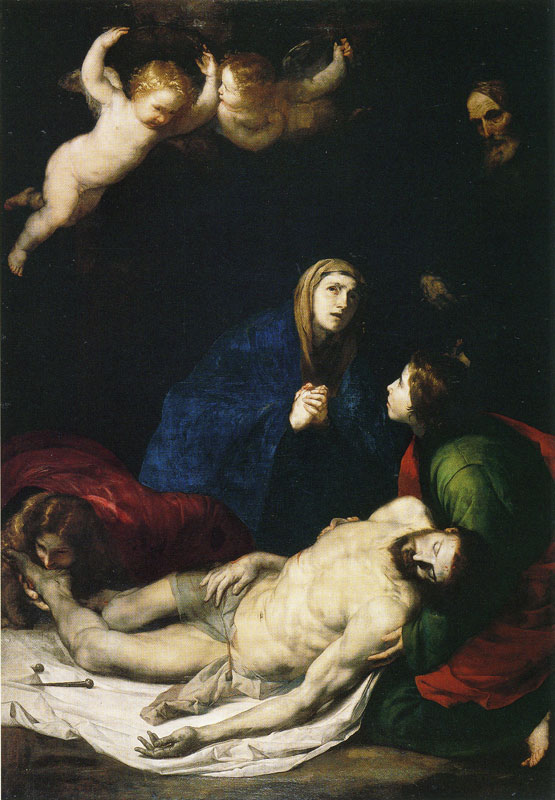
Pietà, 1637, musée San Martino.

Sous le prieuré de Giovanni Battista Pisante, le peintre entreprend le travail monumental de décoration de l'église de la chartreuse Saint-Martin de Naples, commencé dès 1637 avec le somptueux retable de La Pietà pour la sacristie de l'église, qui a été transféré dans la salle du Tesoro Nuovo à la fin du XVIIe siècle. Il y collabore pour la quatrième fois de sa carrière avec Cosimo Fanzago, responsable des marbres et des autels. La toile, qui malgré ses empreintes naturalistes présente une couleur incisive, reprend un sujet représenté à plusieurs reprises par Ribera antérieurement et que lui ou son atelier répétera à d'autres occasions dans les années suivantes, avec la particularité que, dans la version de Naples, la coupe de la composition est verticale, tandis que toutes les autres sont horizontales. Le tableau, payé 400 ducats, est particulièrement apprécié par les biographes ultérieurs, comme Bernardo de Dominici ou le marquis Donatien Alphonse François de Sade, qui le considèrent comme ayant une plus grande valeur que l'ensemble de la collection d'or présente dans la chapelle. Toutes les autres commandes reçues pour le vaste cycle décoratif de la chartreuse datent de 1638, tandis que l'achèvement des travaux, également dû à la maladie qui frappe Ribera en 1643, n'a lieu que plusieurs années plus tard. En cinq ans, de 1638 à 1643, les quatorze tableaux sont exécutés, au prix convenu de 80 ducats chacun, représentant des prophètes, dont deux sont placés à l'envers de la façade (Moïse et Élie ) tandis que les douze autres (Aggée, Noé, Joël, Amos, Abdias, Osée, Habacuc, Sophonie, Jonas, Daniel, Michée, Ézéchiel) sont disposés au-dessus des arcs des chapelles latérales de l'église,. Les commandes d'autres tableaux pour la chartreuse remontent également à 1638, comme le grand tableau de la Communion des Apôtres, placé sur le mur latéral du chœur de l'église et terminé treize ans plus tard en 1651, caractérisé par l'aspect psychologique des personnages et qui est le deuxième plus grand tableau en taille du catalogue de Ribera pour lequel un cachet de 1000 ducats est convenu, porté à 1300 après un procès intenté et gagné par les héritiers du peintre contre les pères Chartreux qui considèrent que le travail valait plus que ce qui avait été convenu. En outre, dans cette période, Ribera réalise trois tableaux destinés aux appartements privés du prieur (aujourd'hui au musée San Martino), payés pour l'ensemble 100 ducats : un petit cuivre représentant San Bruno reçoit la Règle, délivré en 1643, avec le modèle du saint qui provient des toiles antérieures de la Trinitas terrestris de Capodimonte et de la Vierge à l'Enfant de Berlin et qui, bien que de petite taille, prend une importance particulière pour l'embellissement chromatique utilisé, et les deux toiles de San Girolamo et San Sebastiano, toutes deux livrées seulement en 1651,.

Quelques œuvres dans la chartreuse Saint-Martin de Naples
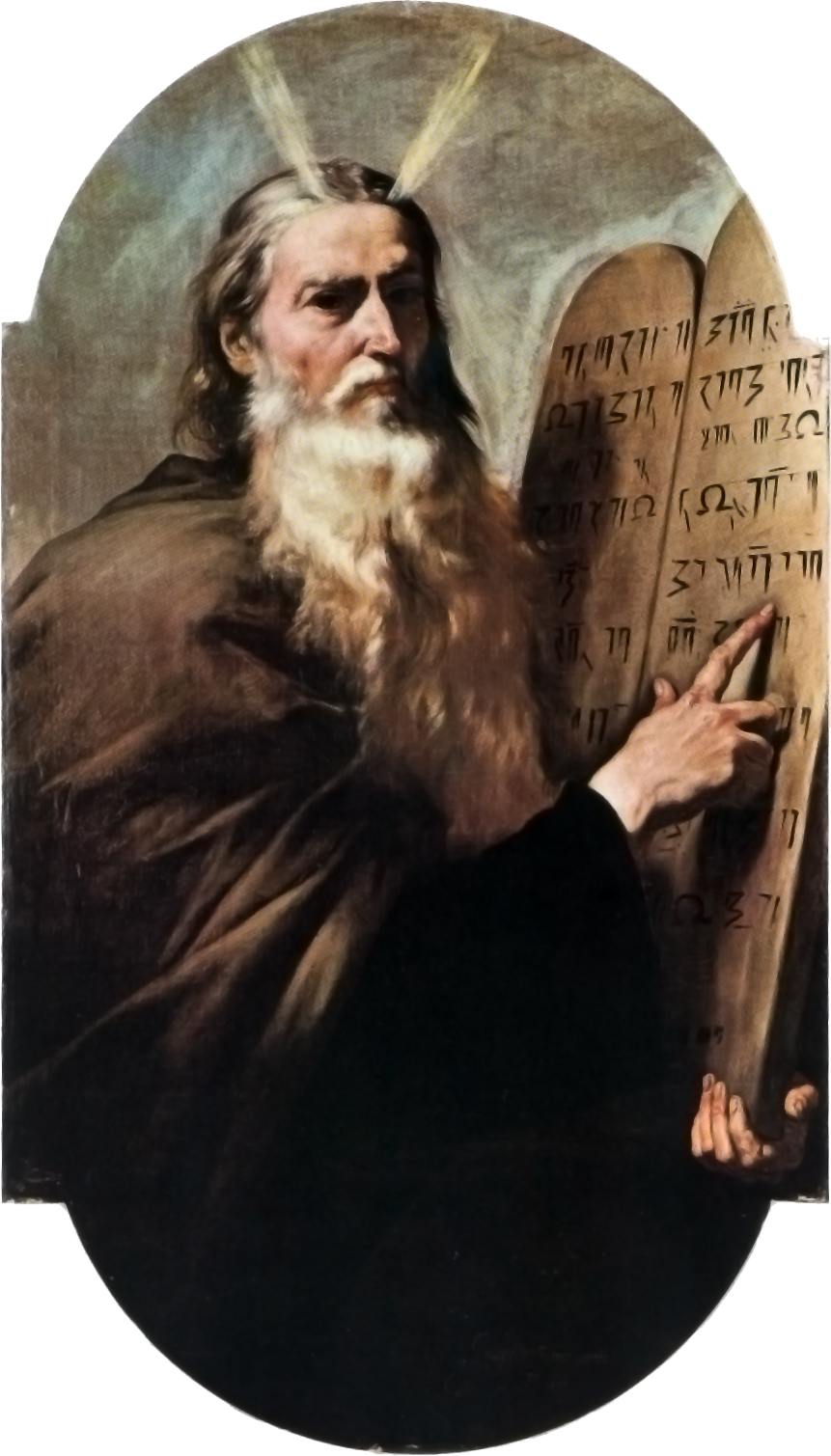
Moïse
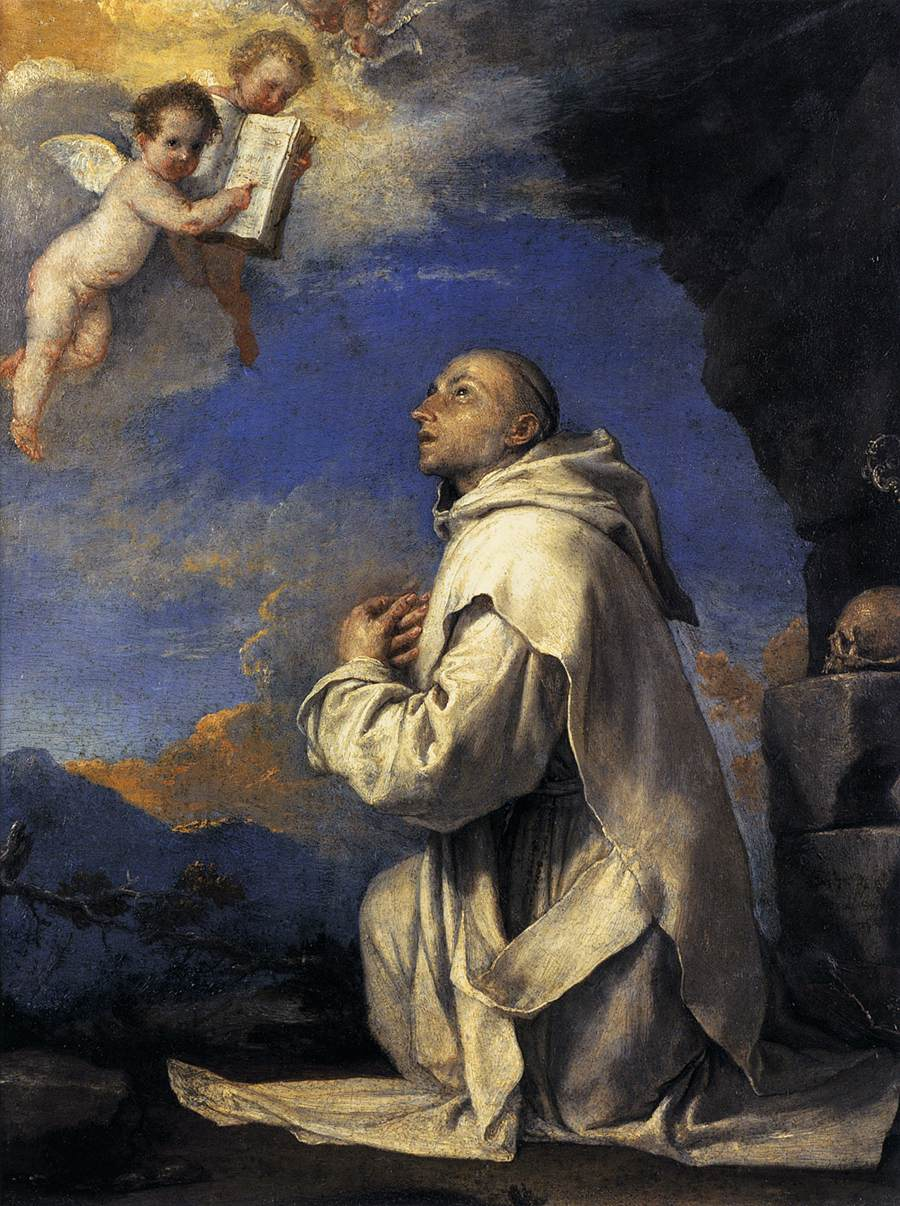
Saint Bruno recevant la Règle
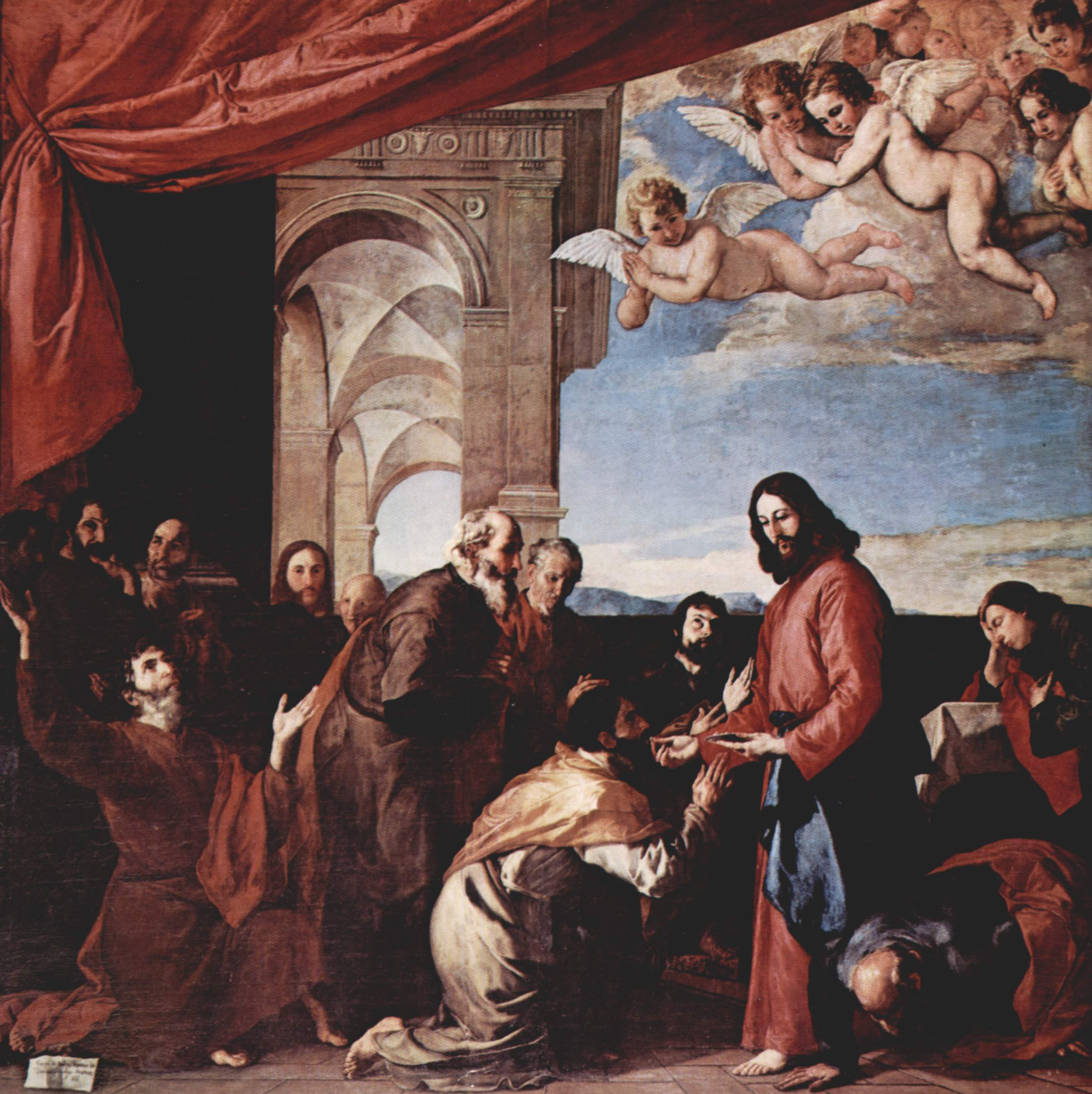
La communion des apôtres
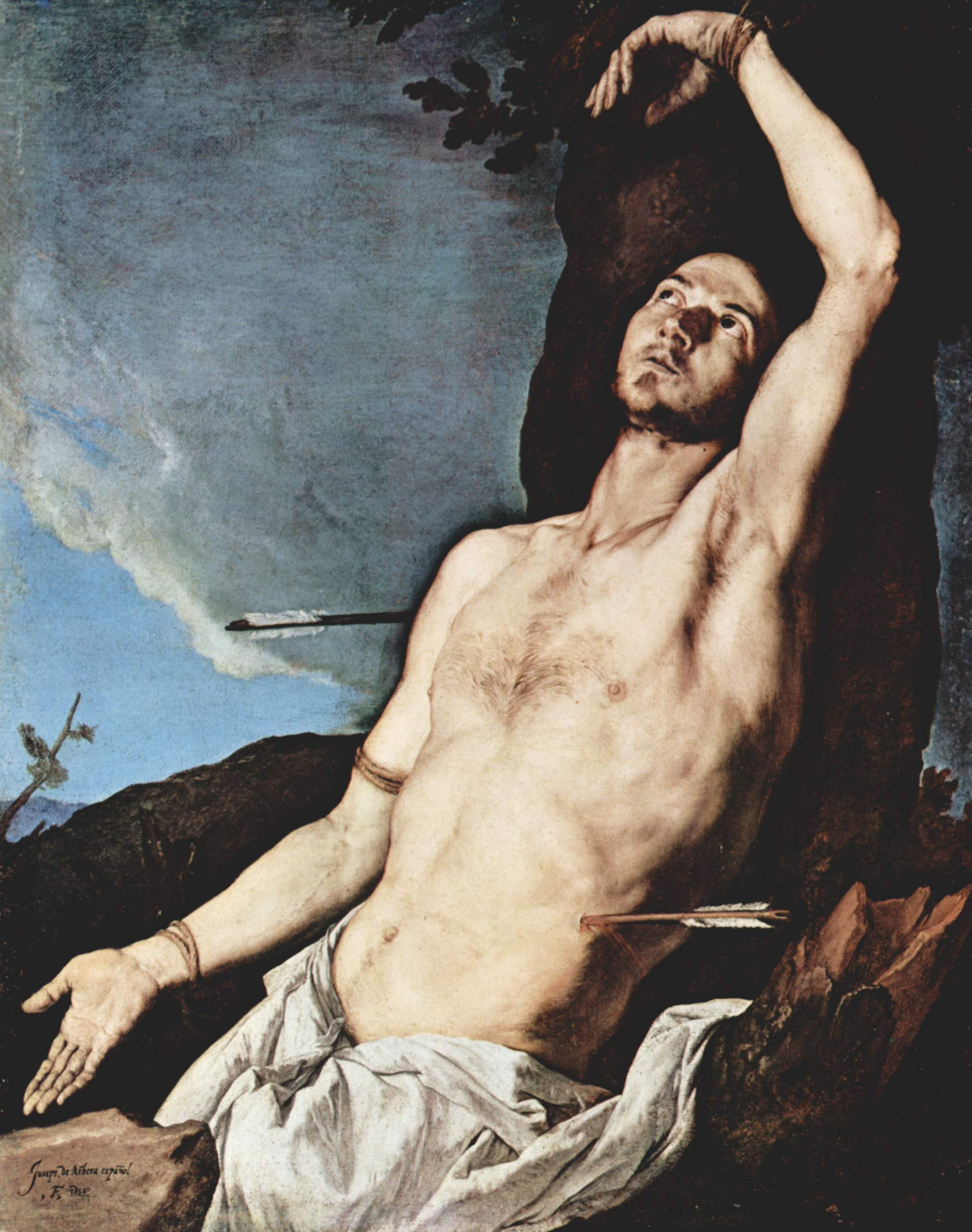
Saint Sébastien
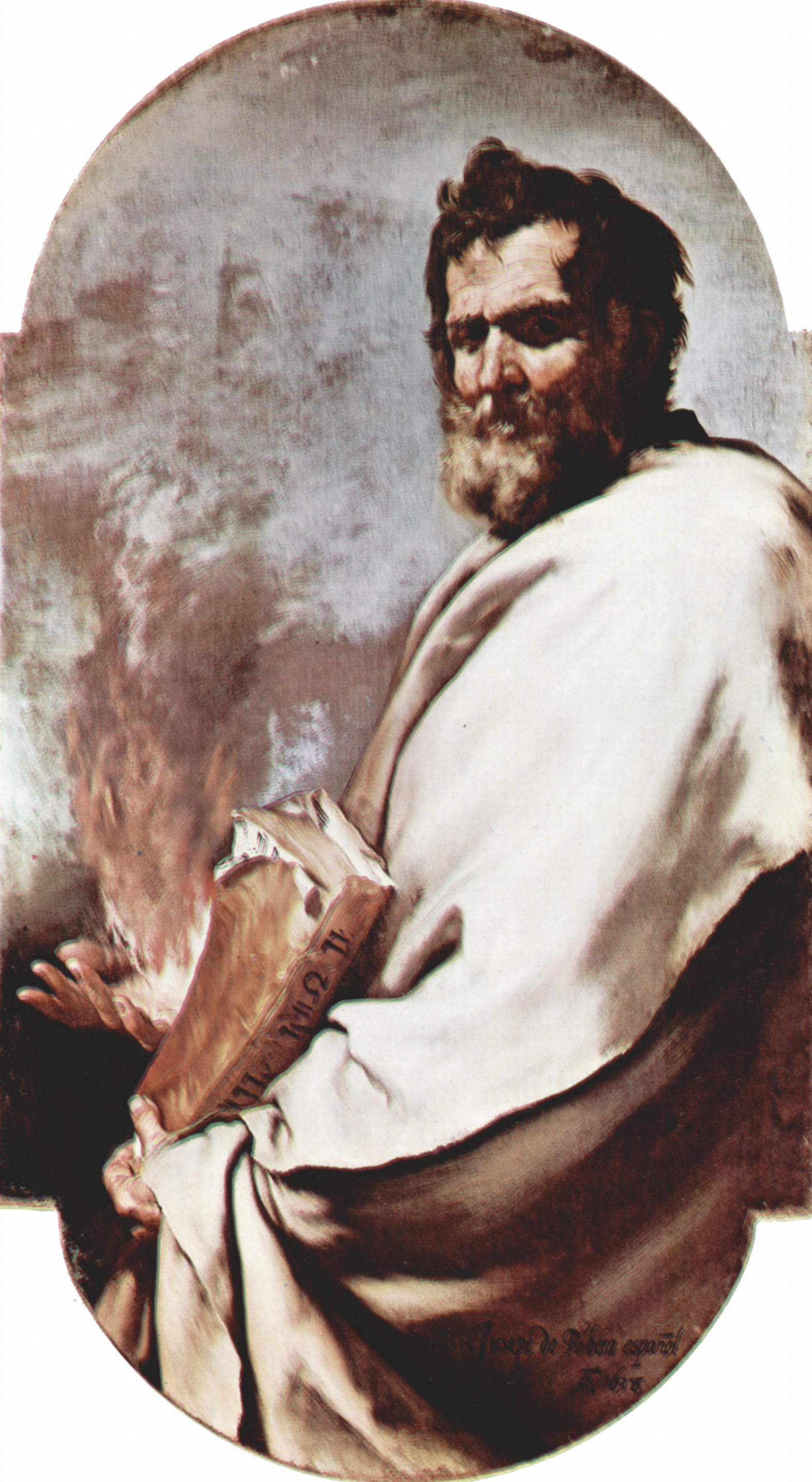
Élie

### Dernières années

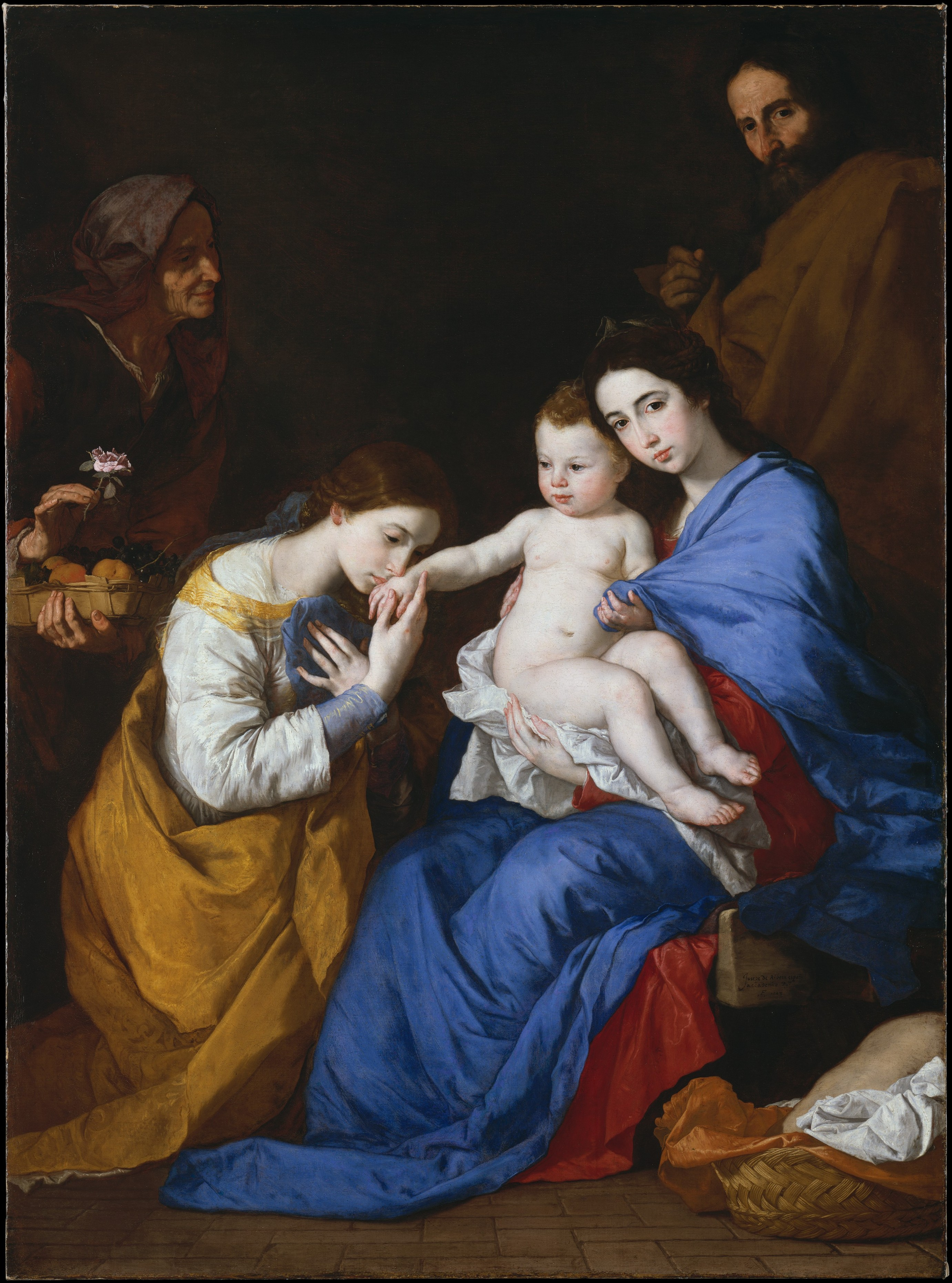
La Sainte Famille avec sainte Anne et sainte Catherine d'Alexandrie, 1648, Metropolitan Museum of Art.

En 1647, Ribera est signalé au Palais Royal de Naples, où il se réfugie lors du déclenchement des soulèvements révolutionnaires de Masaniello ; un an plus tard, il retourne chez lui à Porta di Santo Spirito di Palazzo, alors que les révoltes de rue contre le gouvernement espagnol prennent en partie fin. Au cours de ces années, également caractérisées par l'aggravation de sa maladie, Ribera ne cesse de réaliser des travaux pour des clients napolitains et espagnols, qui continuent à le solliciter. Ainsi, en plus d'achever le cycle décoratif de la chartreuse Saint-Martin, il réalise des œuvres publiques et privées qui constituent des chefs-d'œuvre de sa maturité artistique : la Tête du Baptiste (1646), conçue comme une nature posée, et la Santa Maria Egiziaca (1651), toutes deux conservées au Musée Civique Gaetano Filangieri, le Baptême du Christ (1646) au musée des Beaux-Arts de Nancy, le Saint Jérôme pénitent (1652) au musée du Prado, La Sainte Famille avec sainte Anne et sainte Catherine d'Alexandrie (1648), au Metropolitan Museum of Art, ce dernier inspiré de toute évidence par Antoine van Dyck, et L'Adoration des bergers (1650) au musée du Louvre.
Dans cette dernière période, il est également le maître de Luca Giordano, tandis qu'au milieu des années 1640, la nouvelle selon laquelle l'une de ses filles entretient une relation illicite avec Don Juan José d'Autriche fait l'objet d'un scandale, dont Ribera exécute également un monumental portrait équestre en 1648, aujourd'hui au Palais Royal de Madrid, l'un des rares réalisés par le peintre espagnol.
Jusepe de Ribera meurt en 1652 à l'âge de 61 ans et est enterré, comme documenté, dans l'église de Santa Maria del Parto a Mergellina, dans le quartier du même nom à Naples. Cependant, en raison des rénovations apportées à l'église, il ne reste aujourd'hui aucune trace de ses vestiges.

## Style pictural
Ribera s'est formé à Gênes, Parme et Rome, a étudié la Renaissance et côtoyé le milieu des continuateurs de Caravage, sans toutefois abandonner l'empreinte vériste ou hyperréaliste qu'il tient de la connaissance des sculptures sur bois espagnoles du XVIe siècle.
À l'aube du XVIIe siècle, le chiaroscuro du Caravage (1610) et l'apparente sobriété de moyens de ses œuvres séduisent de nombreux artistes, parmi lesquels José de Ribera. Ses débuts en peinture sont empreints de ténébrisme caravagesque, mais alors que Le Caravage donne beaucoup d’intensité au tableau à travers de forts contrastes de clair-obscur et le dynamisme des attitudes, chez l’Espagnol, le clair-obscur sert à donner un certain mystère à l’œuvre, sans diminuer la sérénité et l’équilibre de la scène.
Au fil du temps, le style pictural de Ribera prend une connotation extrême du naturalisme du Caravage, ce qui conduit le peintre lui-même à être considéré comme le promoteur d'un courant artistique particulier du caravagisme, à savoir le courant ténébriste, où les éléments pris « sur le vif » sont exagérés. Pendant longtemps, le peintre a été défini par la critique officielle, même injustement, comme un peintre « violent », qui faisait de vraies personnes, d'épisodes de véritable violence quotidienne, ainsi que de scènes d'excès, les protagonistes de ses compositions picturales.
Après une première phase de jeunesse de sa peinture, qui reprend de manière sèche le style du Caravage, les premiers signes d'un tournant artistique commencent en 1626, à l'époque du Silène ivre et de Saint Jérôme et l'ange du Jugement, dans lesquels il exprime le haut degré de maturation, de révision et de croissance des précédentes expériences naturalistes du Caravage, déjà commencées avec le retable du Calvaire d'Osuna, avec la Pietà de Londres et ensuite poursuivies avec le Saint Sébastien de Bilbao. Des éléments complètement nouveaux jusqu'alors dans les peintures de Ribera se révèlent avec les toiles du musée de Capodimonte, où est mis en valeur l'utilisation la plus savante des matériaux chromatiques, qui de lisses et compacts sont alors disposés en couches larges, denses et pâteuses, avec des tons plus chauds, illuminées et précieuses, avec des figures qui, à ce stade, acquièrent non plus un caractère concret d'épaisseur et de volume grâce au seul usage du clair-obscur, mais plutôt grâce au flux étudié de la lumière naturelle sur la peau des personnages représentés. Cette phase naturaliste, méticuleusement analytique et réaliste dans la représentation de la figure humaine, culmine avec les peintures de la série de La Femme à barbe et des Géants, qui sont de fait l'aboutissement du style ténébriste.

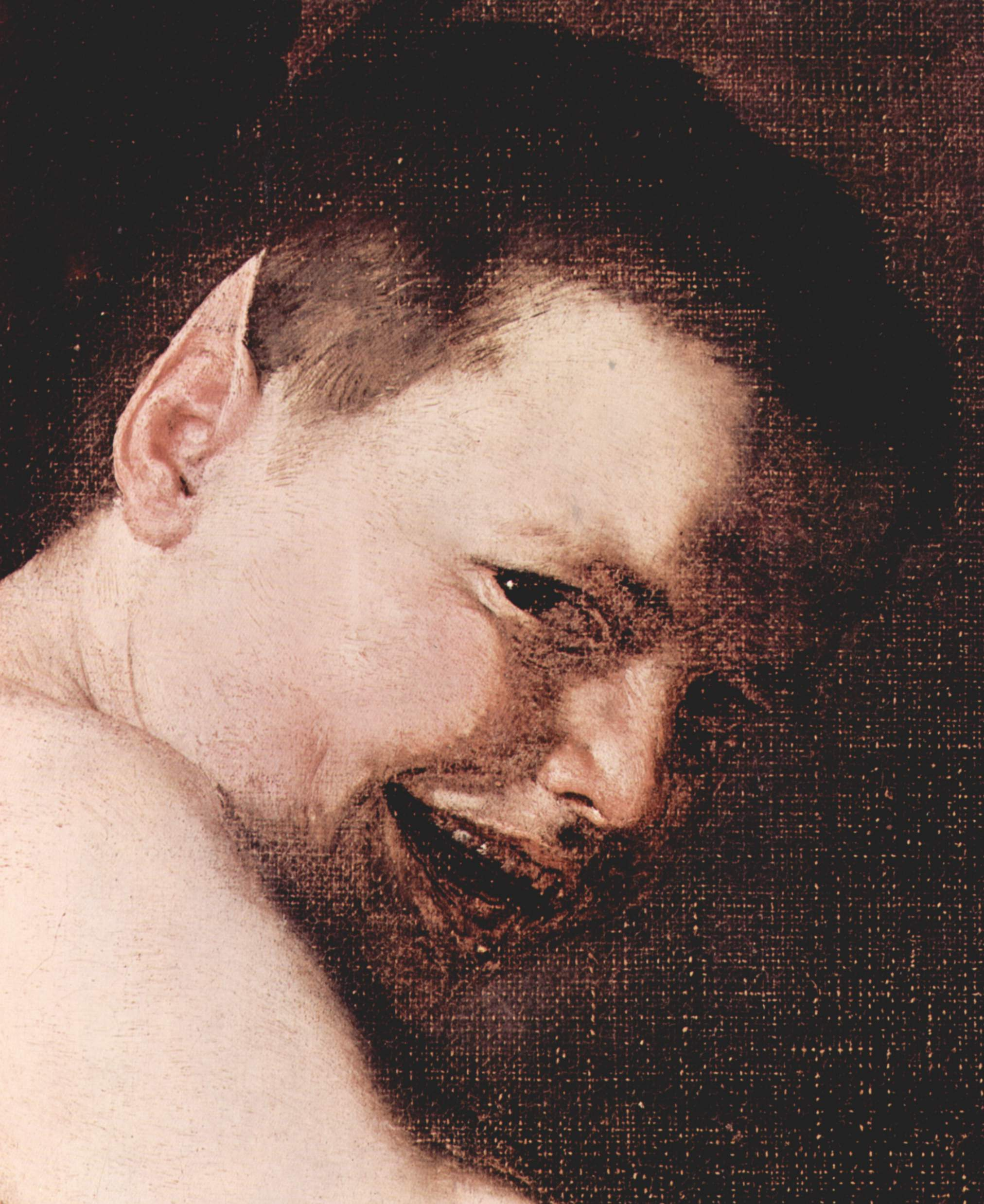
Détail du Silène ivre, 1626, muése de Capodimonte.
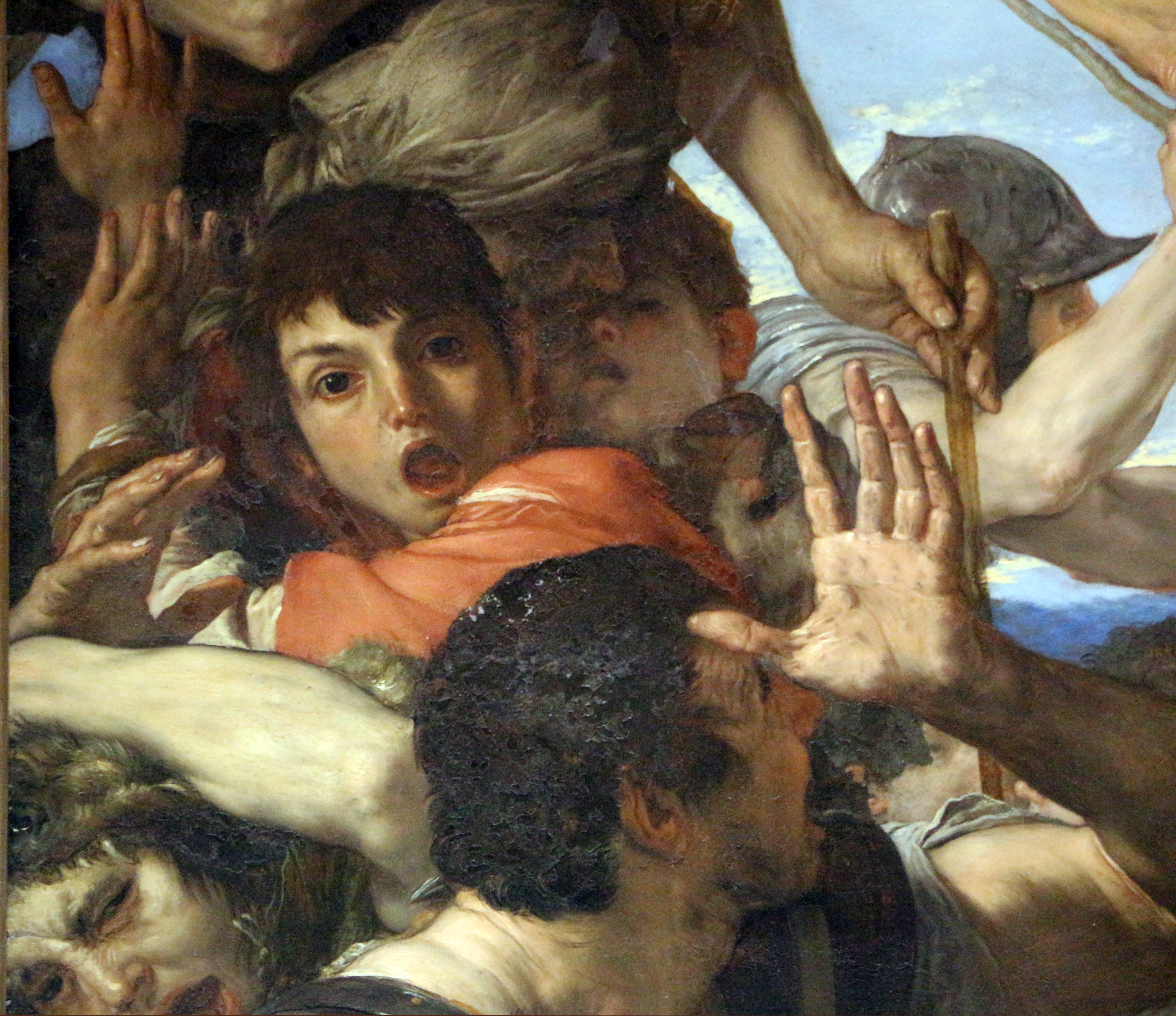
Détail de Saint Janvier sortant indemne de la fournaise, 1646, cathédrale Notre-Dame-de-l'Assomption de Naples.

Par la suite, vers 1632, le peintre marque une nouvelle évolution stylistique avec la représentation de Jacob et du troupeau de l'Escurial, où il démontre une pleine conscience de la peinture de Titien et de Véronèse en particulier, mais aussi de ce qui se passe plus généralement à Rome avec les compositions « néo-vénitiennes » de Giovanni Benedetto Castiglione, Antoine van Dyck et Pierre Paul Rubens,, dont il a assimilé les méthodes, ainsi que celles d'Andrea Sacchi, Nicolas Poussin et Pierre de Cortone. La plupart de ses peintures après 1635, seront donc caractérisées par ces éléments distinctifs de la peinture vénitienne du XVIe siècle, c'est-à-dire des compositions « en plein air » aux lumières et atmosphères chaudes, ensoleillées et méditerranéennes.
Dans les peintures de Ribera, des éléments artistiques « autonomes » sont montrés à plusieurs reprises, ce qui rend le catalogue du peintre encore « à découvrir », comme des natures mortes et des paysages, qui n'ont été reconnus comme main autographe du peintre que dans trois cas, même s'ils apparaissent constamment inséré dans la scénographie de ses tableaux.
Le peintre a peint exclusivement sur toile et dans de très rares cas sur cuivre, alors qu'il n'a jamais réalisé de fresque ; Ribera signe ses toiles dans l'un des deux coins inférieurs, à l'intérieur de rouleaux ou sur une pierre spécialement placée sur la scène.
Au cours de son activité artistique, il dirige l'un des ateliers les plus florissants de Naples dans la première moitié du XVIIe siècle. De nombreux peintres importants en ont émergé, comme Luca Giordano (plus tard dominateur de la scène artistique napolitaine), Aniello Falcone, Giovanni Do, Giovanni Ricca, les frères Francesco et Cesare Fracanzano, Bartolomeo Bassante et le Flamand Hendrick van Somer.

## Sujets
Les sujets représentés dans les peintures de Ribera sont des personnes de la vie ordinaire que le peintre a connues à Rome et à Naples, pour la plupart des personnes d'origine modeste, caractérisées par d'évidentes particularités physiques et psychologiques représentées « sur le vif ». Les personnes choisies comme interprètes des peintures, mendiants et gueux des milieux romains et napolitains, sont donc utilisées dans les compositions du peintre espagnol comme protagonistes de portraits de saints et d'apôtres, de scènes de martyre, de philosophes et de scientifiques, exécutés pour répondre aux demandes des vice-rois et des nobles espagnols, napolitains et siciliens, ou des princes génois et des marchands flamands, pour des institutions conventuelles et ecclésiastiques.
La représentation de personnes âgées, à la peau ridée et flétrie, avec une intensité visuelle élevée et crue, est l'élément qui caractérise le plus la peinture de Ribera dans le portrait de figures humaines. Elles sont visibles surtout dans les séries de portraits des saints et des apôtres, ainsi que dans les compositions des martyrs. À cet égard, le cœur des œuvres réalisées par Ribera semble être précisément la représentation à mi-hauteur ou des trois quarts des saints et des apôtres, qui constituent plus de la moitié des œuvres de son catalogue, parmi lesquelles le portrait de saint Jérôme se démarque, qui apparaît parmi les titres des toiles du peintre à au moins quarante reprises.

Quelques figures de saint Jérôme
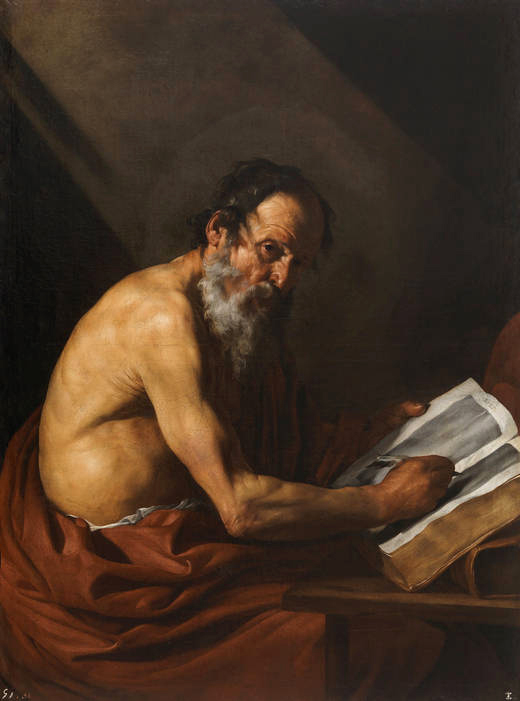
vers 1615, musée du Prado, Madrid
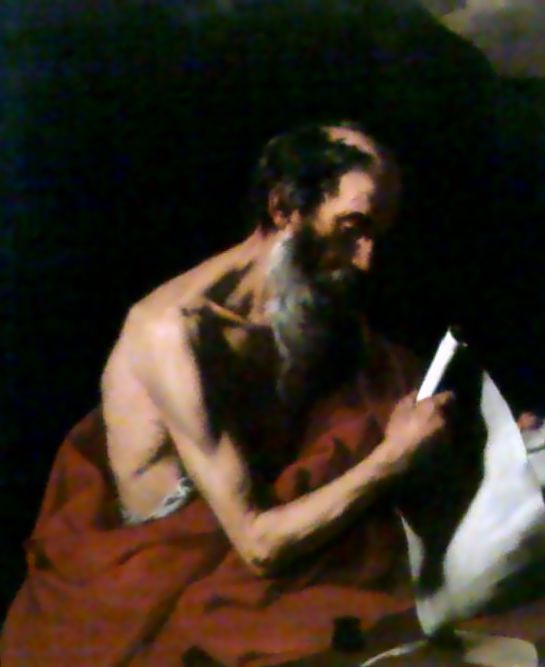
vers 1625, Galleria dell'Accademia (Naples)
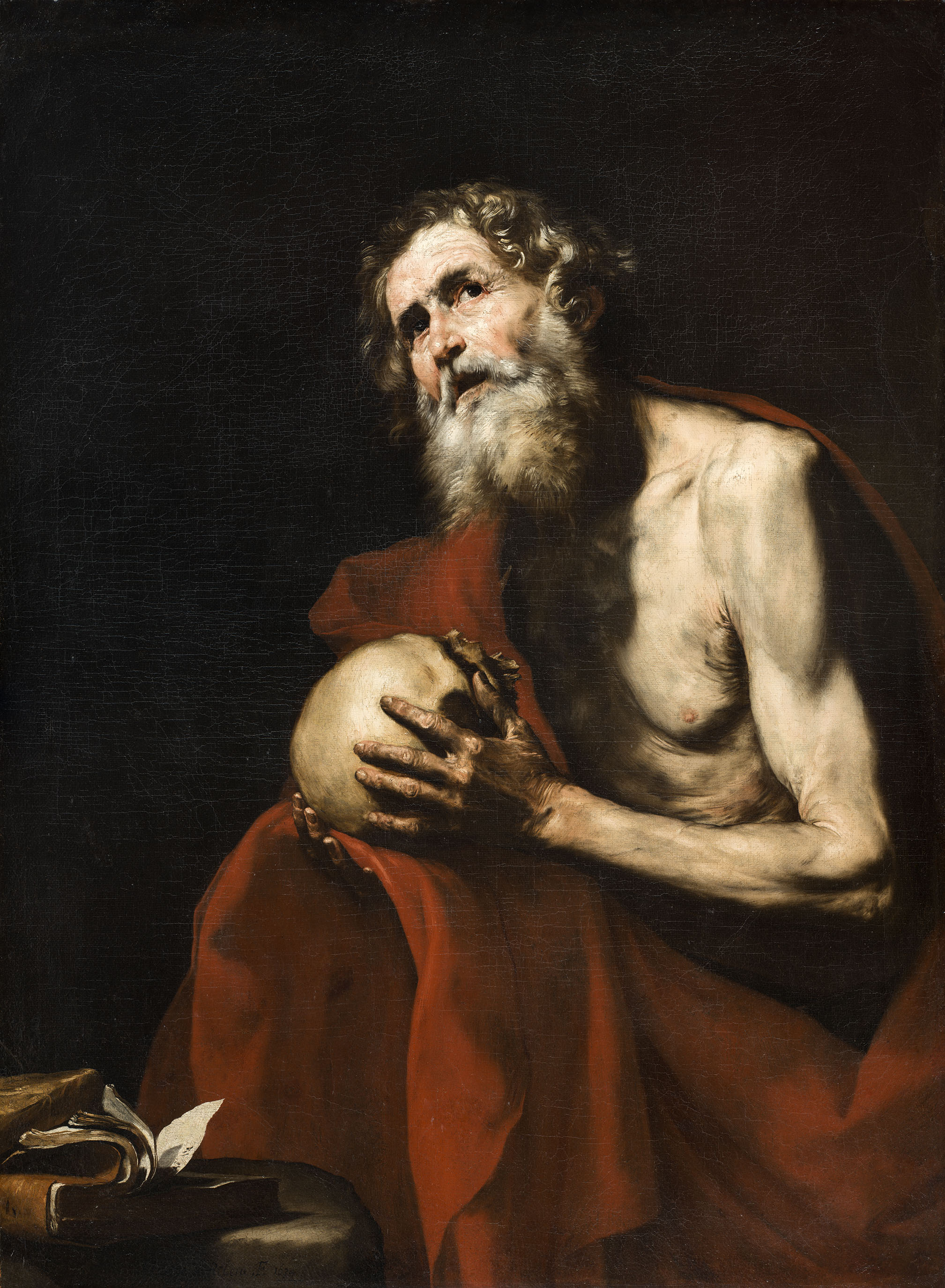
1634, musée Thyssen-Bornemisza, Madrid
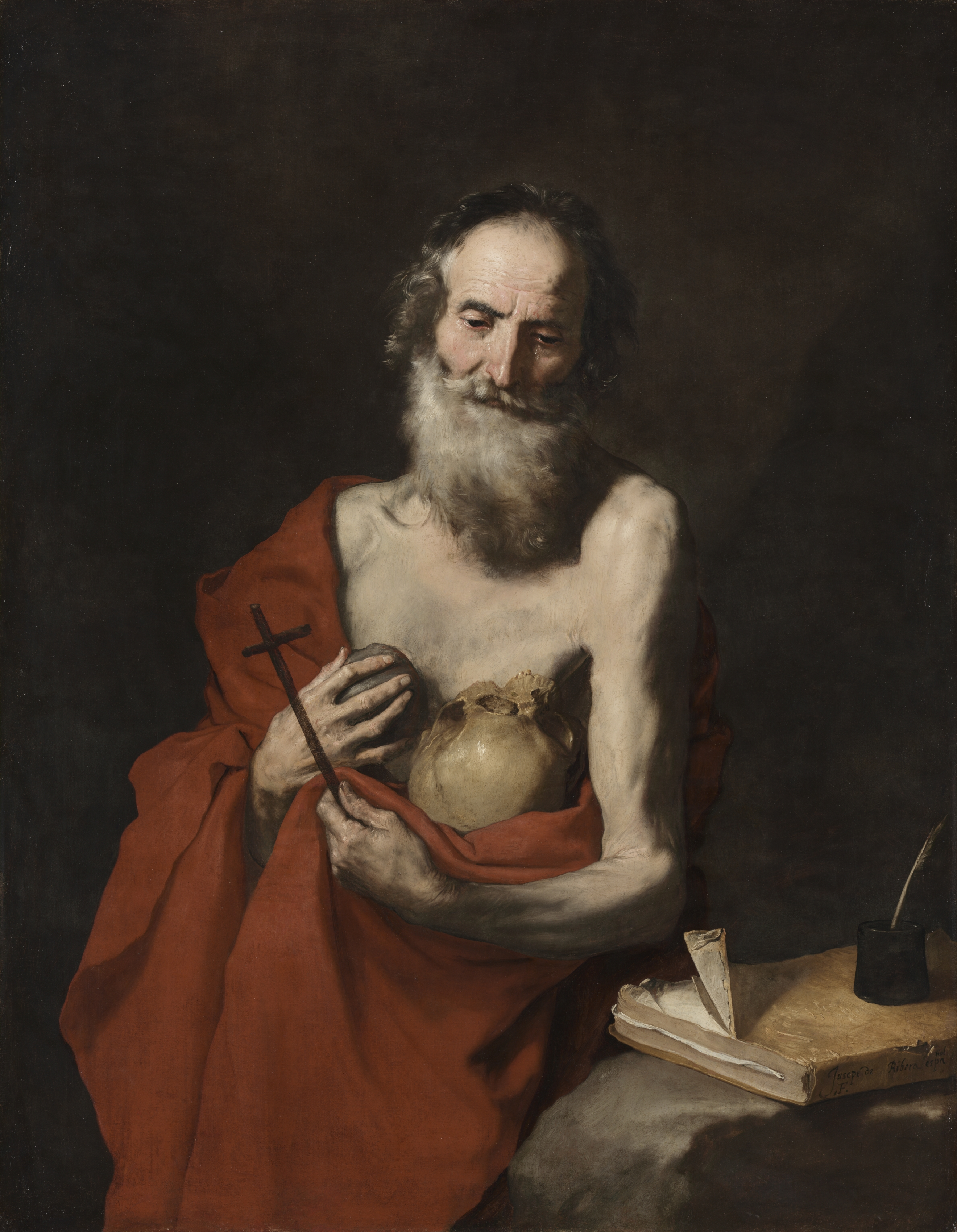
1638, Museum of Art, Cleveland
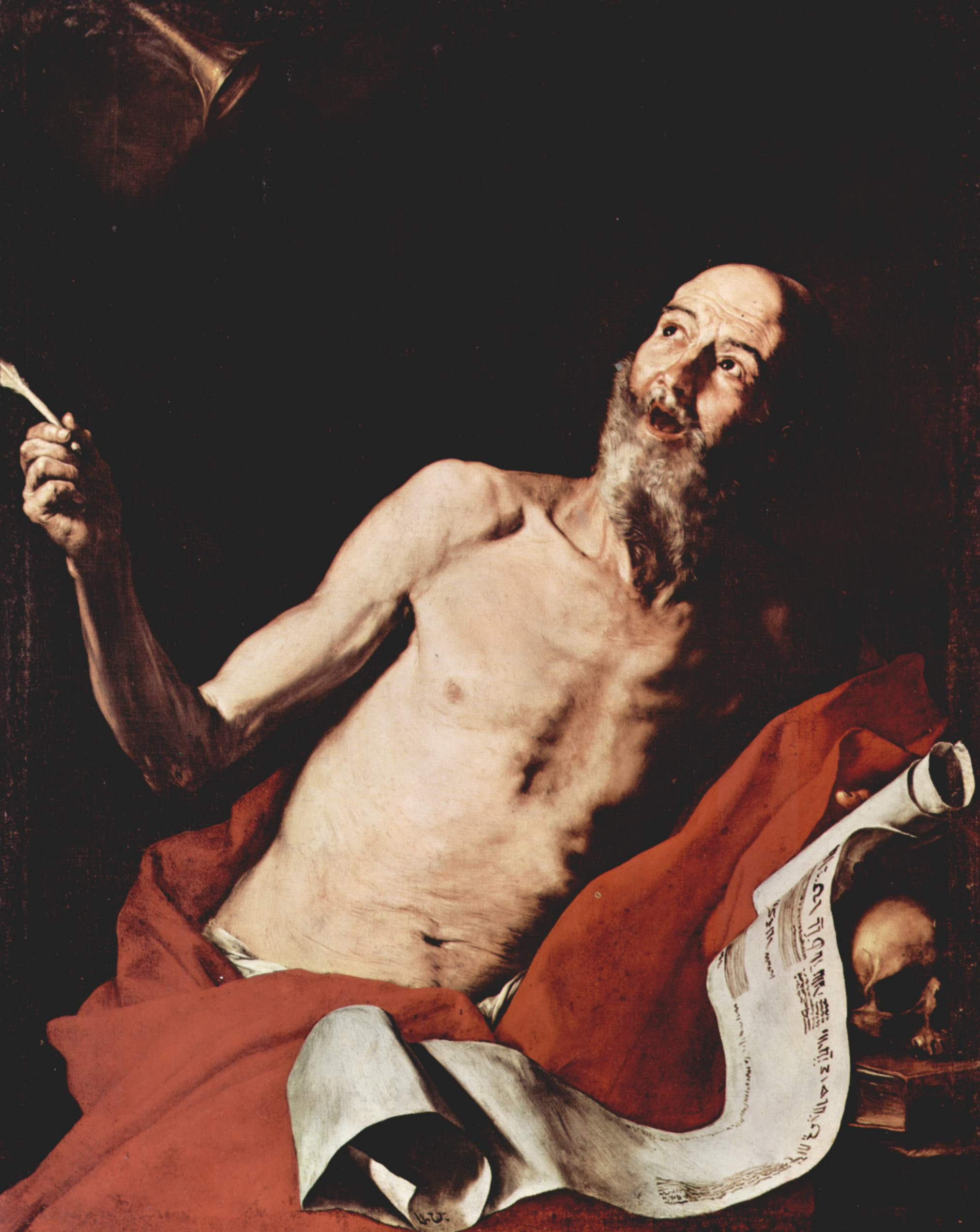
1639 (?), Galerie Doria-Pamphilj, Rome
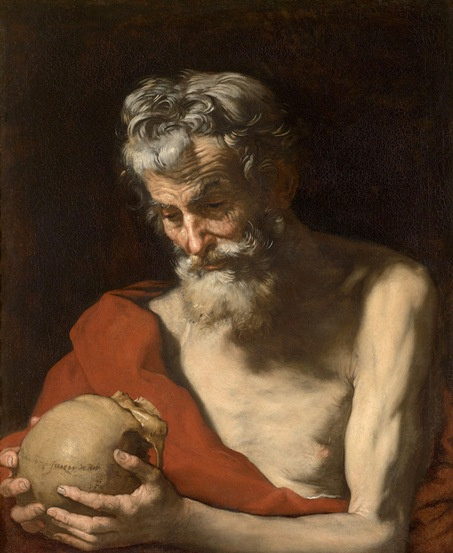
1643, palais des Beaux-Arts de Lille
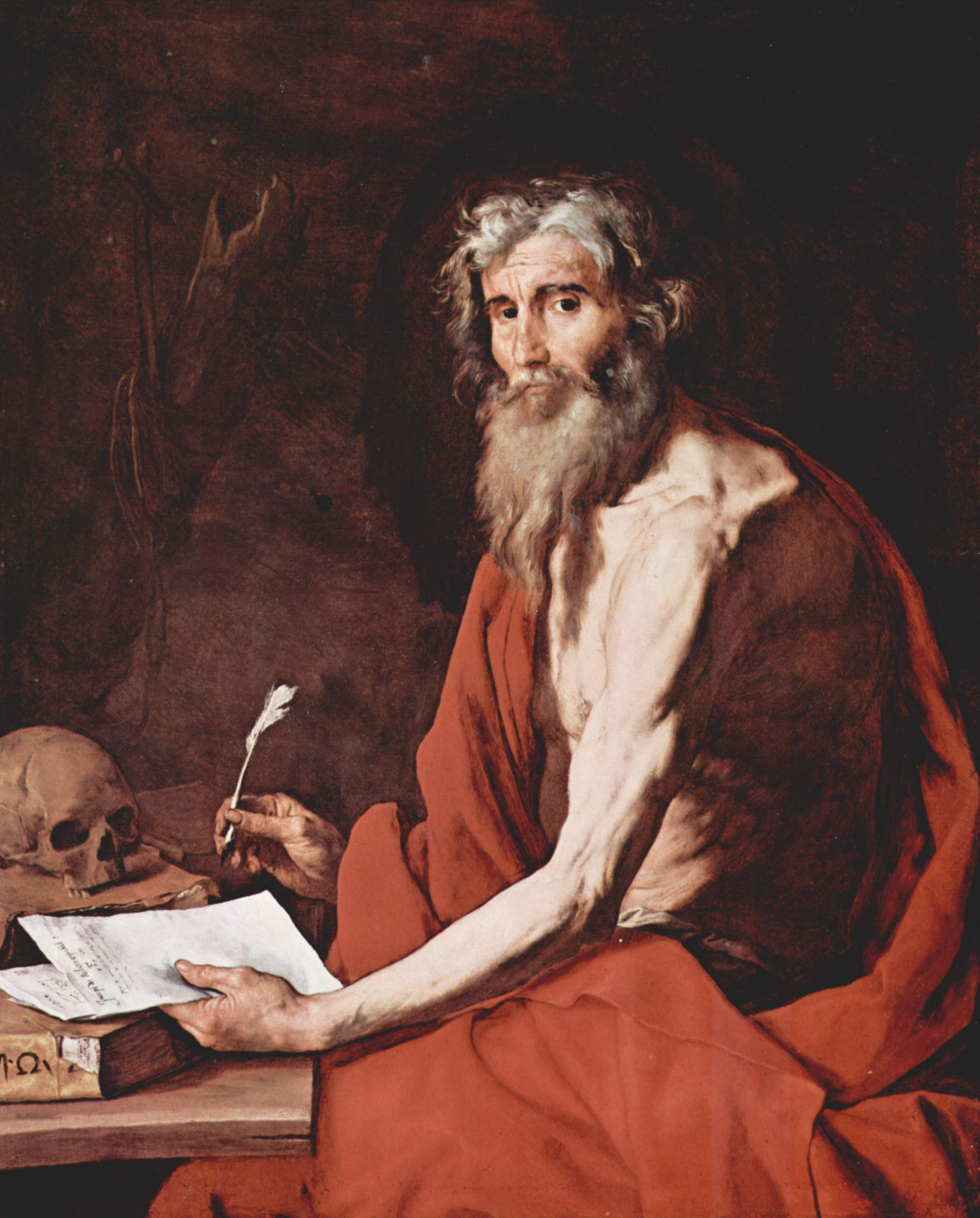
1651, musée San Martino, Naples
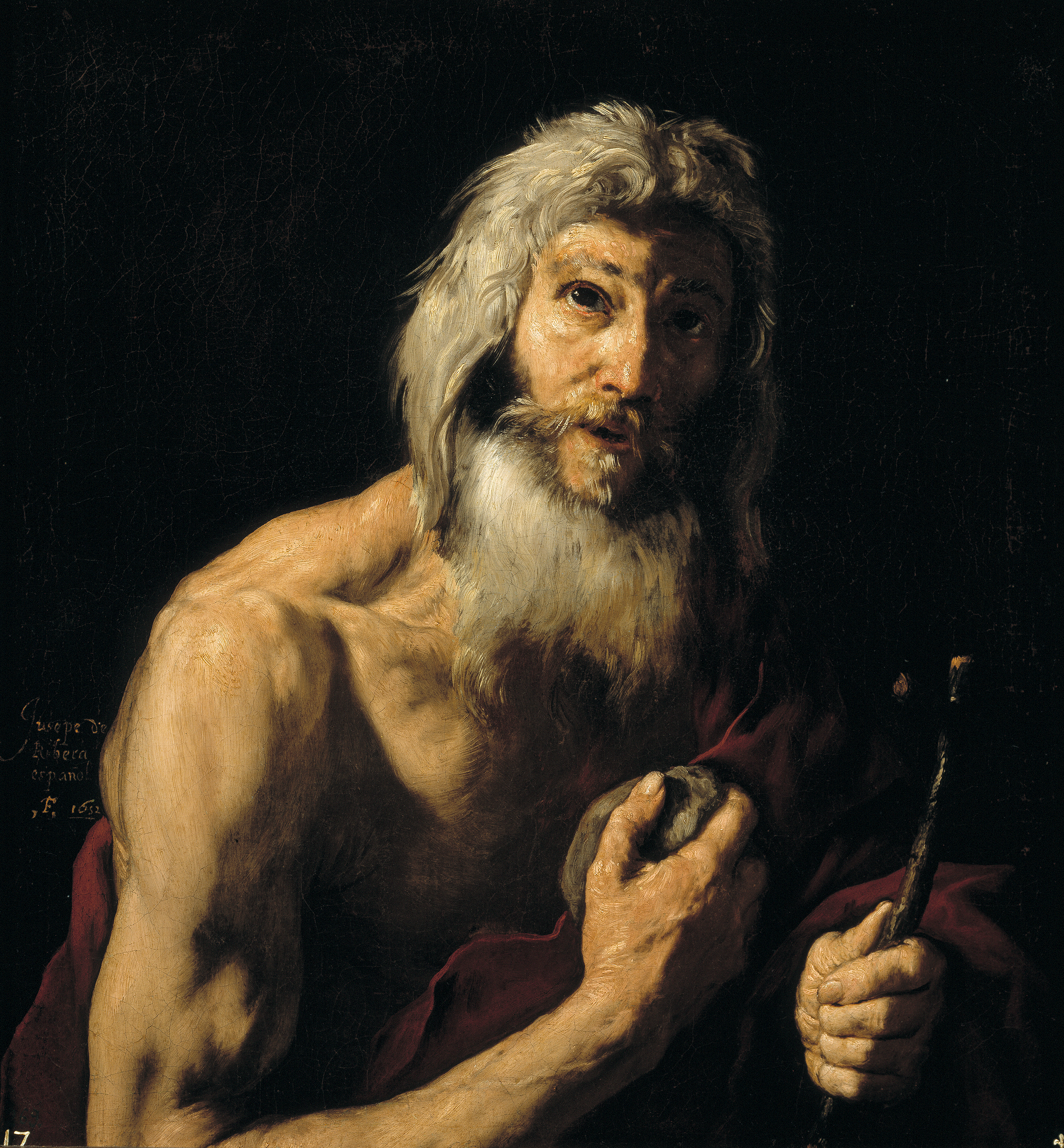
1652, musée du Prado, Madrid

Seconde série des Apôtres du Prado (1630-1635)
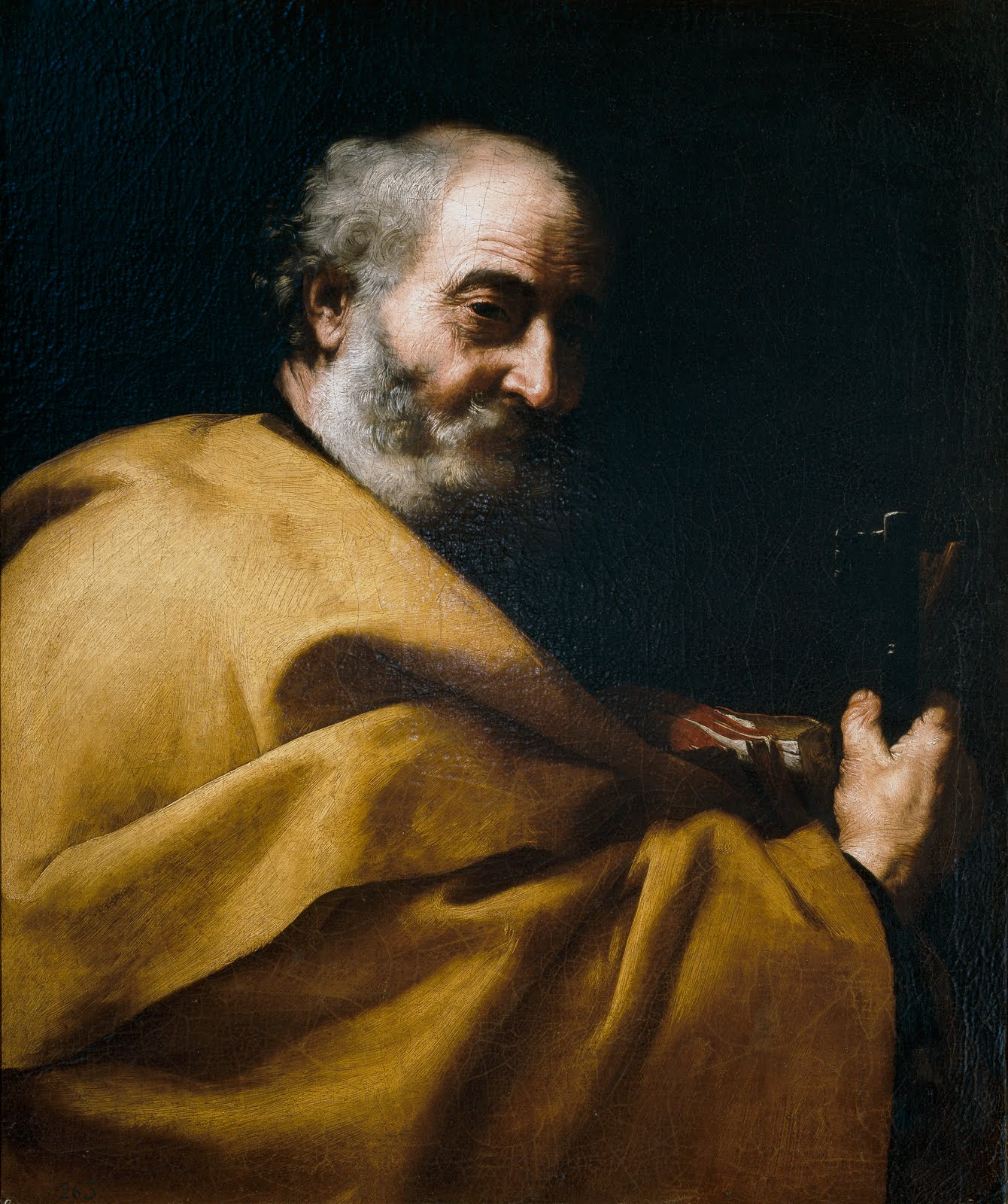
Saint Pierre
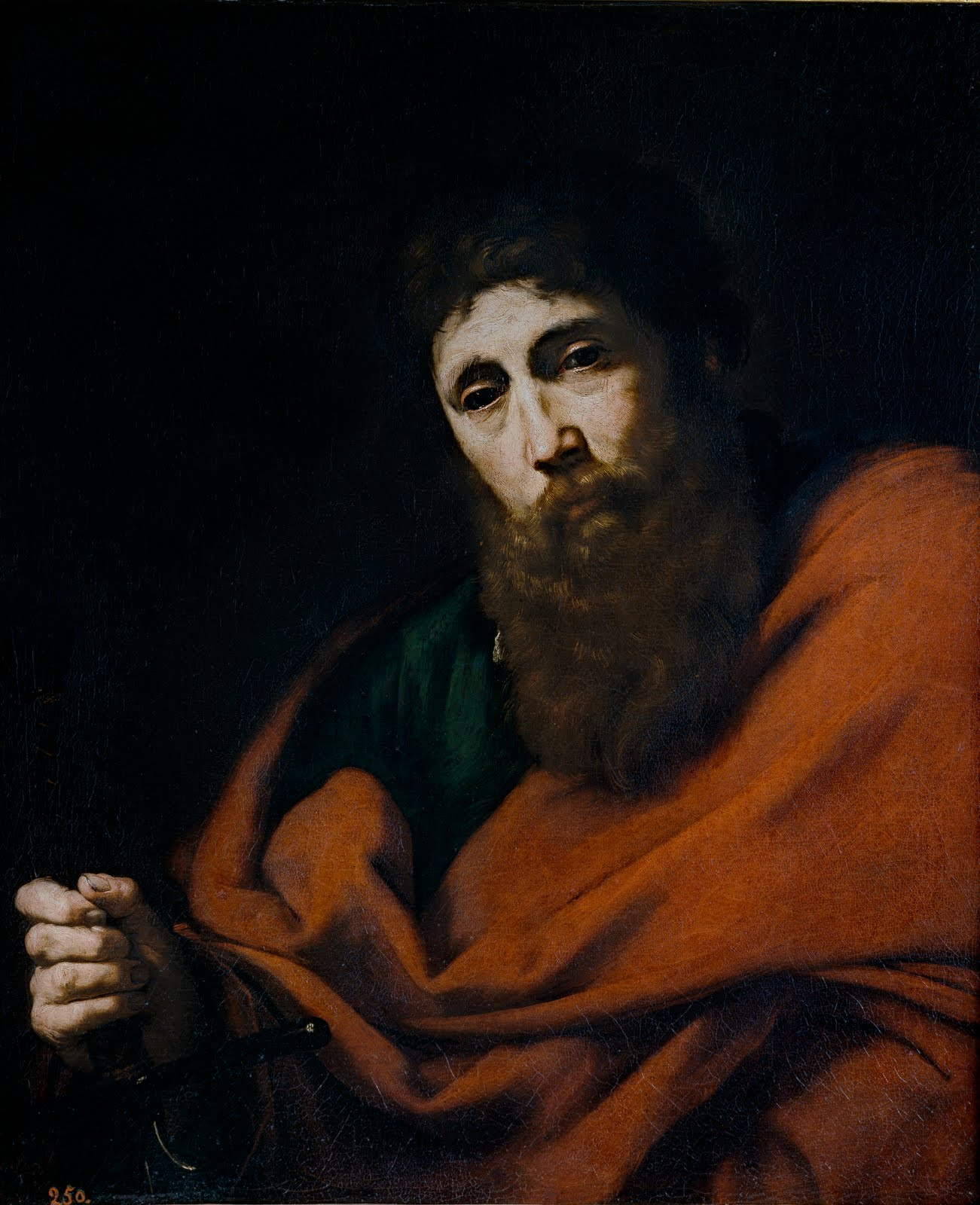
Saint Paul
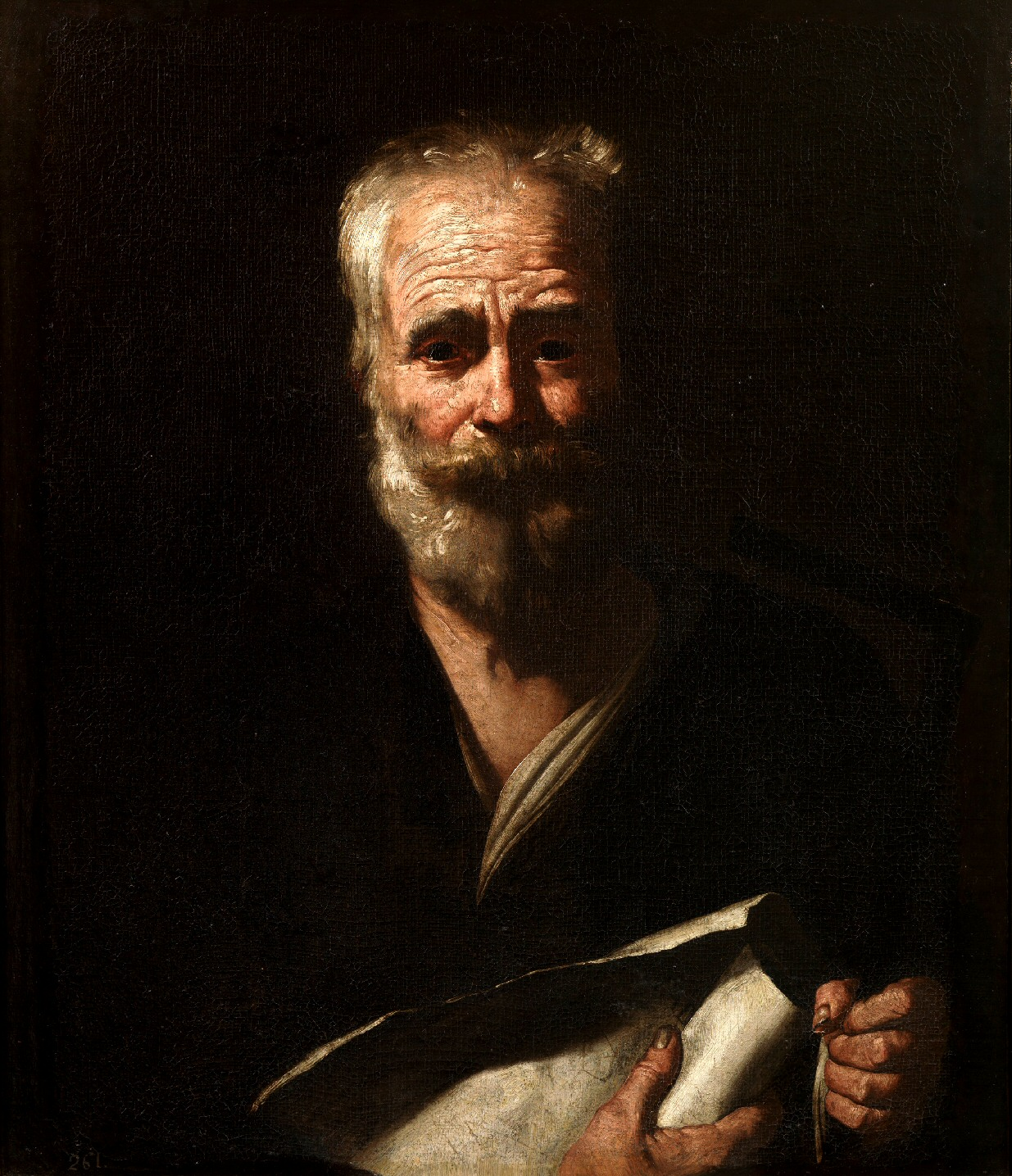
Saint Thomas
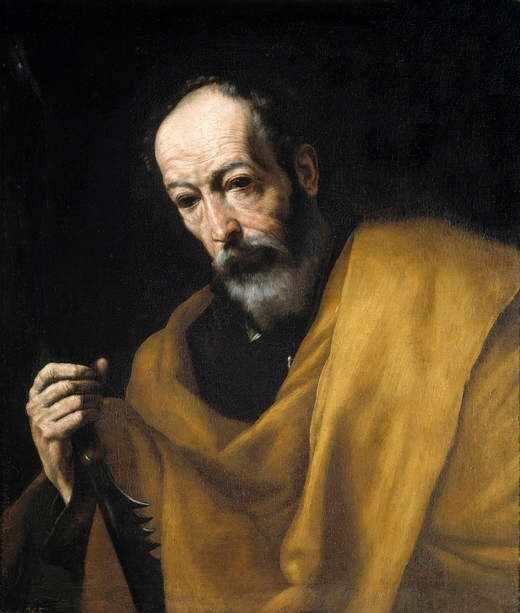
Saint Simon
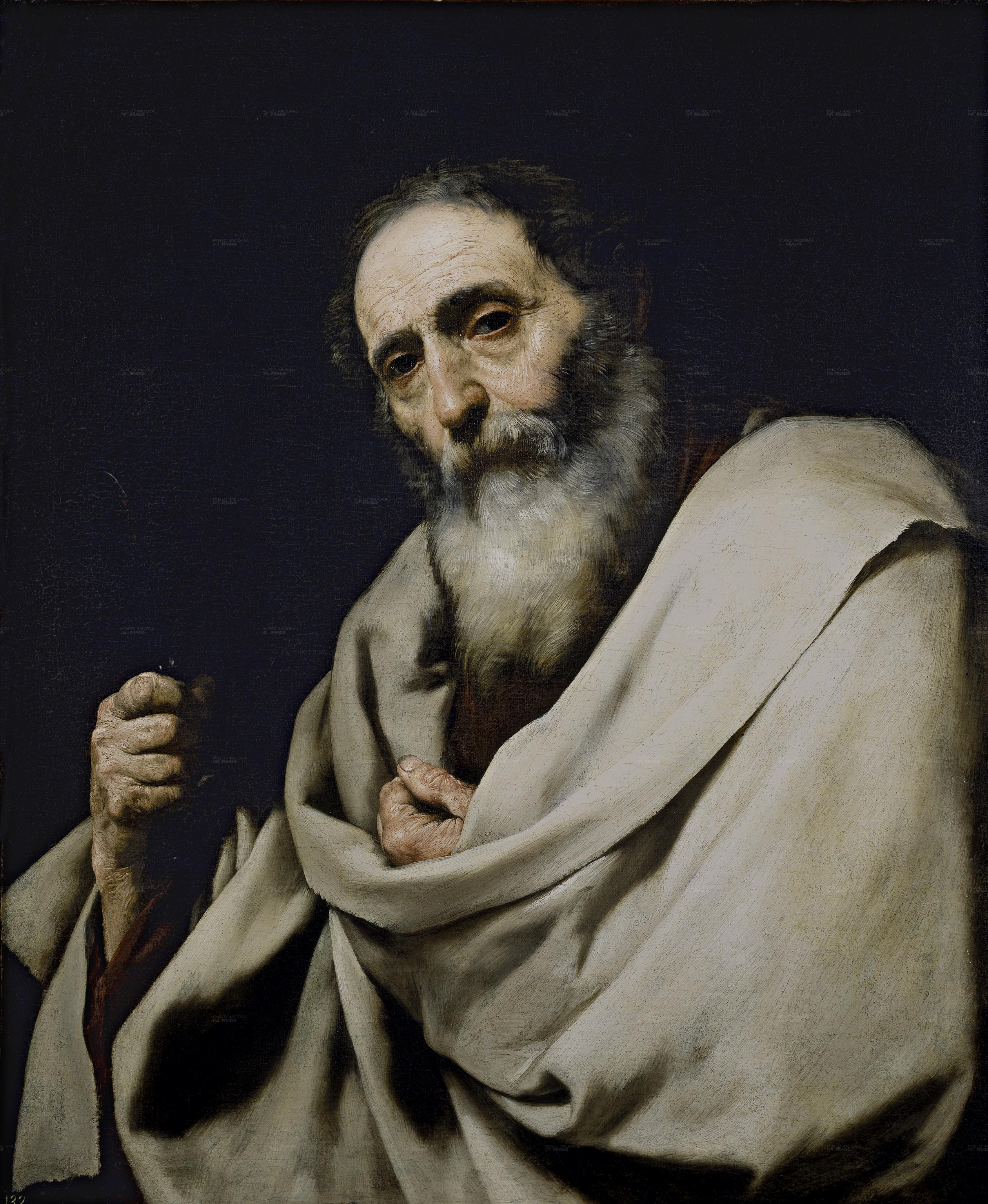
Saint Barthélémy
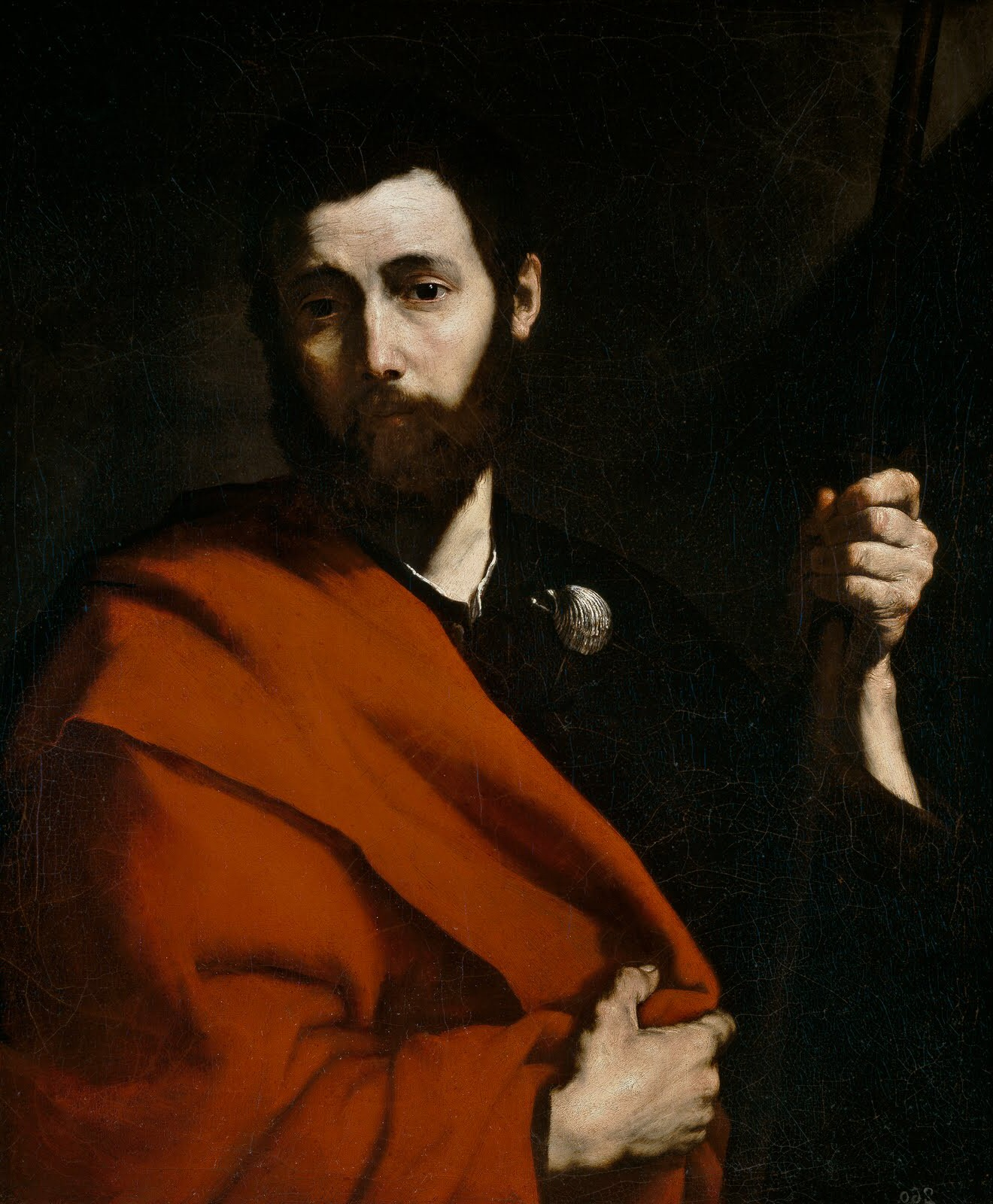
Saint Jacques le majeur
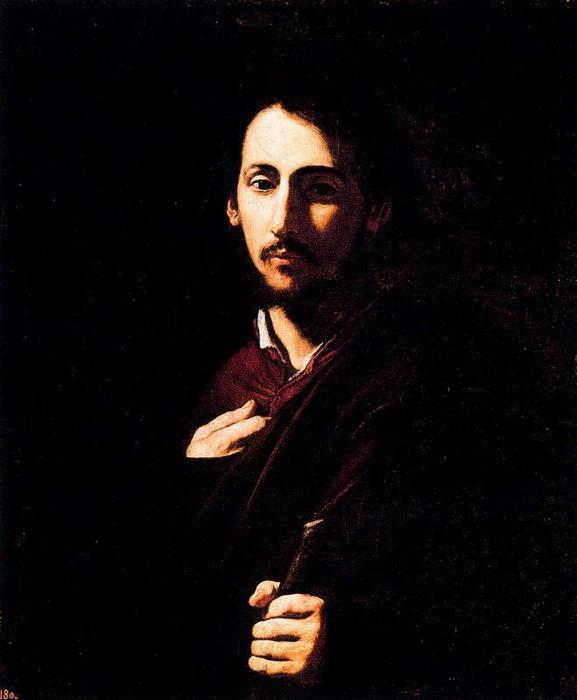
Saint Jacques le mineur
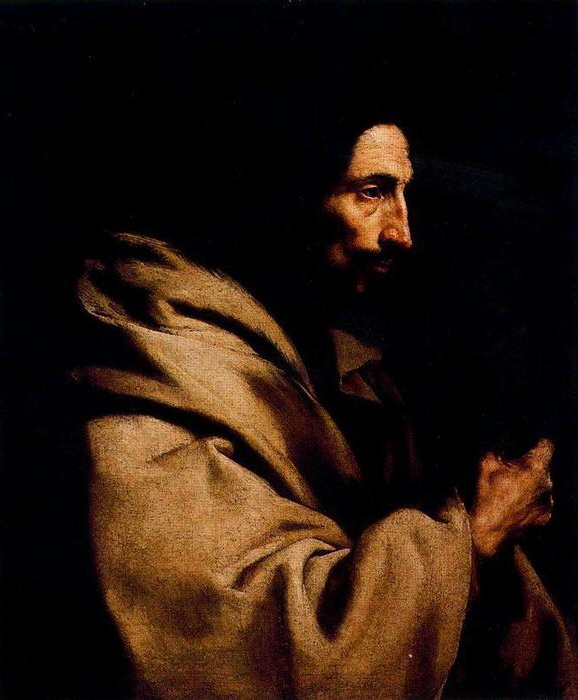
Saint Judas Taddeo
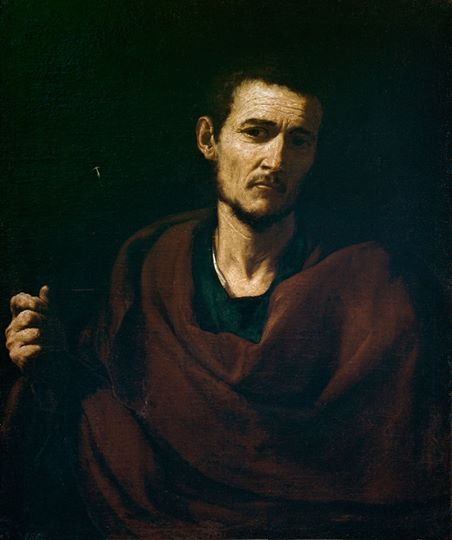
Saint Philippe'

## Paysages
Les inserts lumineux des ciels qui s'ouvrent à l'arrière-plan apparaissent presque dès la jeunesse du peintre, mais ils se perfectionnent progressivement à mesure que Ribera mûrit, jusqu'à le conduire aux deux toiles de paysages de 1639 pour le comte de Monterrey, aujourd'hui dans la collection du duc d’Albe à Madrid, pour culminer avec le superbe portrait (un des rares dans le catalogue de Ribera) de Don Jean d'Autriche à cheval, où s'ouvre en arrière-plan un paysage rappelant la baie de Naples, en pleine brillance chromatique.
Dans sa première phase picturale, Ribera représente des aperçus du ciel s'ouvrant en arrière-plan, plus ou moins plombés (Saint Jérôme et l'ange du Jugement, Martyre de Saint-Barthélemy, Trinitas Terrestris) tandis qu'à partir du milieu des années 1630, avec la toile de Jacob et du troupeau, après une phase initiale caractérisée par un colorisme doré accentué comme fond de ses toiles (Père éternel, Trinitas, Immaculée Conception), un tournant luministe dans le paysage s'opère grâce à l'apprentissage des voies du classicisme vénitien de Paul Véronèse et du Titien, mais aussi de la peinture classique idéalisée du paysage qui s'est déjà produite à Rome depuis quelques années avec Annibale Carracci, Nicolas Poussin et Claude Gellée, ce qui conduit Ribera à représenter des compositions entières avec des ciels larges et allégés et avec des reflets irréels et fantastiques, mais contaminés par des éléments tirés du vivant.
Les représentations entourent la scène dans des peintures comme celles de l' Assomption de la Madeleine, où en arrière-plan on semble voir le golfe de Naples vers le Vomero avec le château Sant'Elmo, dans Le Songe de Jacob, le Martyre de saint Philippe, Saint Janvier sortant indemne de la fournaise, Saint Bruno reçoit la Règle, dans les deux versions de Saint Sébastien, le Baptême du Christ, la Communion des Apôtres et dans le toile de l' Infirme, ou qui du moins sont insérées comme des aperçus qui s'ouvrent derrière les personnages représentés, comme dans les deux versions de Saint Paul ermite et de la Madeleine pénitente.

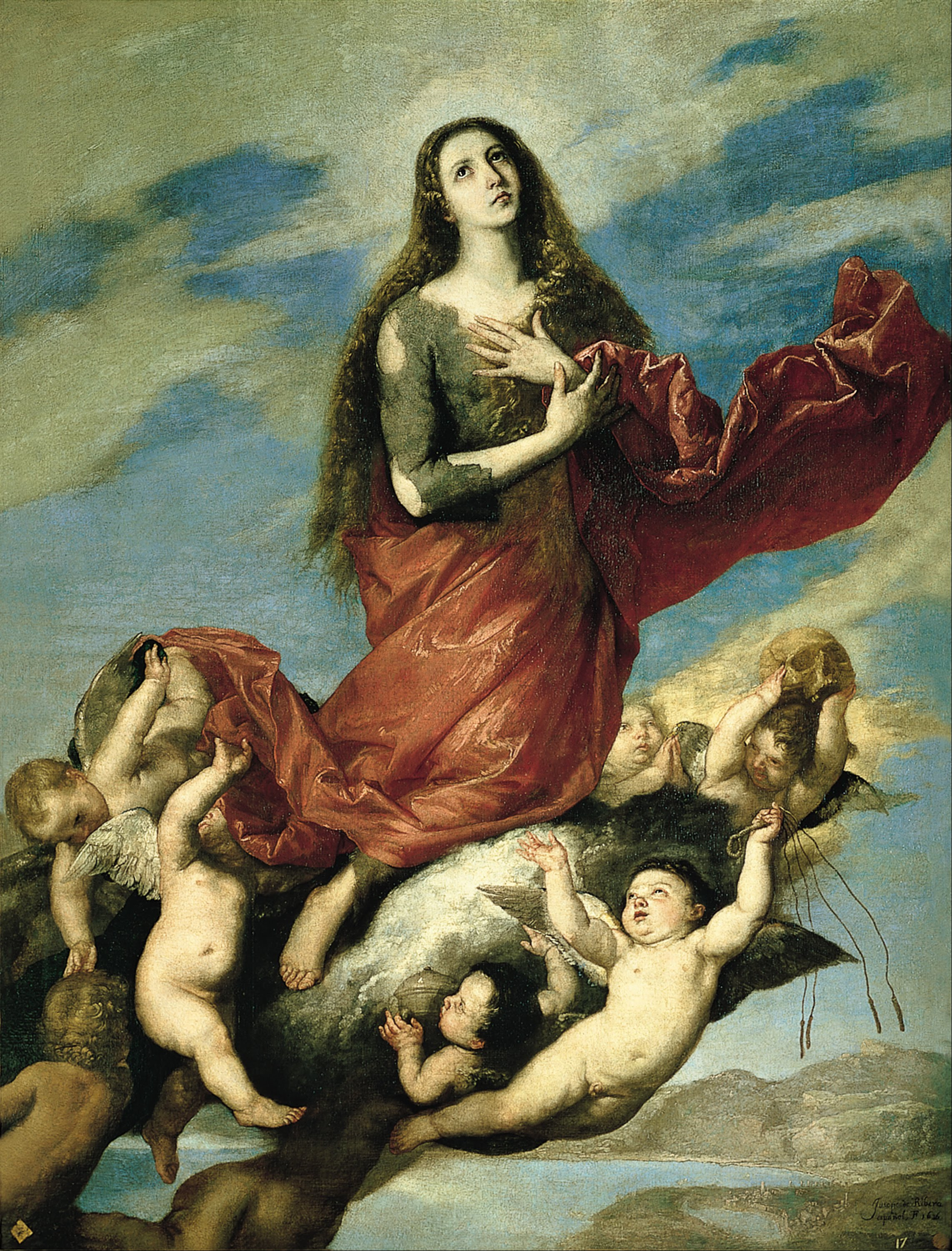
Assomption de Marie Madeleine, 1636, académie royale des Beaux-Arts Saint-Ferdinand, Madrid .
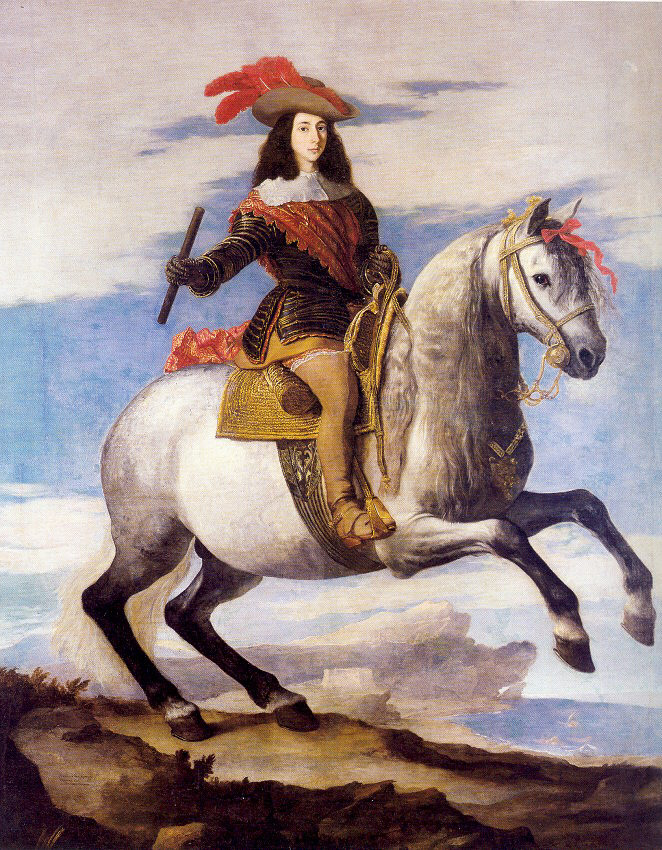
Portrait équestre de Juan José d'Autriche, 1648, palais royal de Madrid.

## Insertions de natures mortes
Le peintre a montré dès sa jeunesse sa capacité à utiliser judicieusement la nature morte avec la première série des Sens, plaçant des éléments de nature morte dans l'espace représenté. Puis à partir de 1626, avec la toile du Silène ivre de Capodimonte, cette forme artistique prend de plus en plus de place au sein des œuvres de Spagnoletto, intégrant des figures animales dans les représentations posées : dans le cas en question les éléments sont disposés en bas aussi bien à gauche, avec le serpent mordant le cartouche déchiré portant la signature, qu'à droite, où sont représentés une tortue, une coquille précieuse et une crosse épiscopale. Une autre toile de la même époque que le Silène ivre, Saint Jérôme et l'ange du Jugement, constitue, avec la première, un autre moment précieux de développement dans l'utilisation de la technique picturale ; dans ce dernier, des livres usés et des parchemins déroulés sont représentés au premier plan en bas à droite, avec la plume, l'encrier et le crâne.
Un autre pas en avant incisif dans ce sens se produit vers 1638 avec le Songe de Jacob du Prado, où le point de vue abaissé de la scène, située dans un intérieur de cuisine, place la table et tous les objets au premier plan, qui font de la toile une anticipation des intérieurs de cuisine que Giovan Battista et Giuseppe Recco exécuteront dans leurs compositions ultérieures, que la critique moderne confondra pour ce dernier en particulier, parfois avec Ribera lui-même.

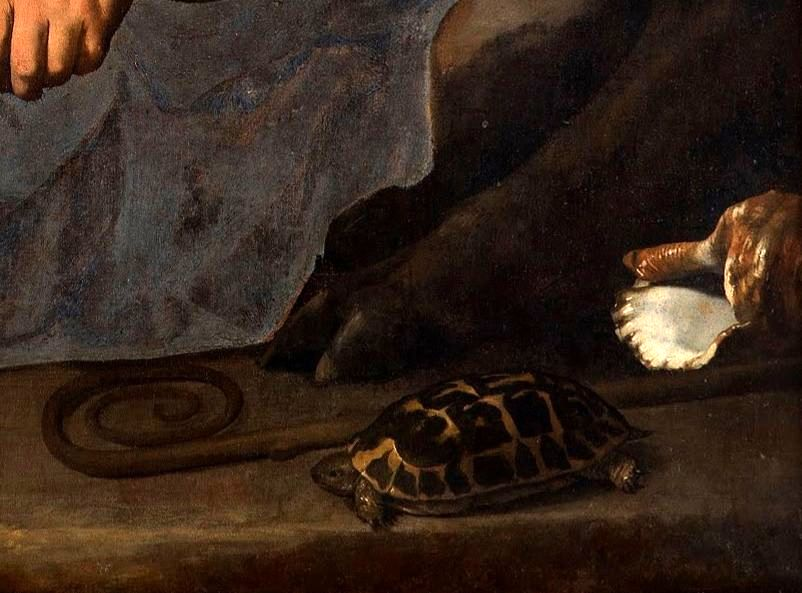
Silène ivre, détail, 1626, musée de Capodimonte, Naples
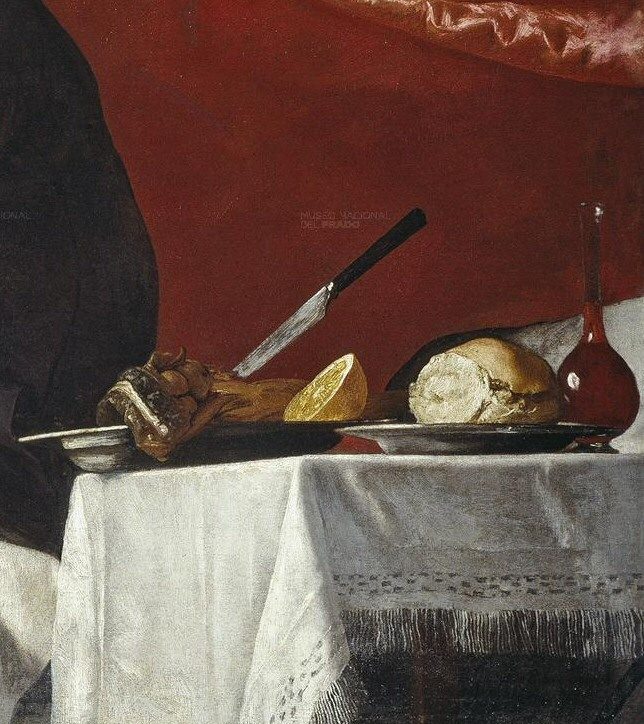
Isaac et Jacob, détail, 1637, musée du Prado, Madrid
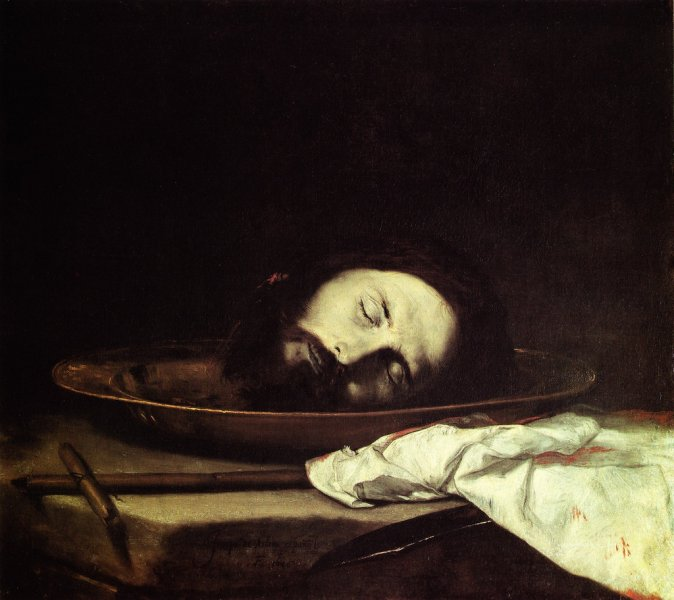
Tête de saint Jean-Baptiste, 1646, musée Filangieri, Naples
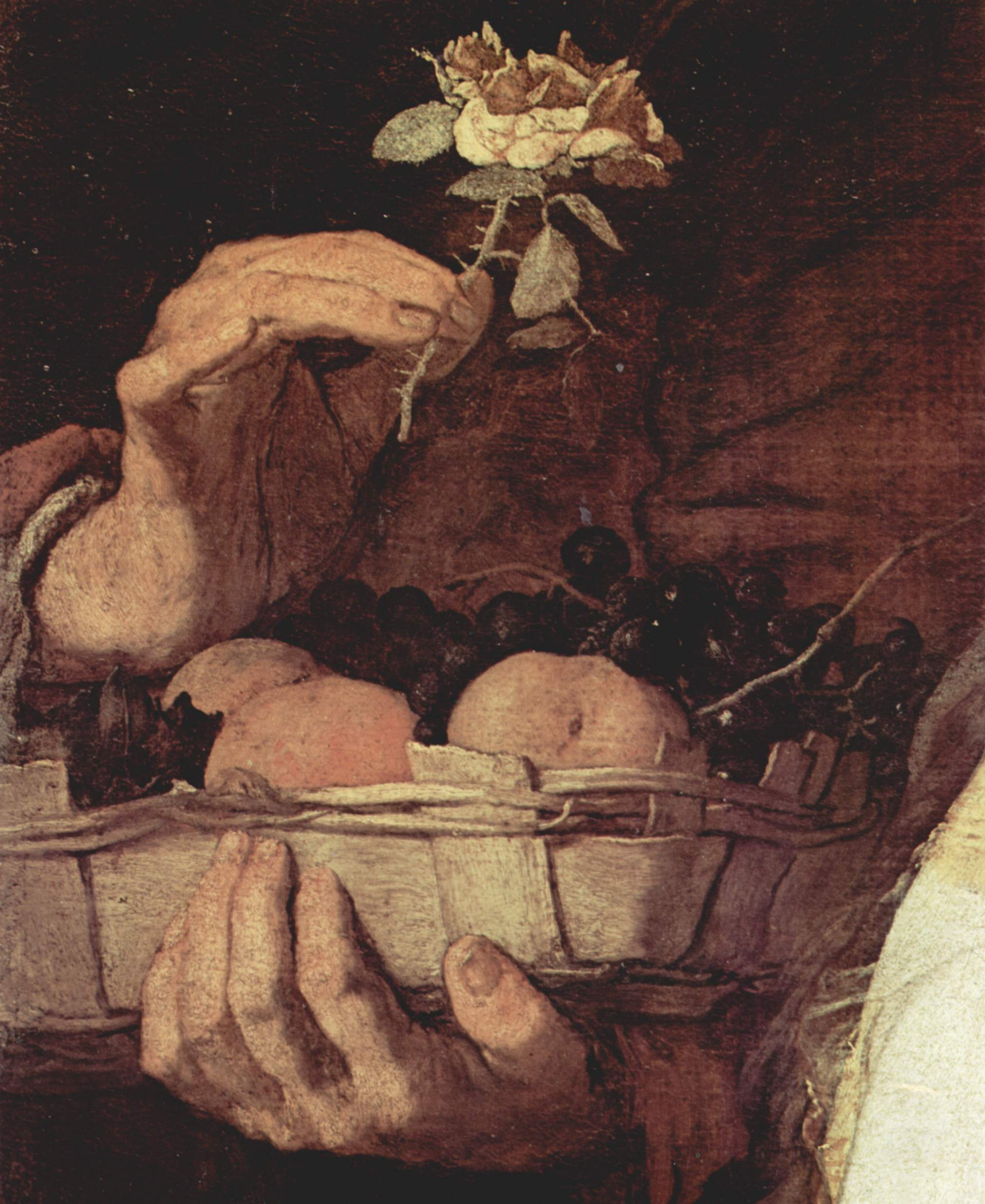
Sainte Famille avec Sainte Anne et Sainte Catherine d'Alexandrie, détail, 1648, Metropolitan, New York
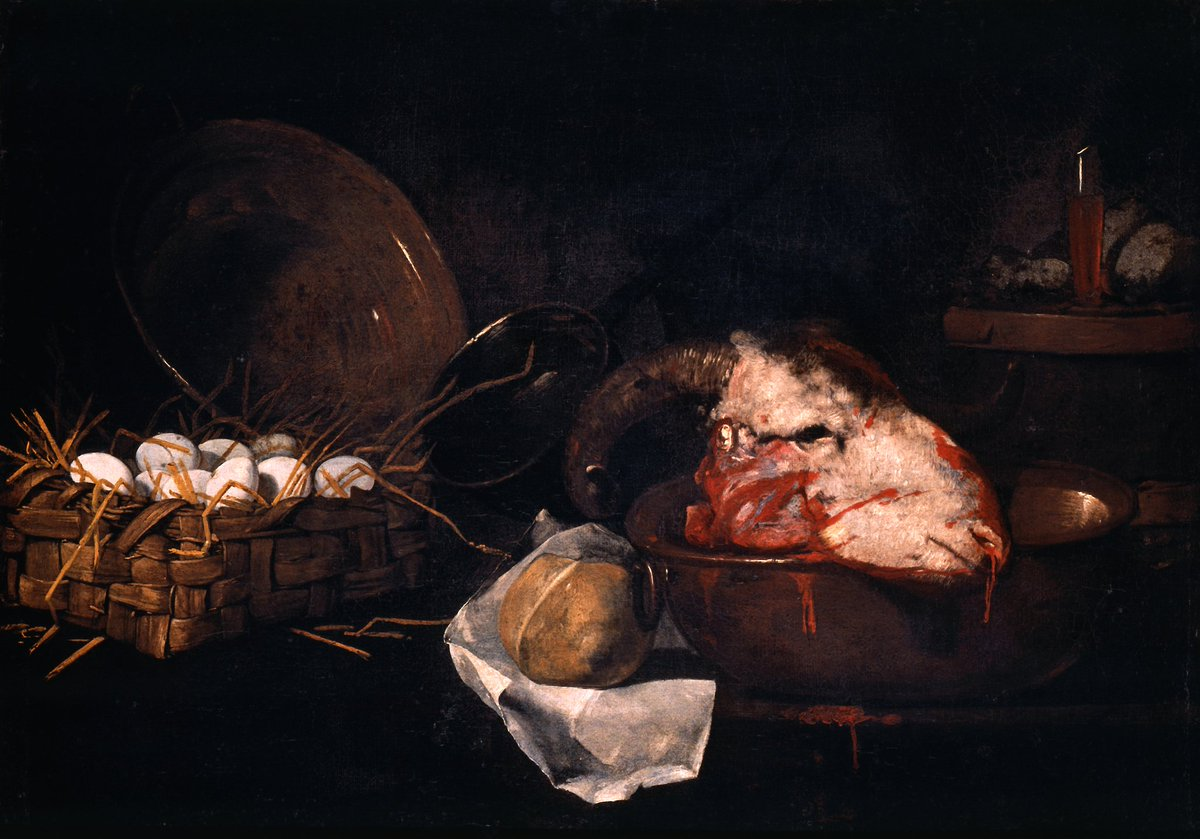
Intérieur de cuisine avec tête de chèvre, 1650, musée de Capodimonte, Naples
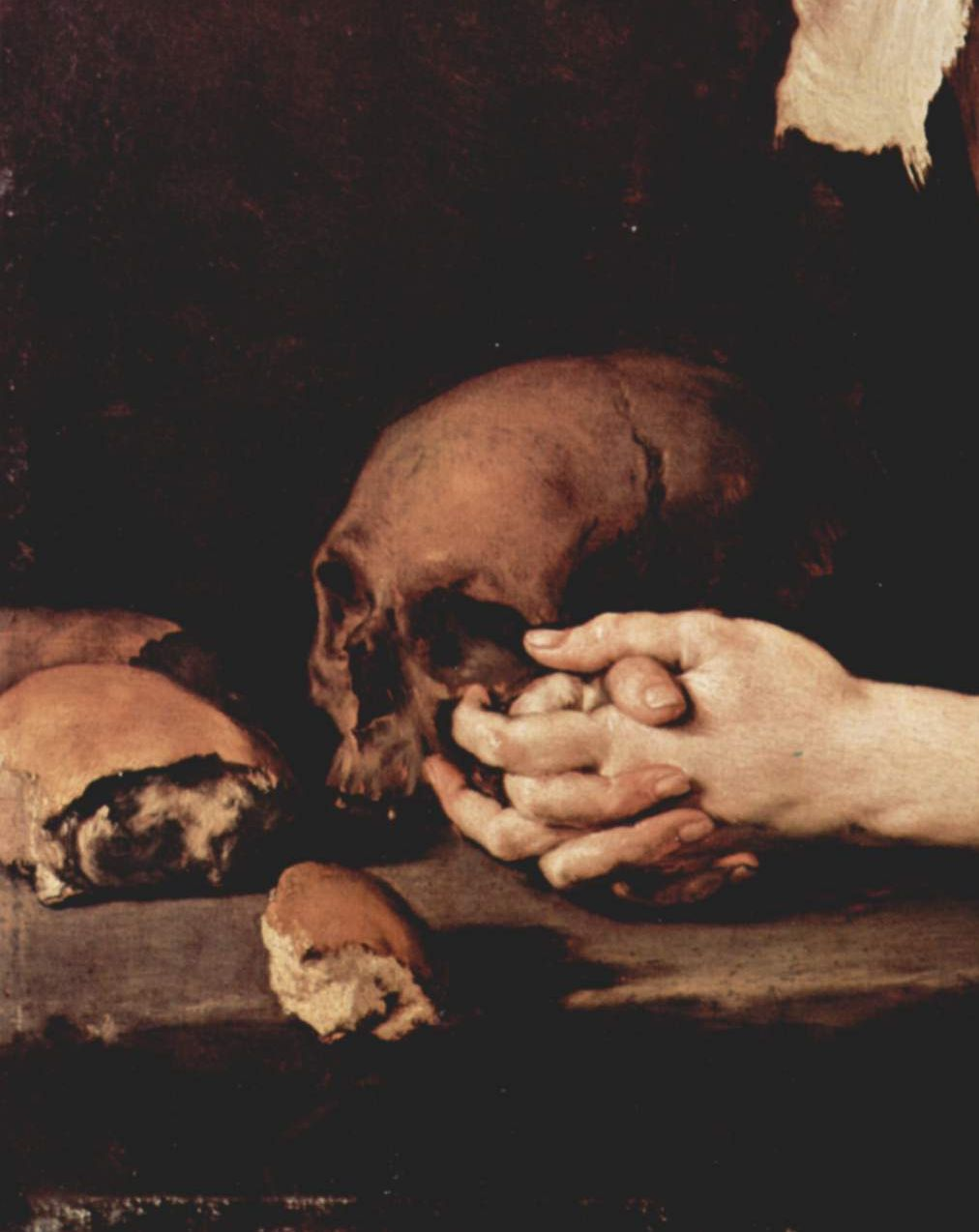
Santa Maria Egiziaca, détail, 1646, musée Filangieri, Naples

## Œuvre

### Époque ténébriste
L'influence caravagesque

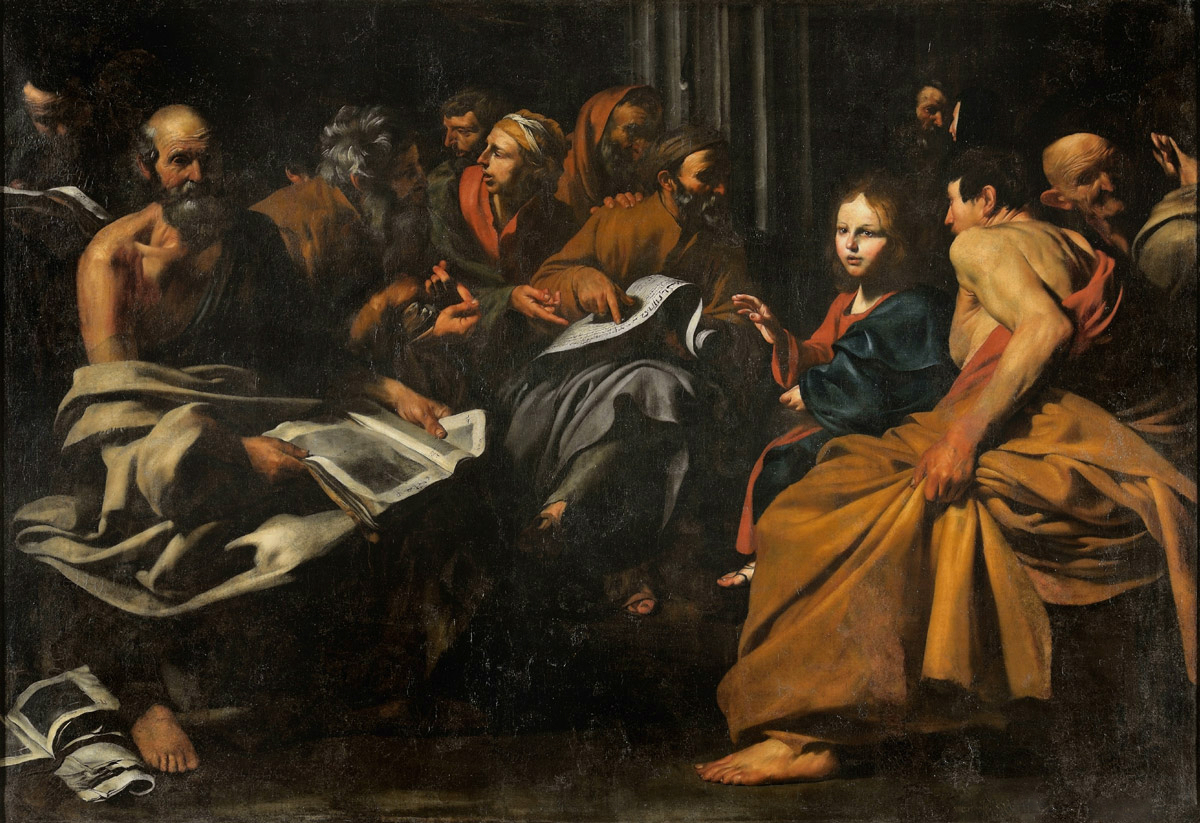
Jésus parmi les docteurs, v. 1613, Musée d'art et d'histoire de Langres (Haute-Marne) France.

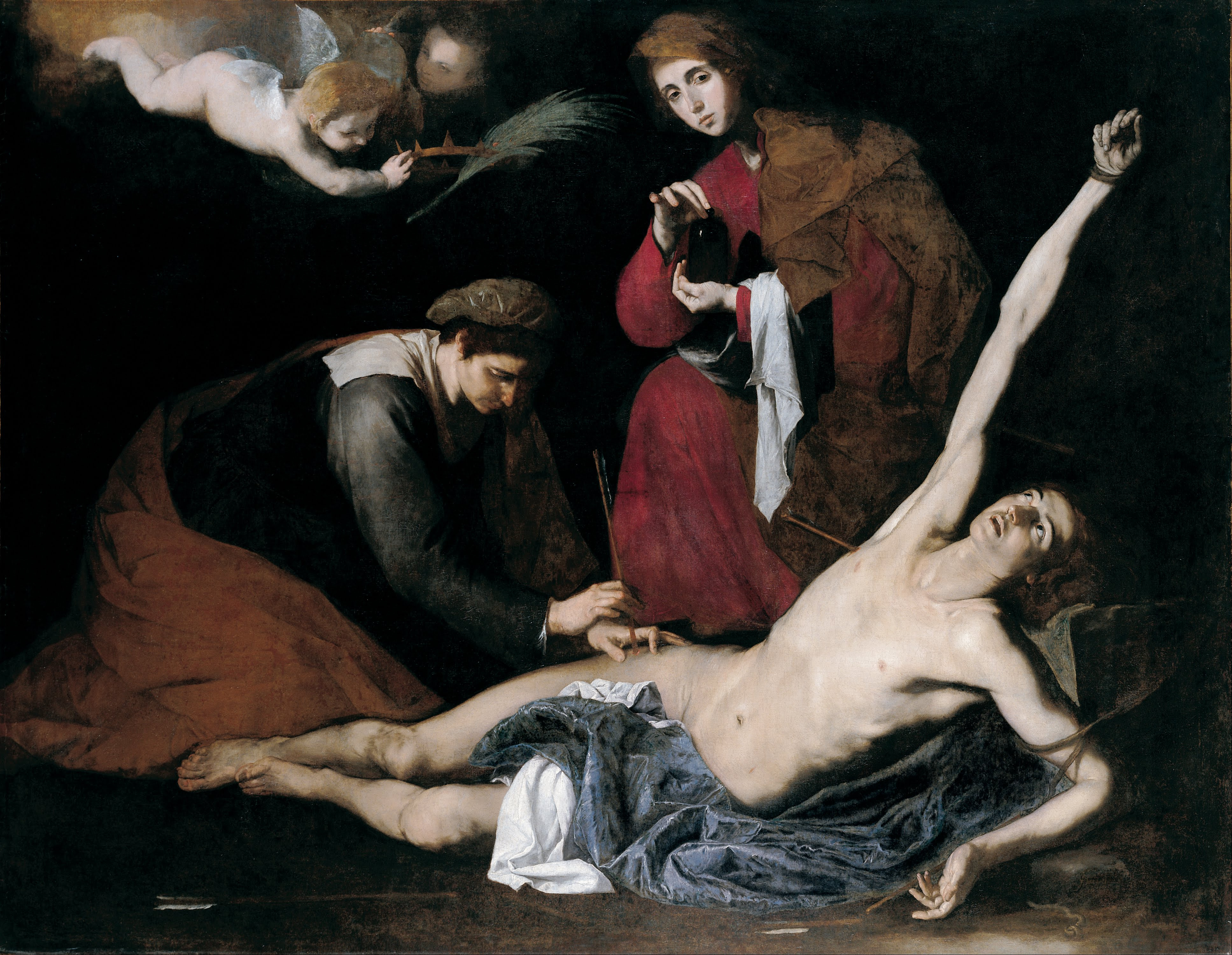
Sébastien soigné par les saintes femmes (1621) Musée des beaux-arts de Bilbao.

De cette première époque, on relève ses quatre tableaux religieux d’interprétation prophétique et d’une extraordinaire magnificence : Saint Jérôme, Saint Sébastien soigné par les Saintes Femmes, les tableaux à thème mythologique sont également importants : Sileno borracho (Silène ivre). On remarque la vision ascétique de l’artiste dans les représentations des prophètes, apôtres, saints, etc. : Saint Paul Ermite, Saint Roch, Saint André, Saint Jacques le Majeur ainsi que son réalisme dans les descriptions des différents martyres.
- Saint Jean l'Evangéliste (vers 1607-1608), huile sur toile, 105 × 83 cm, Musée du Louvre, Paris ;
- Saint Jude Thaddée (vers 1609-1610), huile sur toile, 111,2 × 88,6 cm, Musée des beaux-arts, Rennes ;
- Allégories des cinq sens (entre 1611 et 1615) : quatre toiles autographes conservées dans diverses collections et une copie :
  - Sens du goût (1616), huile sur toile, 113 × 87 cm, Wadsworth Atheneum, Hartford (Connecticut).
- Saint Thomas (1612), Szépmüvészeti Múzeum, Budapest
- Jésus parmi les docteurs, (vers 1613), huile sur toile, 210 × 288 cm, Musée d'art et d'histoire de Langres (Haute-Marne) France ;
- Le Reniement de saint Pierre, (1615), 163 × 233 cm, Palais Corsini , Rome ;
- Suzanne et les vieillards, (vers 1617-1618), huile sur toile, Musée d'Art de San Diego ;
- Crucifixion (1620), 336 × 230 cm, Collégiale d'Osuna, Séville ;
- Saint Sébastien soigné par les saintes femmes (vers 1621), huile sur toile, 180 × 232 cm, Musée des beaux-arts de Bilbao[26] ;
- Ecce Homo (1620), 97 × 81 cm, Académie royale des beaux-arts de San Fernando
- Le Martyre de saint Laurent (1620-1624), huile sur toile, 206 × 154 cm, National Gallery of Victoria[27] ;
- Silène ivre (1626), huile sur toile, 185 × 229 cm, Musée Capodimonte de Naples Silène ivre, Capodimonte ;
- Saint Jérôme et l'ange du Jugement (1626), huile sur toile, 262 × 164 cm, Musée Capodimonte de Naples ;
- Saint Matthieu, collection particulière ;
- Saint Barthélemy près de souffrir le martyre (1626), huile sur toile, 115 × 180 cm, Musée de Grenoble, Isère ;
- Le Martyre de saint André (1628), musée des beaux-arts de Budapest ;
- Le Christ parmi les docteurs (1630), Musée d'histoire de l'art de Vienne-Le Kunsthistorisches Museum, Autriche ;
- Le Martyre de Saint-Barthélemy (vers 1630), huile sur toile, 145 × 216 cm, Galerie Palatine, Palais Pitti, Florence[28] ;
- Le Martyre de saint Barthélemy (vers 1630), 179 × 139 cm, Musée de la Collégiale, Osuna, Espagne ;
- Euclide (v.1630-1635), huile sur toile, 125,1 × 92,4 cm, musée Getty, Los Angeles[29] ;
- Archimède (1630), Musée du Prado, Madrid ;
- Démocrite (1630), Musée du Prado, Madrid
- Sainte Thérèse de Jésus (1630), huile sur toile, 131 × 106 cm, musée des beaux-arts de Séville[30]
- La Femme à barbe (1631), Casa de Medinaceli, musée de l'hôpital de Tavera, Tolède ;
- Saint André (v.1631), huile sur toile, 123 × 95 cm, Musée du Prado, Madrid[31] ;
- Saint Roch (1631), huile sur toile, 213 × 144 cm, Musée du Prado, Madrid[32] ;
- Ixion (1632), huile sur toile, 220 × 301 cm, Musée du Prado, Madrid ;
- Saint Joseph et l'Enfant Jésus (1632), 41 × 51 cm, Musée du Prado, Madrid ;
- La Pietà, (1633), huile sur toile, 157 × 210 cm, musée Thyssen-Bornemisza , Madrid[33] ;
- Zacharie (1634), huile sur toile, 99 × 80 cm, Musée des beaux-arts, Rouen
- Saint Philippe (1635), huile sur toile, 95,5 x 69 cm, Musée des Beaux-Arts d’Orléans[34]
- Dionysos (1634-36), huile sur toile, 55 × 46 cm, Musée du Prado, Madrid
- Le Repentir de saint Pierre, huile sur toile, 117 × 92 cm, Musée des Beaux-Arts de Lyon, Lyon
- Saint Pierre repentant, huile sur toile, Musée des Beaux-Arts d'Angers, Angers
- Les larmes de Saint-Pierre, huile sur toile, 66 x 53 cm, Musée des beaux-arts de Carcassonne
- Saint-Joseph et l'enfant Jésus, huile sur toile, 72,2 x 56,5 cm, Musée de la civilisation, collection du Séminaire de Québec, Québec
- Saint-Pierre en prison, huile sur toile, 108,6 x 82 cm, Musée de la civilisation, collection du Séminaire de Québec, Québec

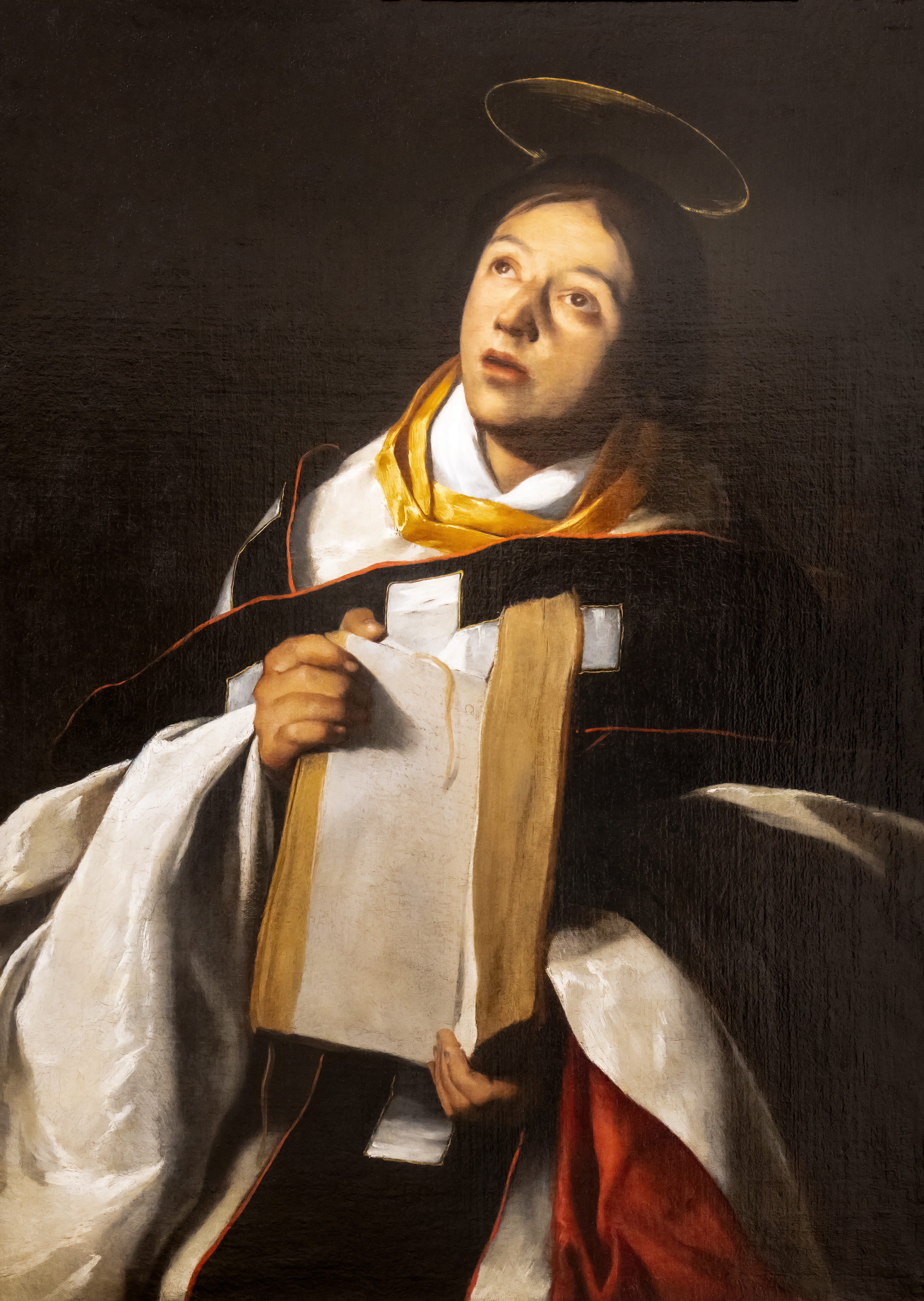
Saint diacre de l'Église orientale (v. 1610-1630), Fondation Bemberg,Toulouse
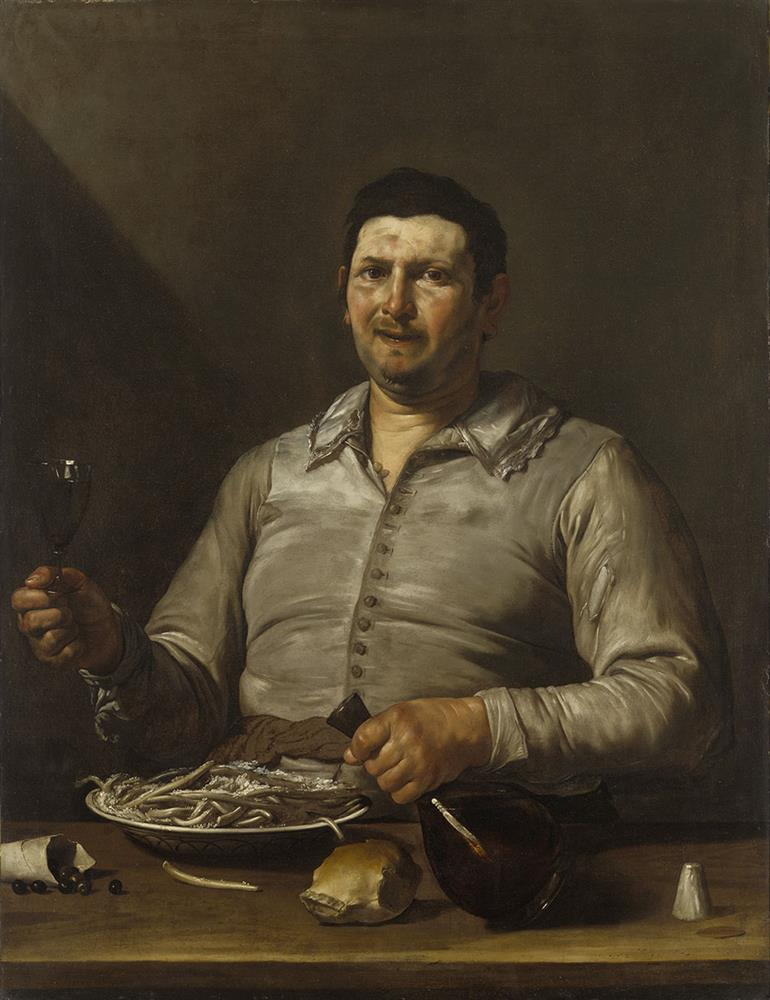
Sens du goût (1616), Wadsworth Atheneum
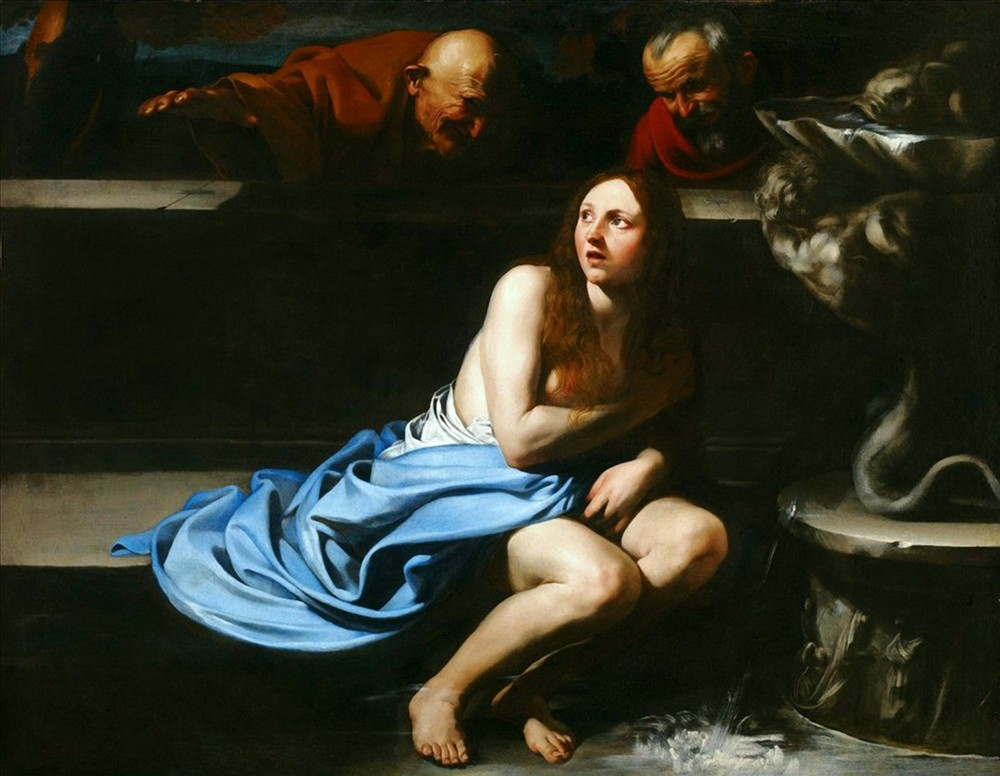
Suzanne et les vieillards (1617-1618), Musée d'Art de San Diego
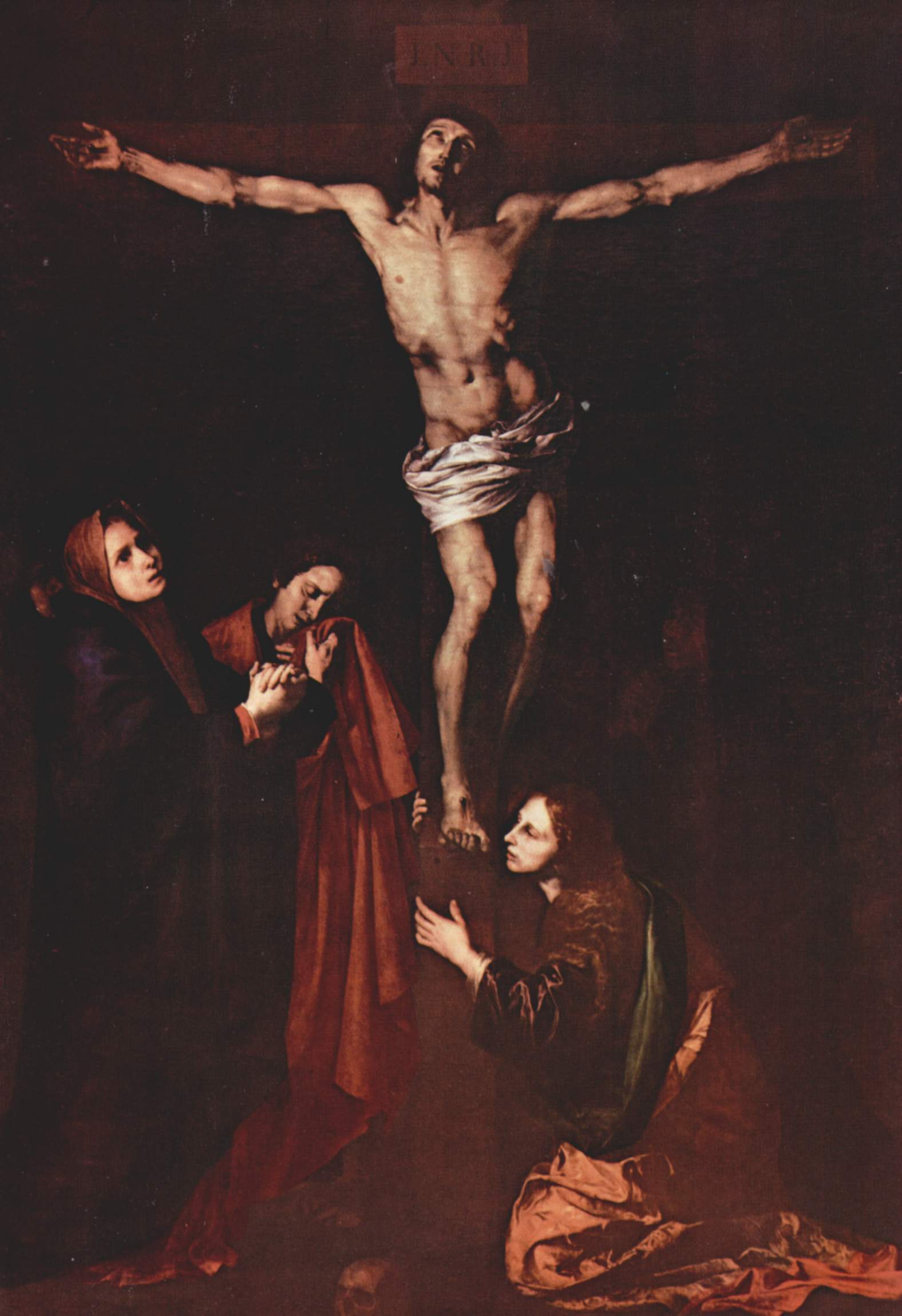
Crucifixion (1620), collégiale d'Osuna (Séville)
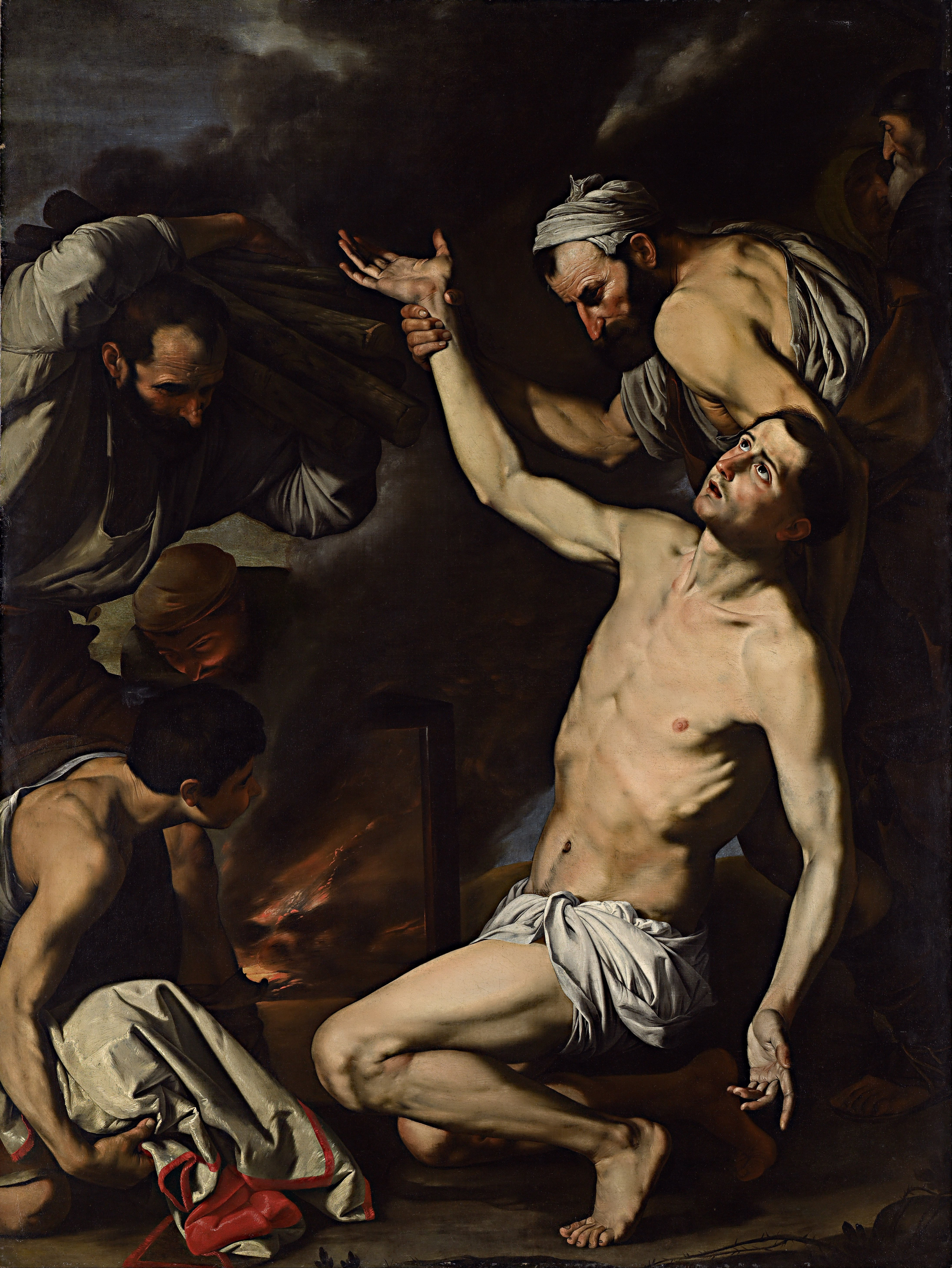
Martyre de saint Laurent (1620-1624), National Gallery of Victoria
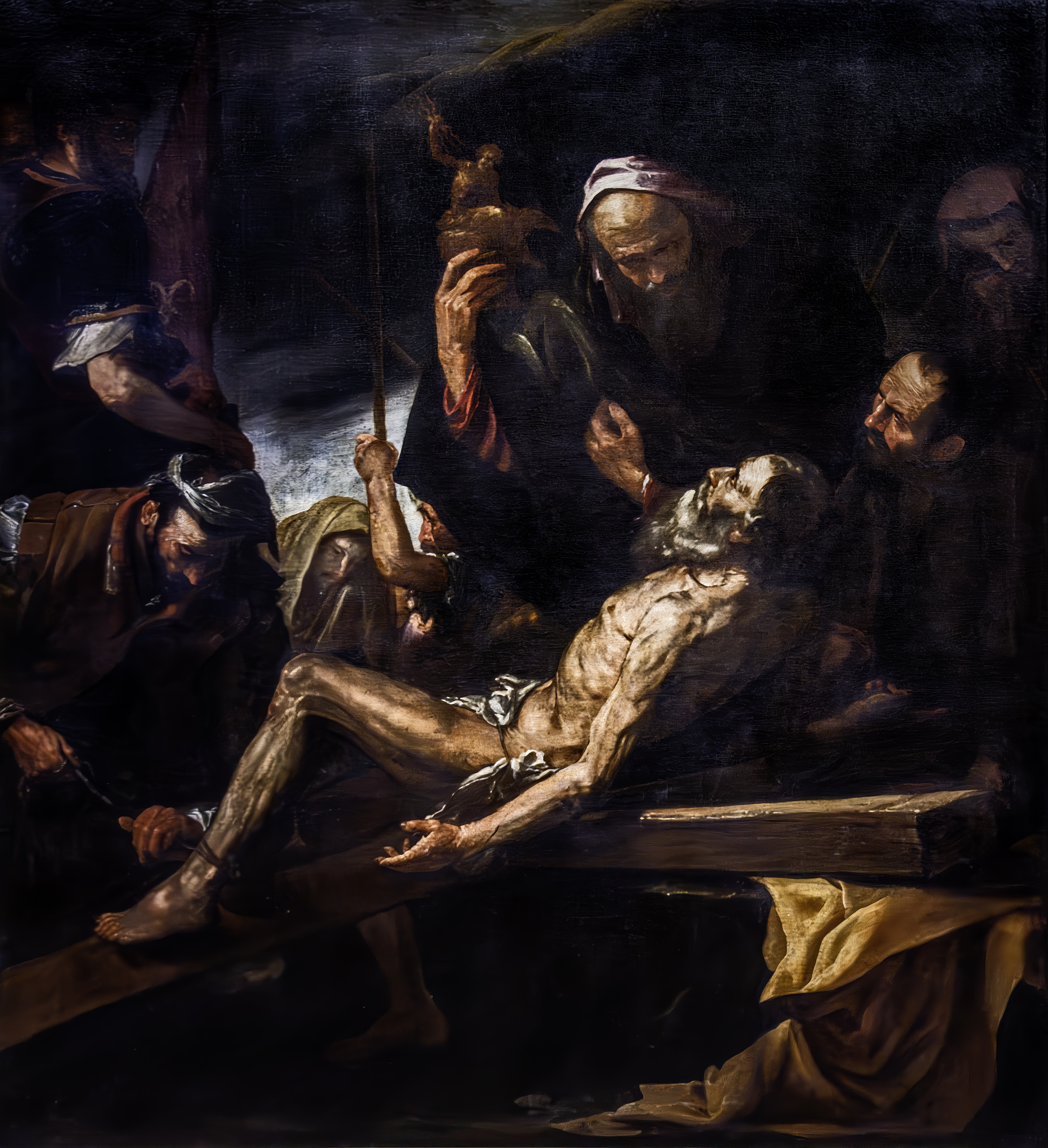
Le Martyre de saint André (1628), Musée Goya
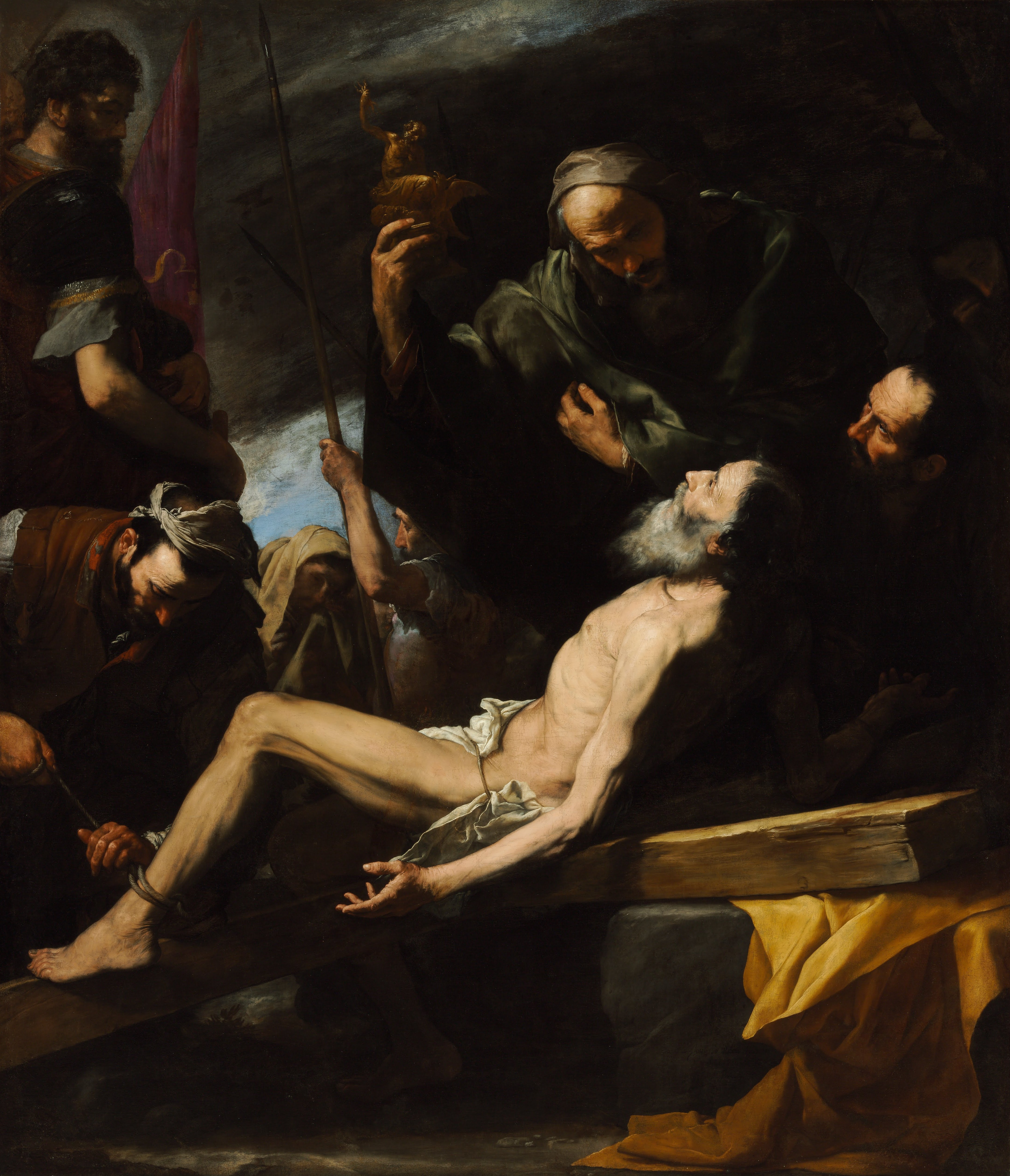
Le Martyre de saint André (1628), Musée des Beaux-Arts de Budapest
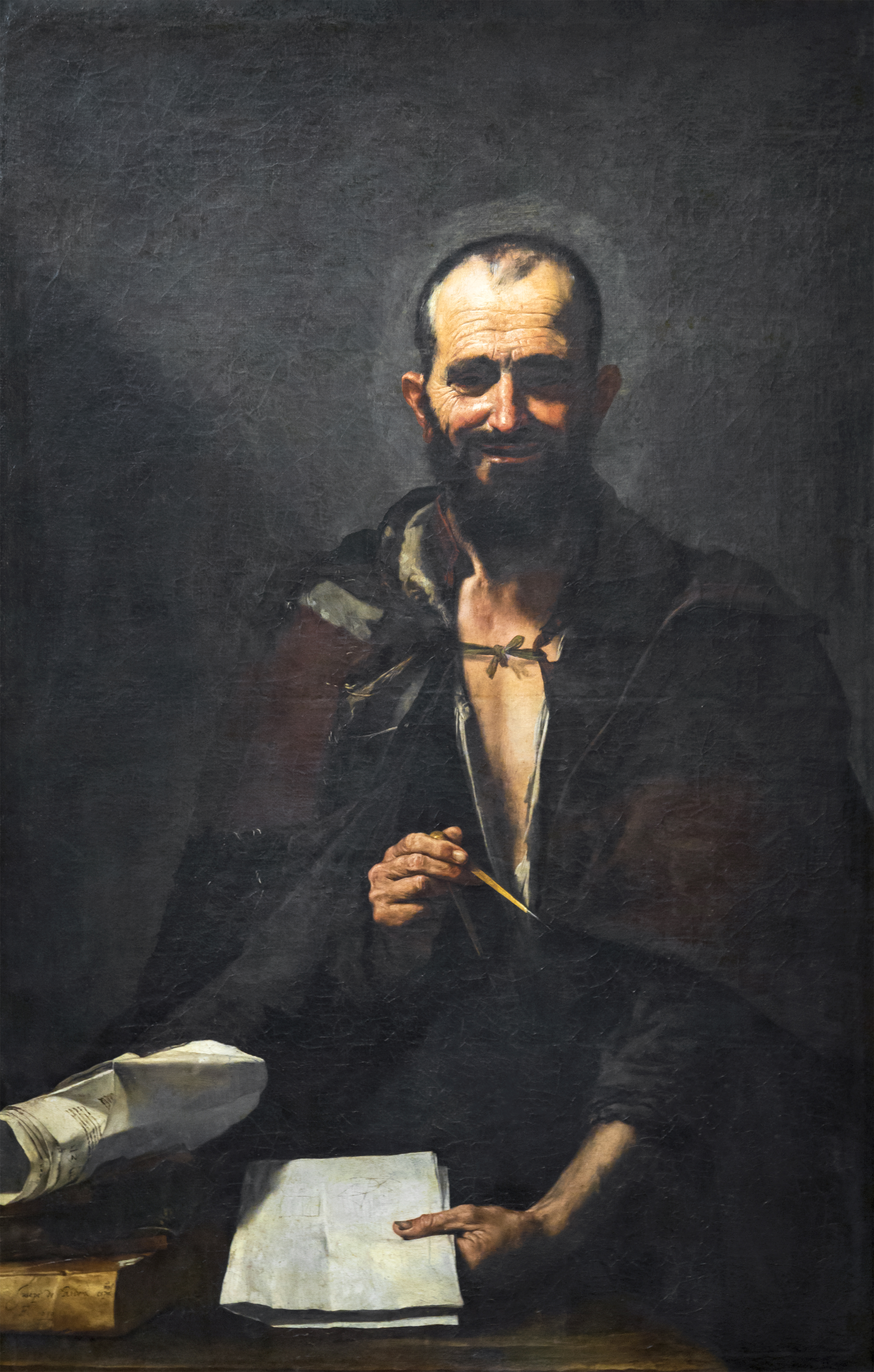
Démocrite  (vers 1630), musée du Prado, Madrid
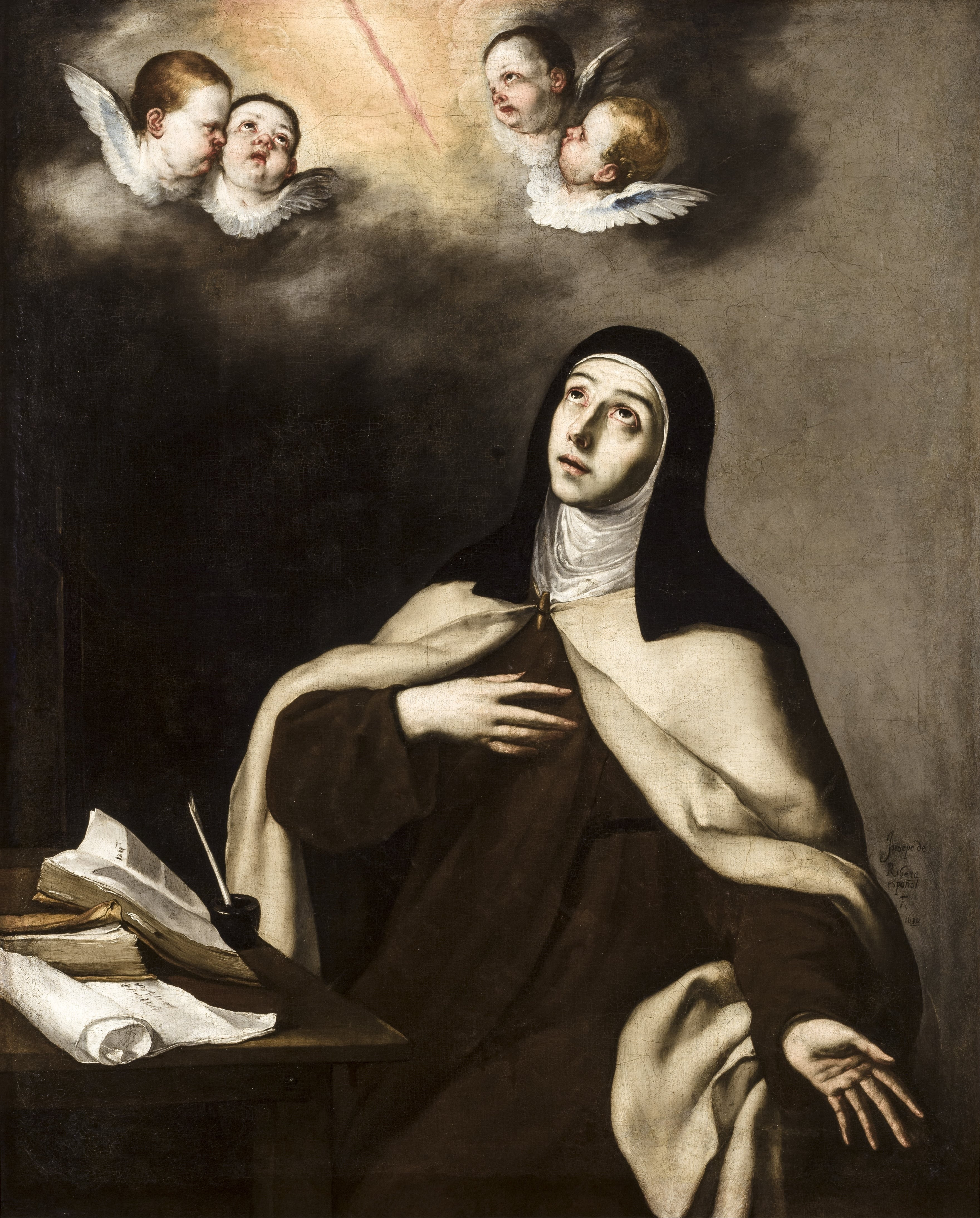
Ste Thérèse de Jésus (1630), Musée des Beaux-Arts de Séville
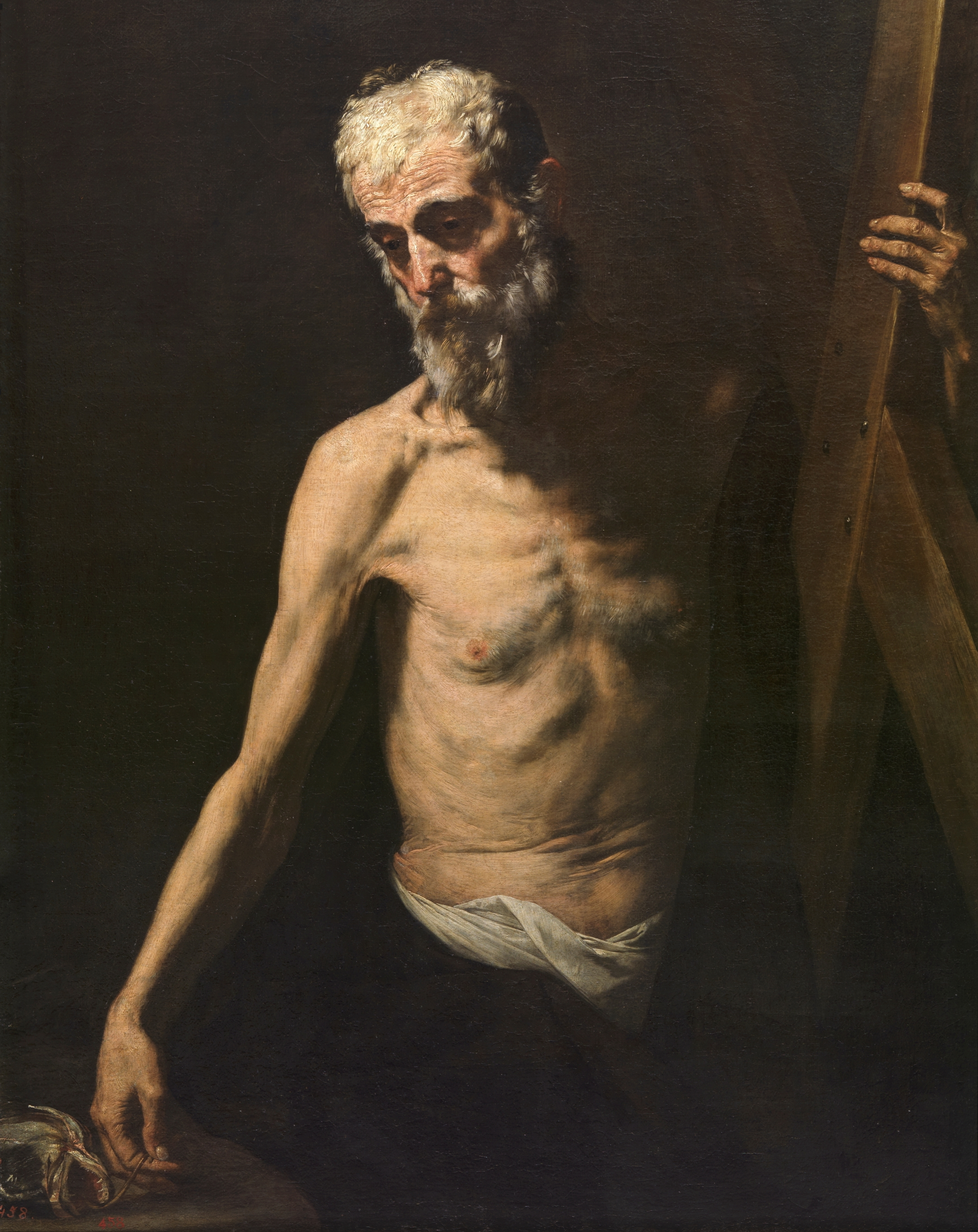
Saint André (1631), musée du Prado
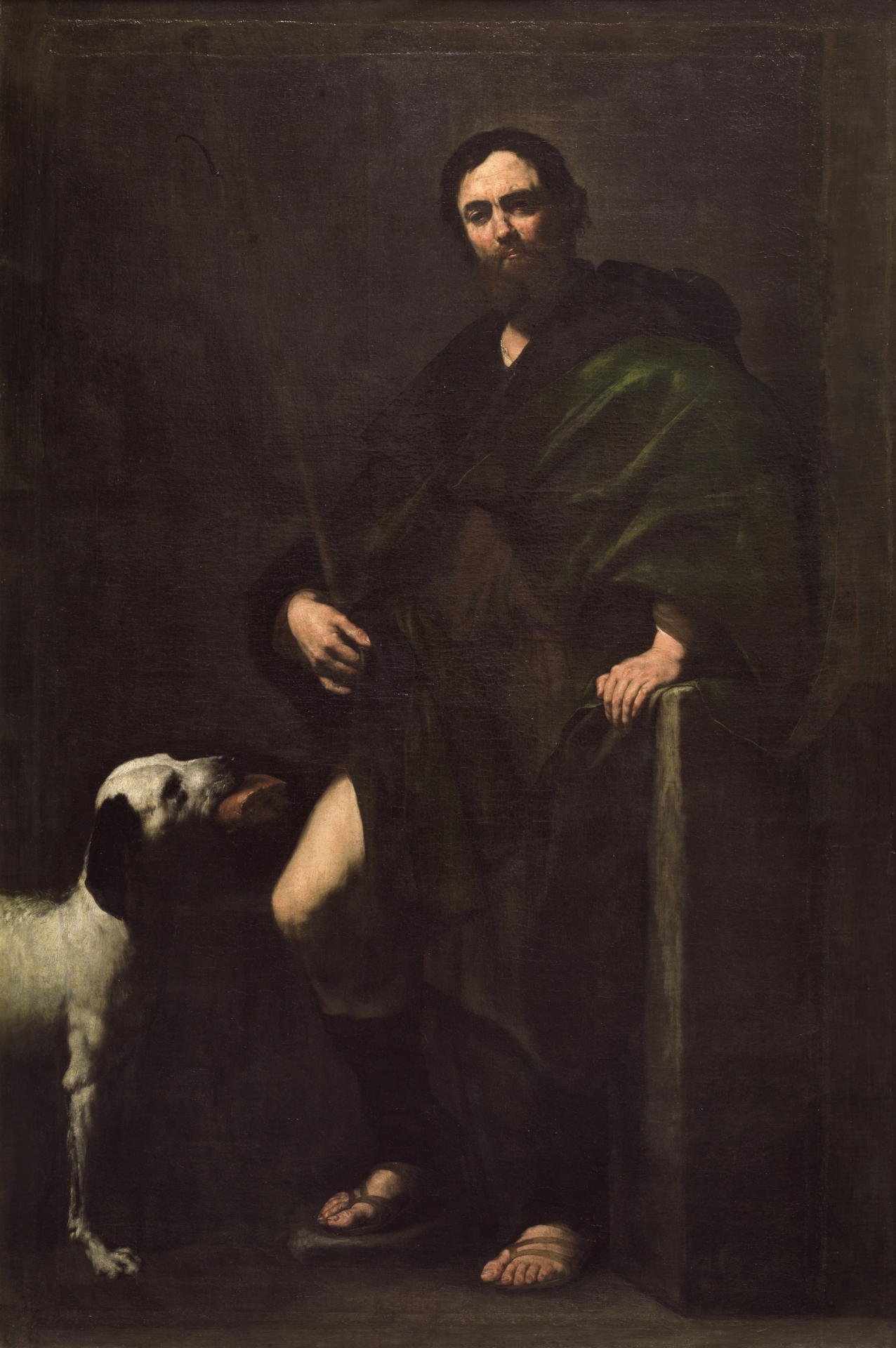
Saint Roch (1631), musée du Prado
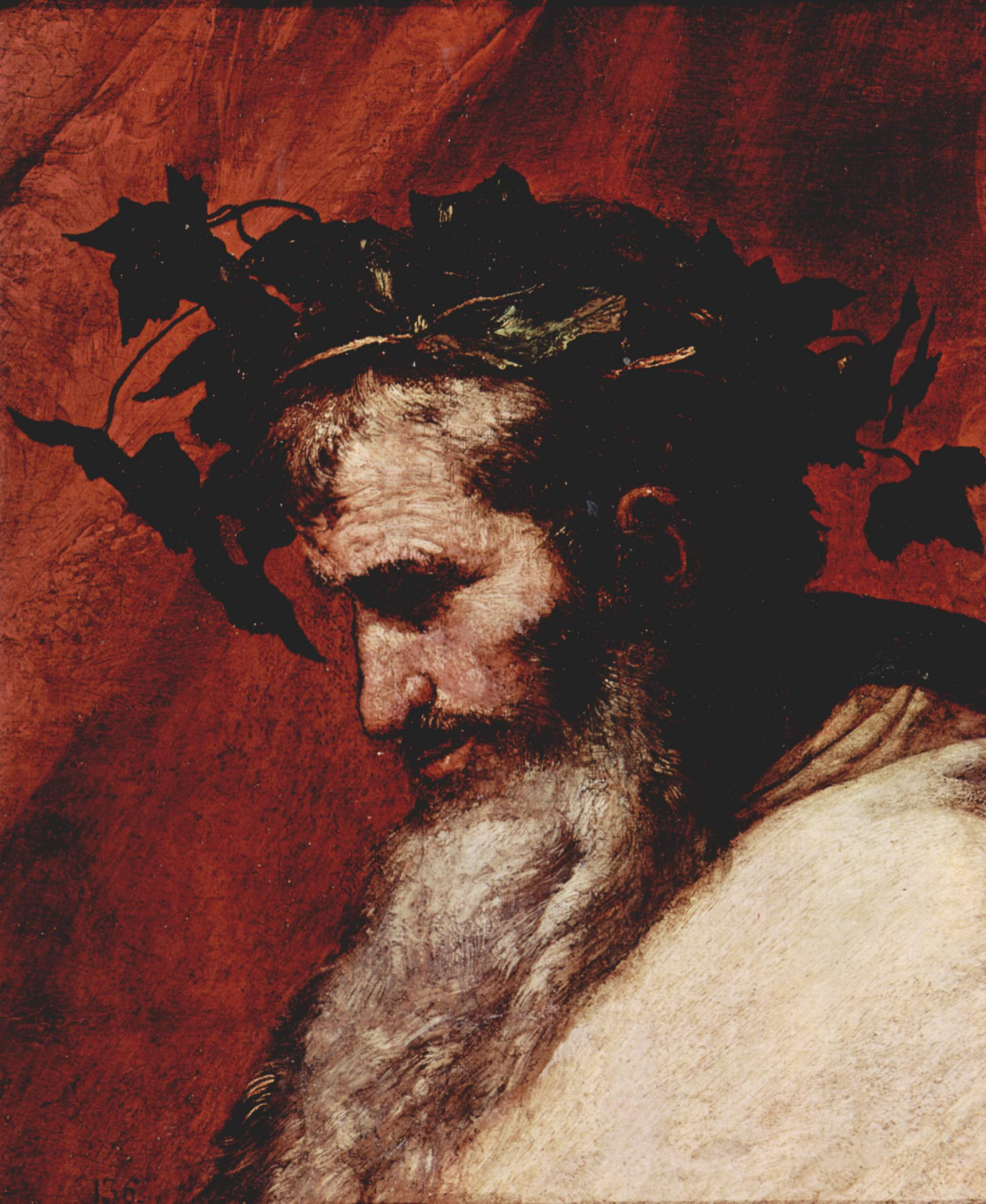
Dionysos (1634-36), musée du Prado
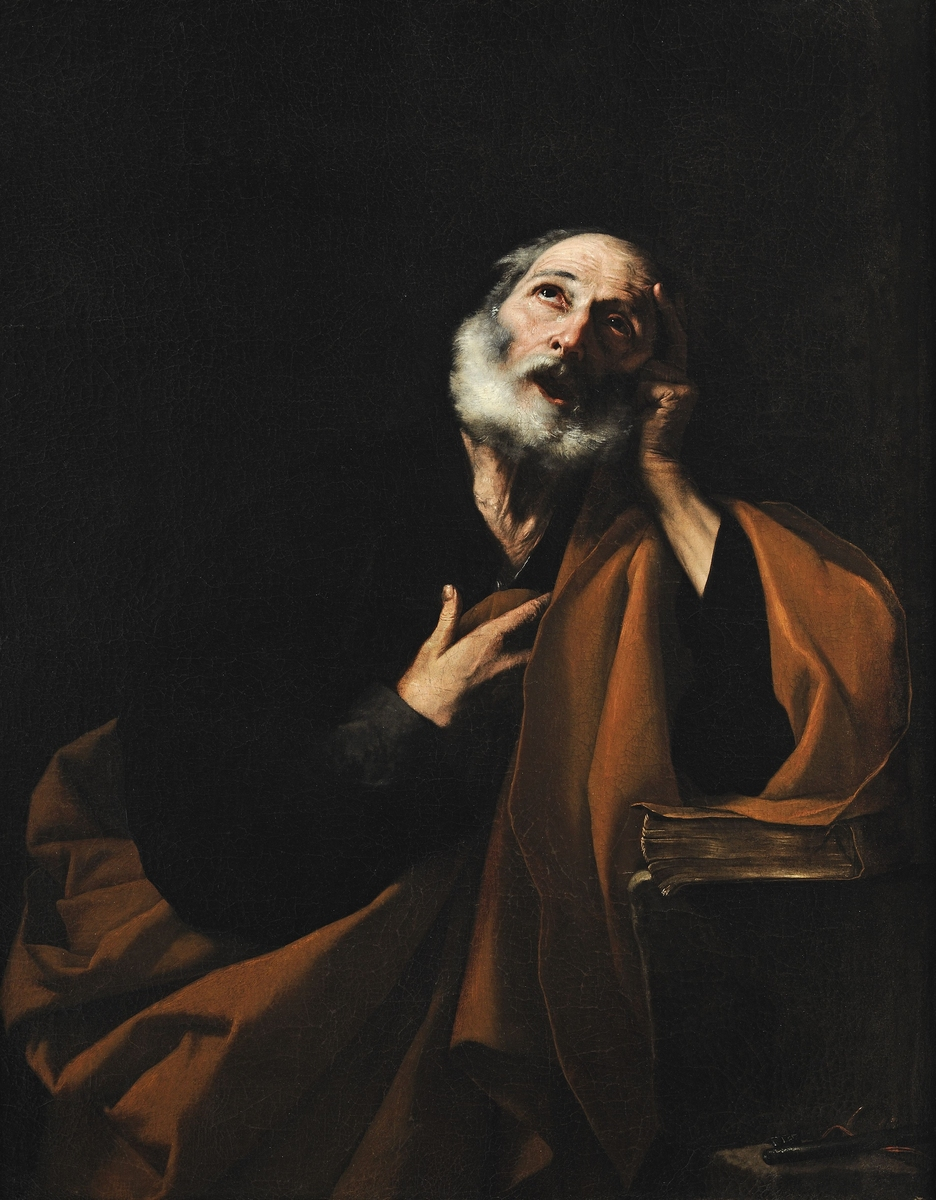
Le Repentir de saint Pierre, Musée des Beaux-Arts de Lyon
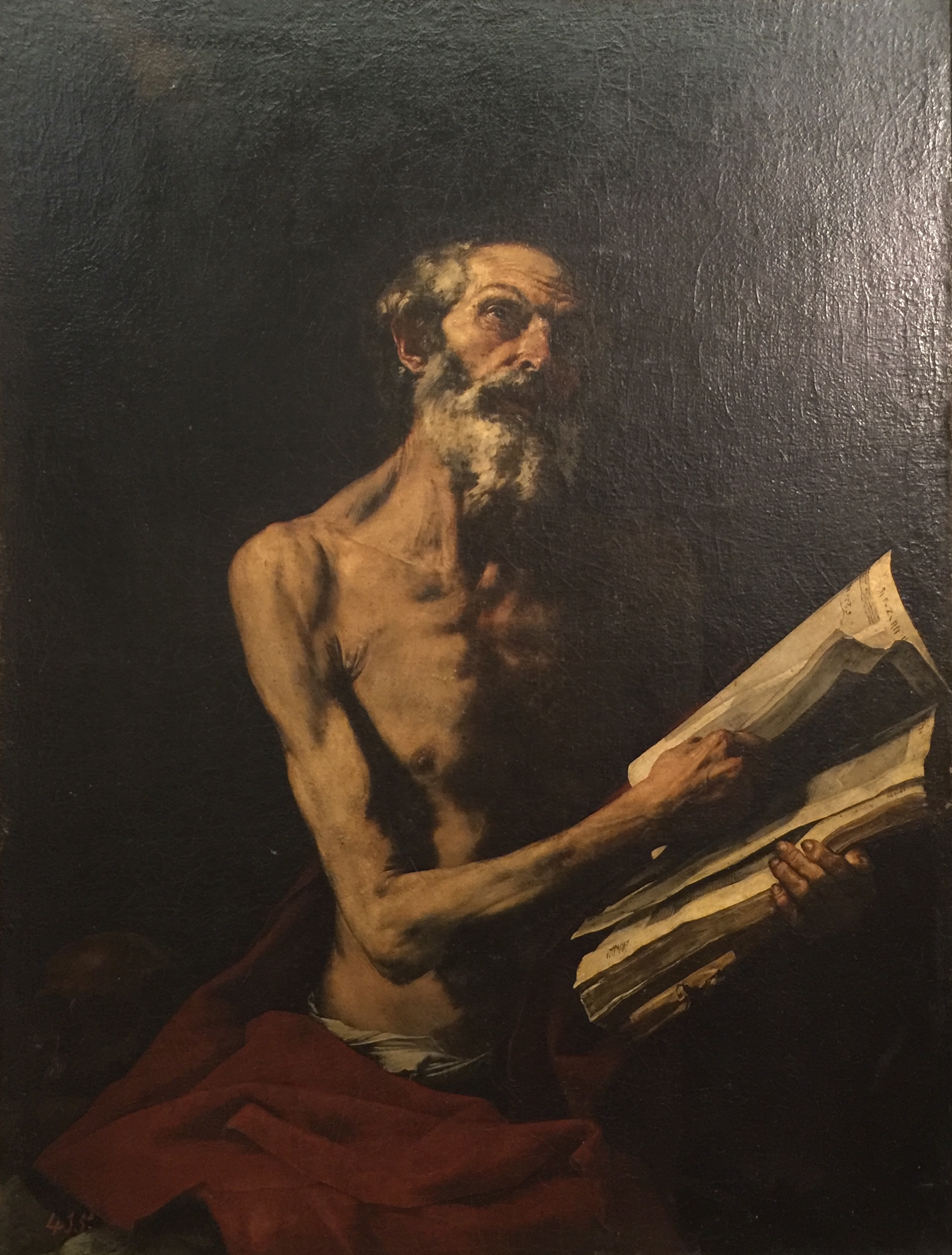
Saint Jérôme (vers 1645-50) Musée des beaux-arts de Castellon

### Éclaircissement de la palette

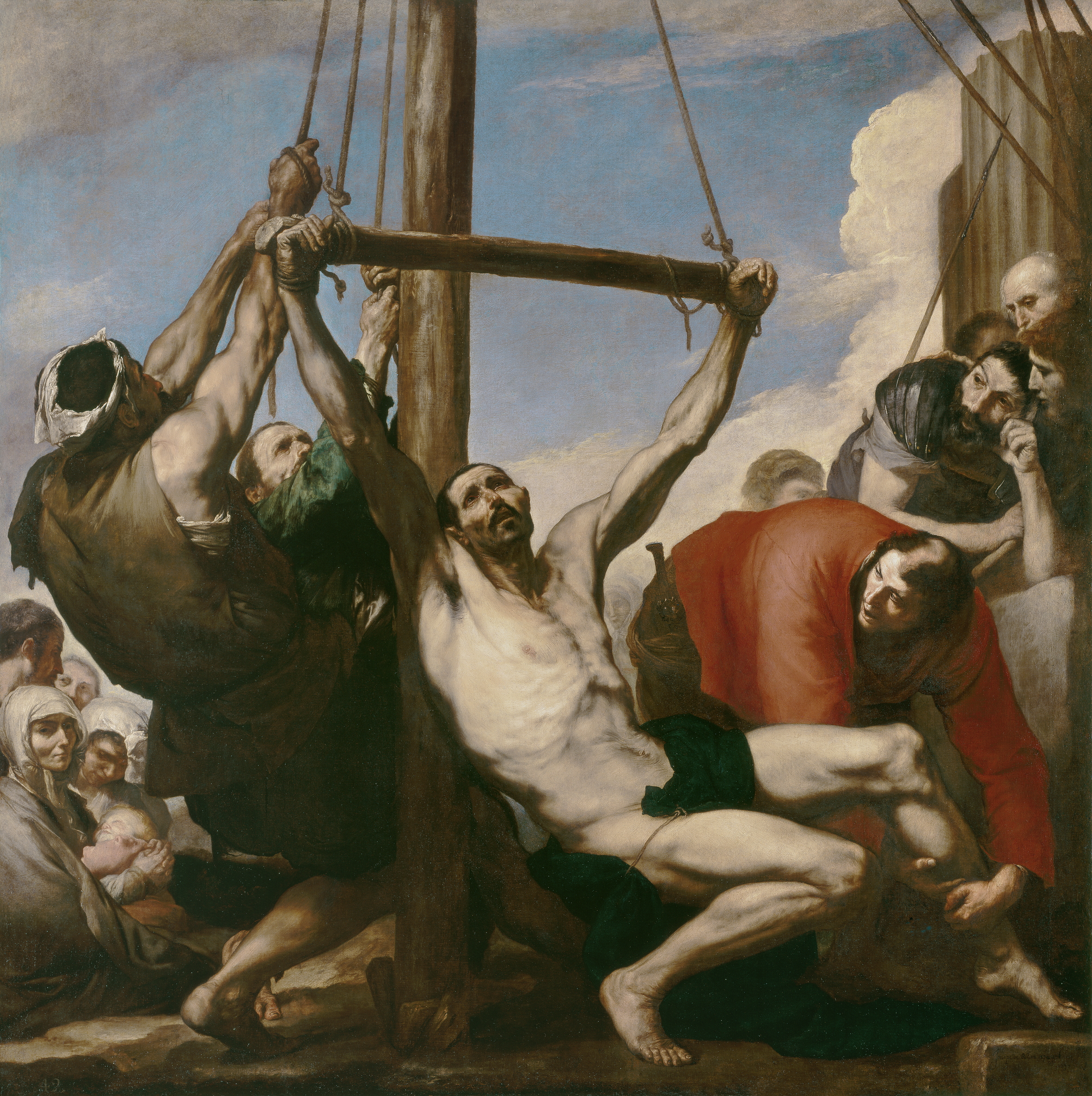
Le Martyre de saint Philippe (1639), musée du Prado.

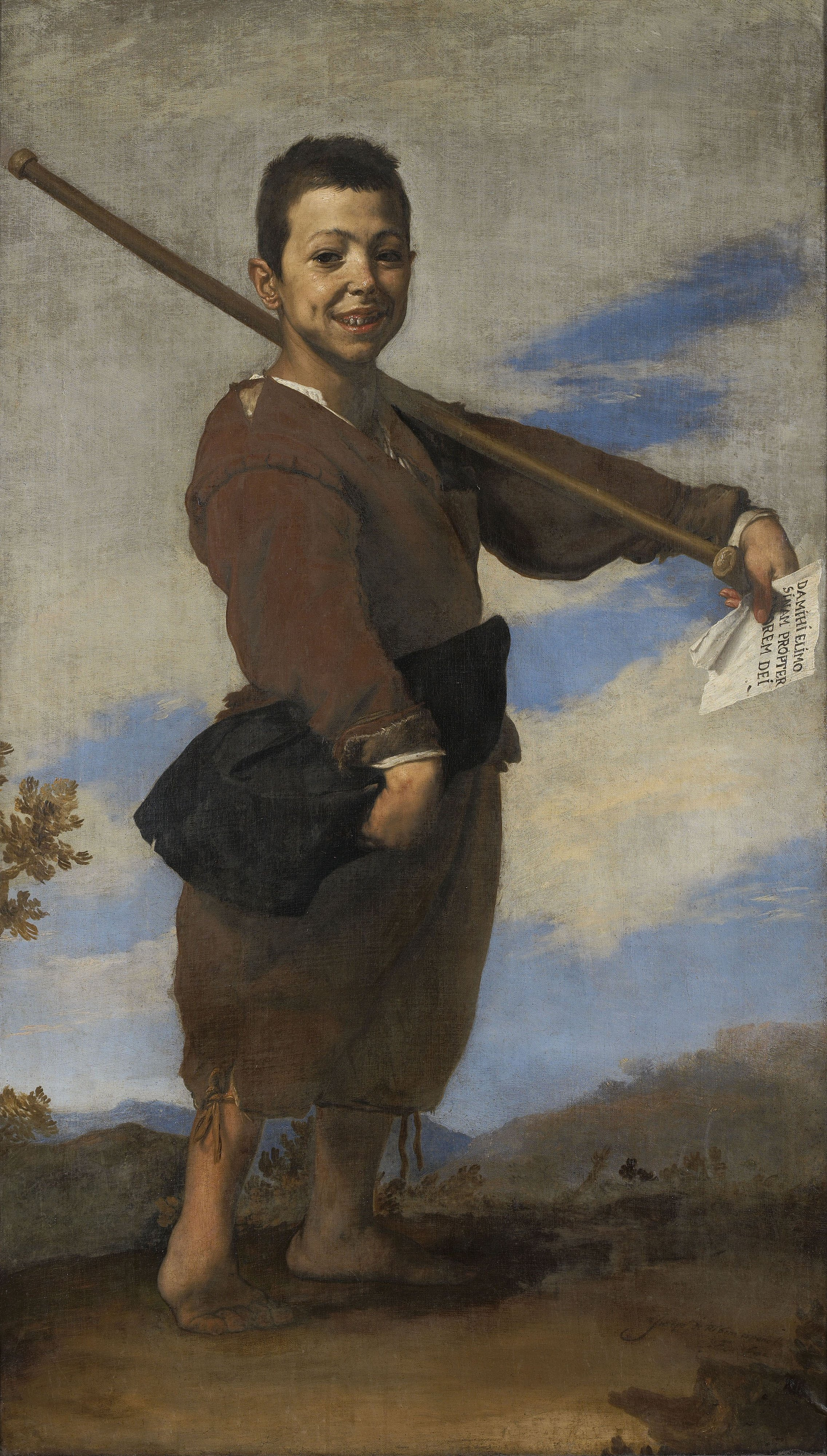
Le Pied-bot (1642), musée du Louvre.

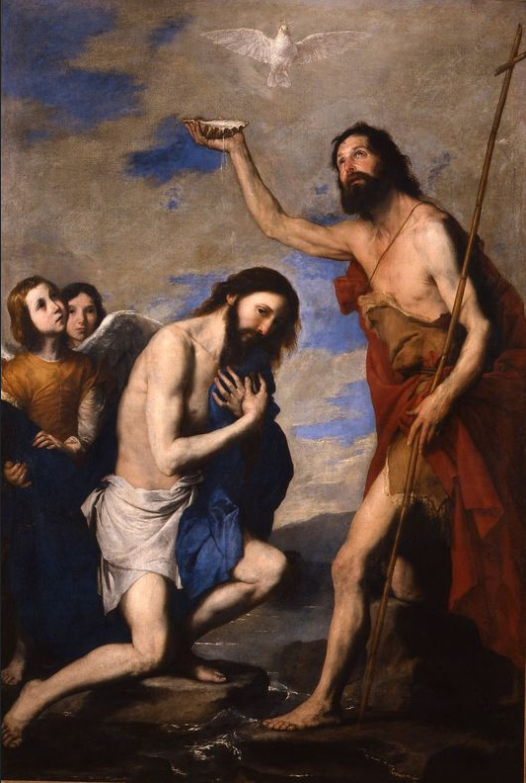
Le Baptême du Christ (1643), musée des Beaux-Arts de Nancy.

En 1635, avec la maturité, il se libère peu à peu de son ténébrisme initial. En 1640 il peint plusieurs Ecce Homo, dont certains aujourd'hui disparus, en témoignage de sa profonde piété. Peu à peu sa palette s’éclaircit et devient plus lumineuse, ses tonalités sont plus harmonieuses : l’Immaculée Conception. C’est l’époque de sa grande production ; sa palette s'inspire de plus en plus de l’école vénitienne, comme le montrent Vénus et Adonis, Apollon et Marsyas et dans les tableaux destinés à la chartreuse de San Martino. Son inspiration reste classique et il fait figurer, dans plusieurs de ses œuvres, l'image connue de l'Apollon du Belvédère, comme dans son Martyre de Saint-Barthélemy (1626-29, Stockholm, Nationalmuseum) ou dans son Aveugle de Gombazzo (1632, Madrid, musée du Prado), en hommage aux Antiques, ou au contraire, comme témoin de la fin du paganisme. Ribera s’éloigne des compositions compliquées, typiques du baroque italien, et préfère donner à ses personnages une intensité émotive. De l’année 1646, Saint Janvier sortant indemne de la fournaise est l’un de ses plus importants retables.
Ribera aimait aussi les aspects anecdotiques et populaires : ainsi, dans la série des Philosophes, on remarque des représentations de mendiants ou de types populaires : La Jeune Fille au Tambourin, le Joyeux Buveur, le Buveur de Muscat, ou de personnages extravagants La Femme à Barbe. Les dernières œuvres du peintre mettent en évidence une grande richesse dans le domaine de la composition et de la couleur : Adoration des Bergers, Saint Jérôme Pénitent.
- Saint Joseph (1635), 71,8 × 61,9 cm, musée des beaux-arts de Montréal ;
- Ésope (vers 1635), huile sur toile, 118 × 94 cm, Musée du Prado, Madrid ;
- La Sainte Trinité (1635-36), Musée du Prado, Madrid ;
- Madeleine pénitente (1635-1640), huile sur toile, 97 × 66 cm, Musée du Prado, Madrid[36]
- Anaxagore (1636), collection particulière
- Assomption de Marie Madeleine (1636), huile sur toile, 231 × 173 cm, Académie royale des beaux-arts de San Fernando[37]
- Isaac et Jacob (1637), huile sur toile, 110 × 291,5 cm, Musée du Prado, Madrid ;
- Aristote (1637), musée d'art d'Indianapolis ;
- Saint Christophe (1637), Musée du Prado, Madrid ;
- Saint Onufri (1637), Musée du Prado, Madrid ;
- Saint Onuphre (1637), huile sur toile, 130 × 104 cm, Musée de l'Ermitage, Saint-Petersbourg[38]
- Apollon écorchant Marsyas (1637), huile sur toile, 202 × 255 cm, Musées royaux des beaux-arts, Bruxelles[39] ;
- Apollon et Marsyas, 1637, huile sur toile, 1.82 x 2.32 m, Musée de Capodimonte, Naples[40] ;
- Vénus découvrant Adonis mort (1637), Galerie nationale d'art ancien (Rome), Palais Corsini[41]
- Jeune Gitane (1637), huile sur toile, 59 × 54,5 cm, National Gallery, Londres ;
- Vierge de pitié (1637), huile sur toile, 264 × 170 cm, Certosa di San Martino, Naples ;
- Moïse (1638), 168 × 97 cm, huile sur toile, Musée San Martino, Naples
- Saint Jérôme (v.1638-1640), huile sur toile, 129 × 100,3 cm, musée d'art de Cleveland[42] ;
- Le Martyre de saint Philippe (1639), huile sur toile, 234 × 234 cm, Musée du Prado, Madrid[43]
- Le Songe de Jacob (1639), huile sur toile, 179 × 233 cm, Musée du Prado, Madrid[44]
- Ecce Homo (1640), huile sur toile, 66 par 58 cm, collection particulière
- Sainte Marie l'Égyptienne (1641), huile sur toile, 132 × 108 cm, Musée Fabre, Montpellier[45]
- Le Pied-bot (1642), huile sur toile, 164 × 94 cm, Musée du Louvre, Paris[46]
- Le Baptême du Christ (1643), huile sur toile, 235 × 160 cm, Musée des beaux-arts de Nancy[47]
- Saint Jérôme, huile sur toile (1643), Palais des beaux-arts de Lille ;
- Saint François en méditation (1643), huile sur toile, 103 × 77 cm, Galerie Palatine, Palais Pitti, Florence[48]
- Le Martyre de saint Barthélemy (1644), musée national d'art de Catalogne, Barcelone ;
- La tête de saint Jean-Baptiste (1644), huile sur toile, 60 × 73 cm, Académie royale des beaux-arts de San Fernando
- Saint Janvier sortant indemne de la fournaise (1646), huile sur cuivre, Chapelle royale du Trésor de San Gennaro, Naples ;
- Portrait équestre de Juan José d'Autriche (1648), huile sur toile, Palais royal de Madrid, Espagne ;
- Sainte Famille avec Sainte Anne et Sainte Catherine d'Alexandrie (1648), huile sur toile, 209,6 × 154,3 cm, The Metropolitan Museum of Art, New York[49]
- L'Adoration des bergers (1650), huile sur toile, 239 × 181 cm, Musée du Louvre, Paris ;
- Le Miracle de saint Donat (1652), Musée de Picardie, Amiens.
- Saint Jérôme (1652), 77,2 × 71,8 cm, Musée du Prado, Madrid[50];
- Le repentir de saint Pierre, Hôtel d'Agar, Cavaillon

Galerie

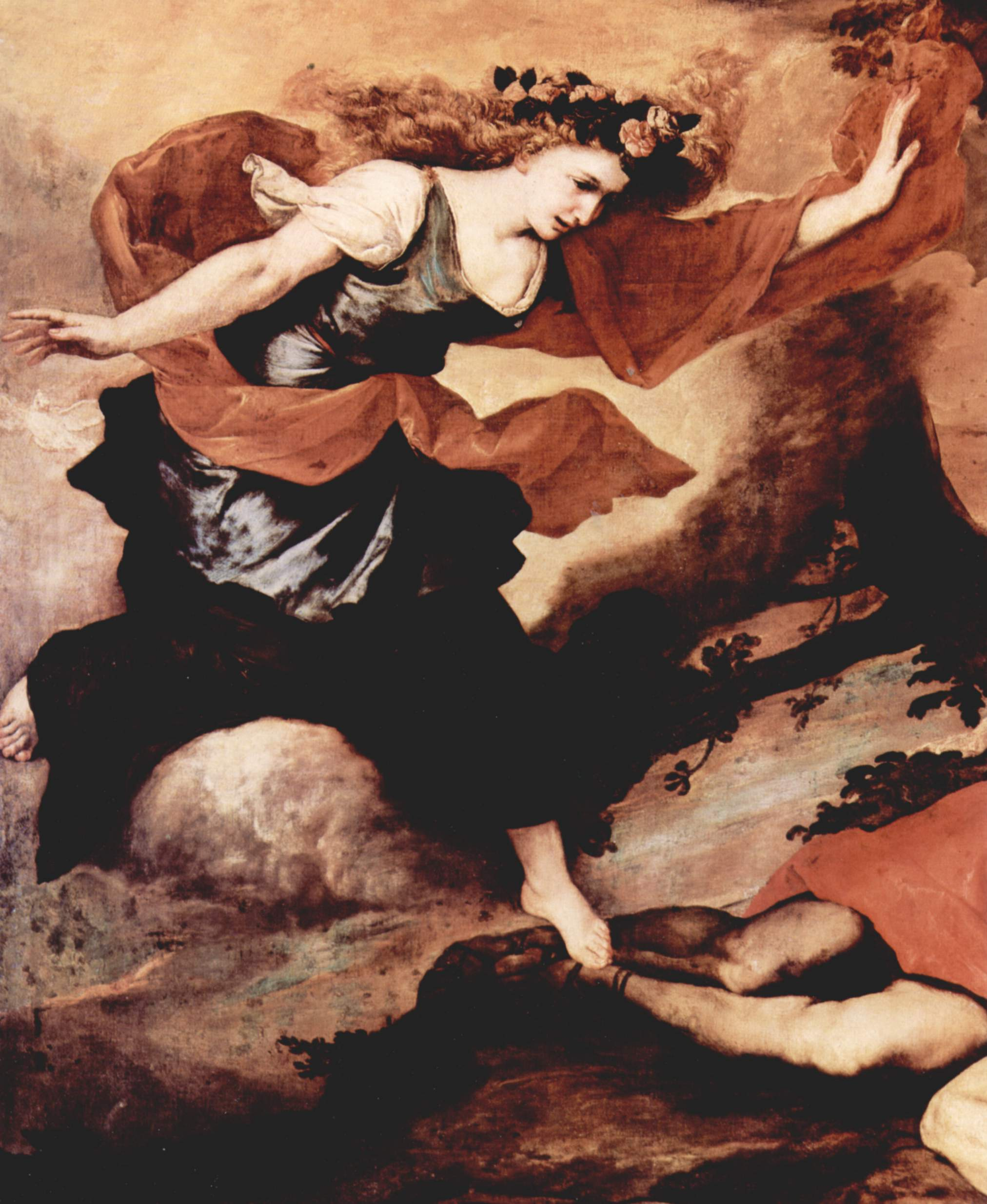
Vénus et Adonis (1637), Palais Corsini, Rome.
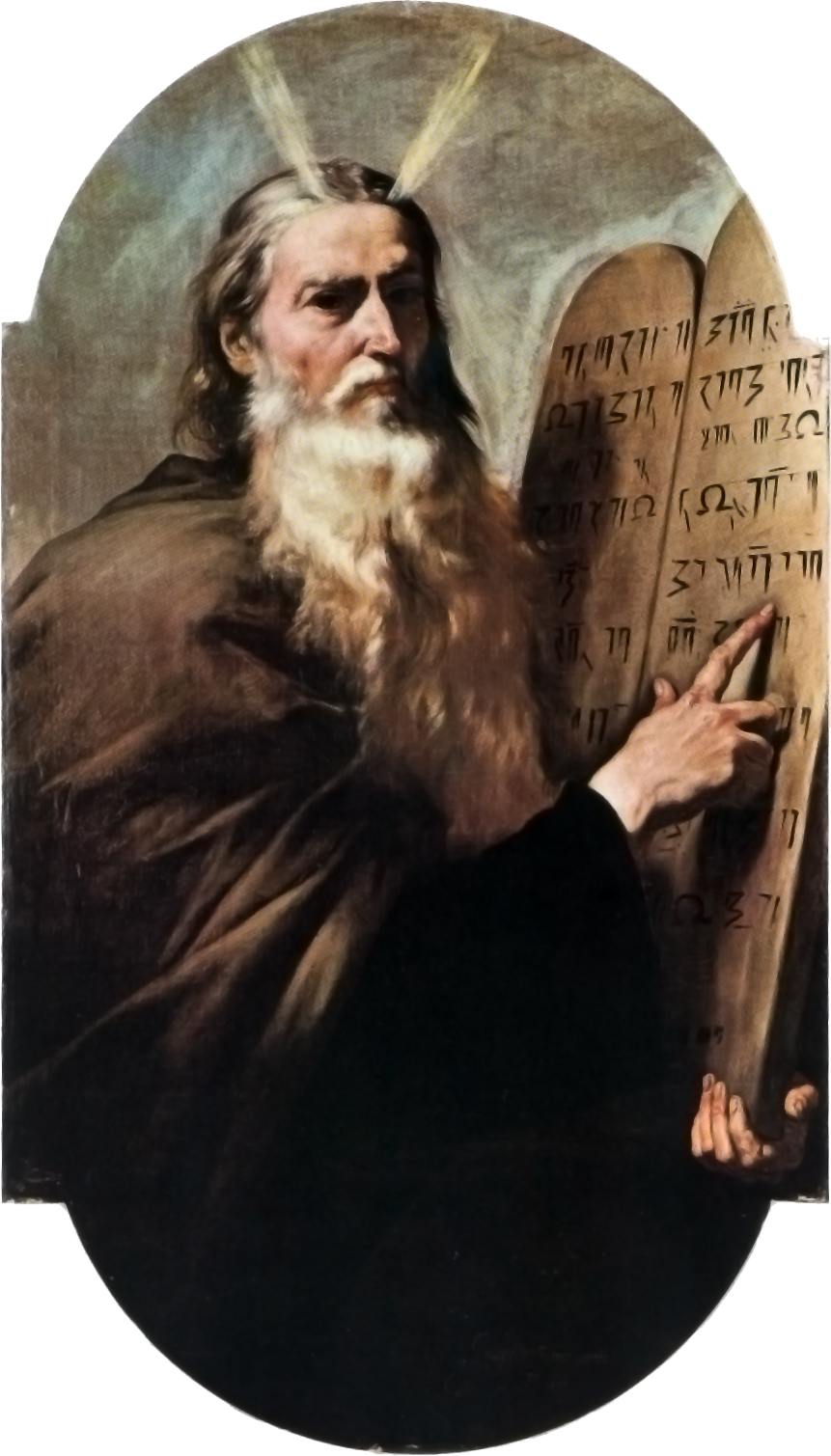
Moïse (1638), 168 × 97 cm, huile sur toile, Musée San Martino, Naples
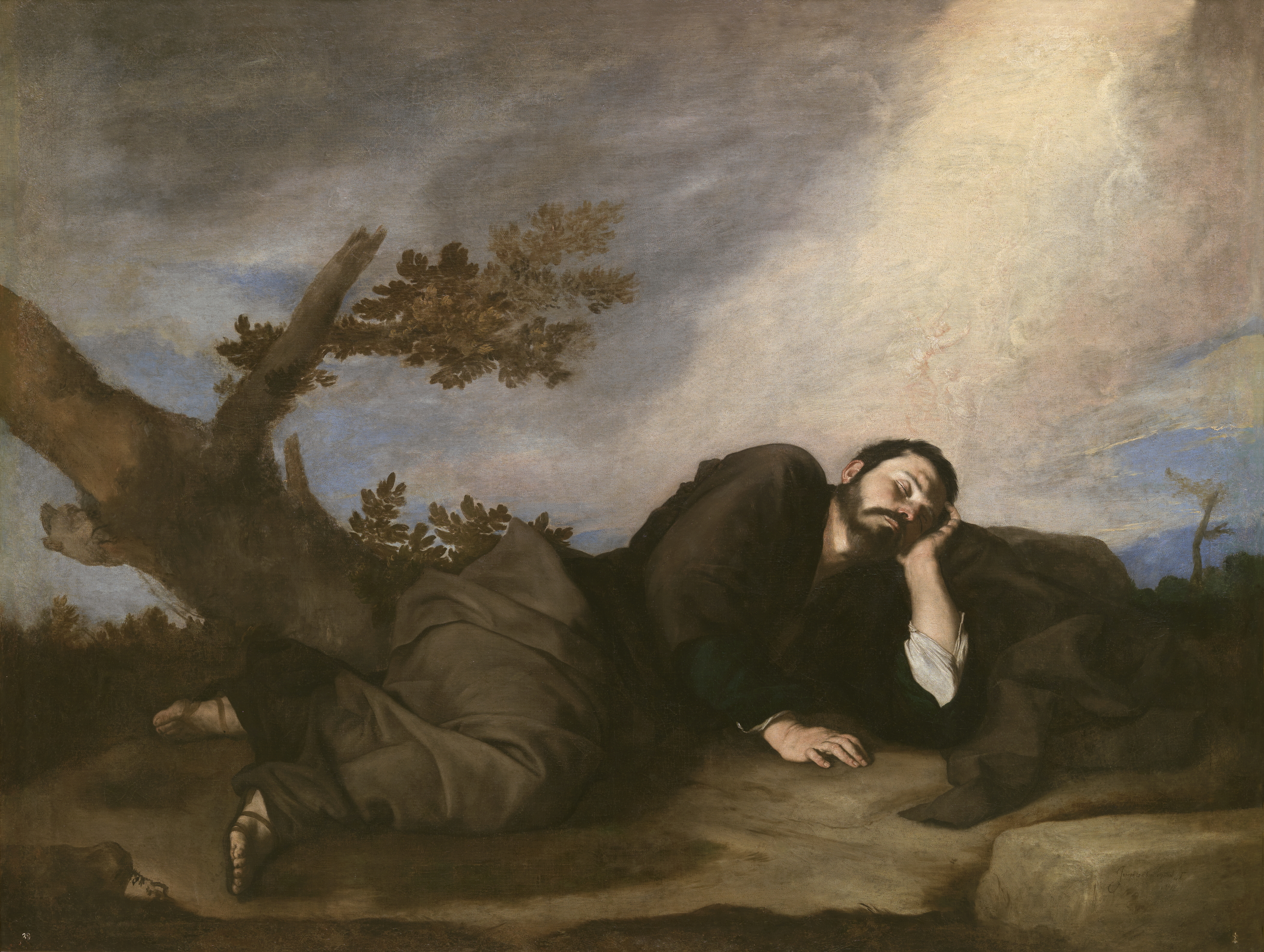
Songe de Jacob (1639), Musée du Prado, Madrid.
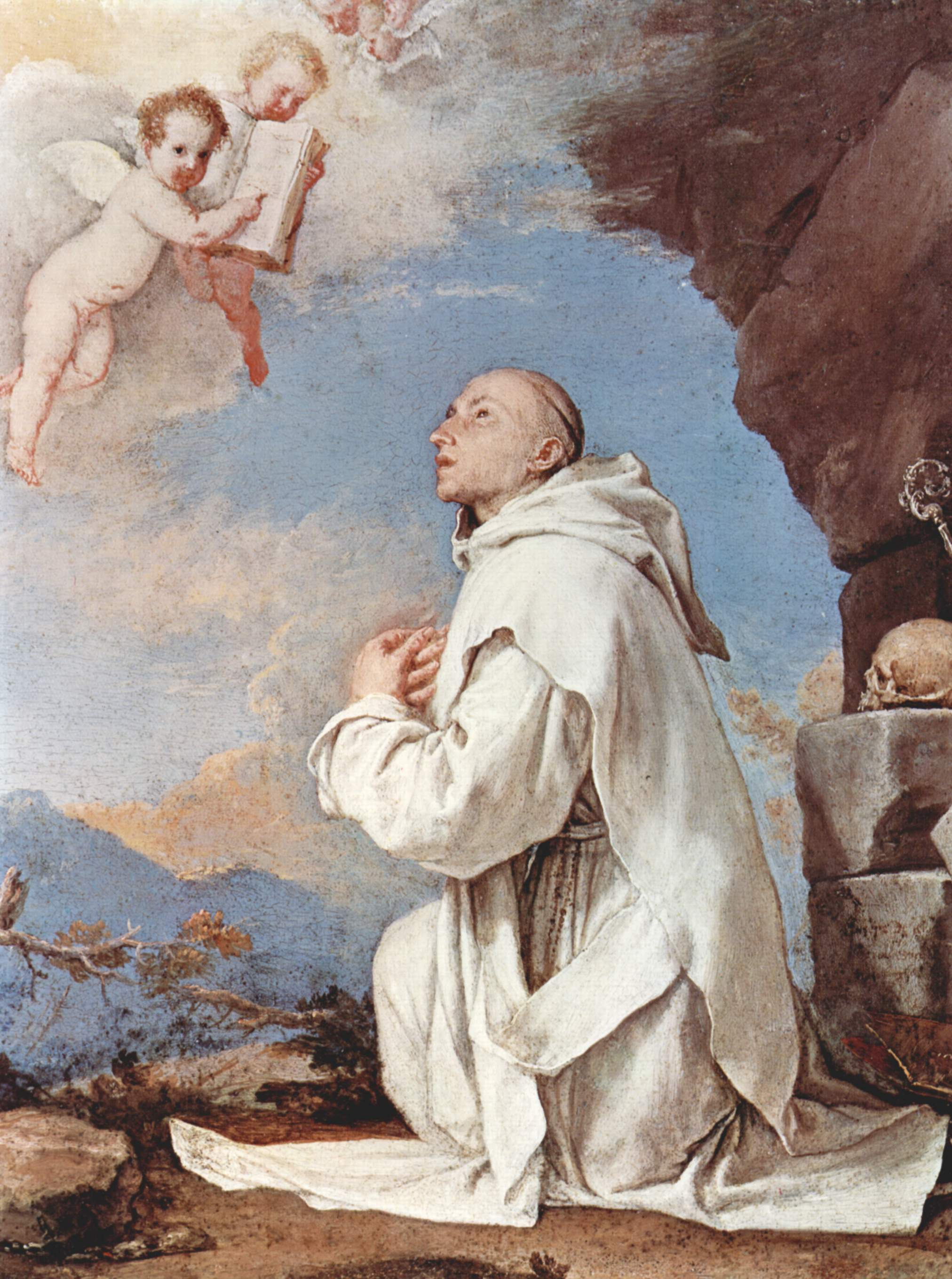
Saint Bruno, le Chartreux (1643), huile sur toile, 38 × 27 cm, Musée de Capodimonte, Naples.
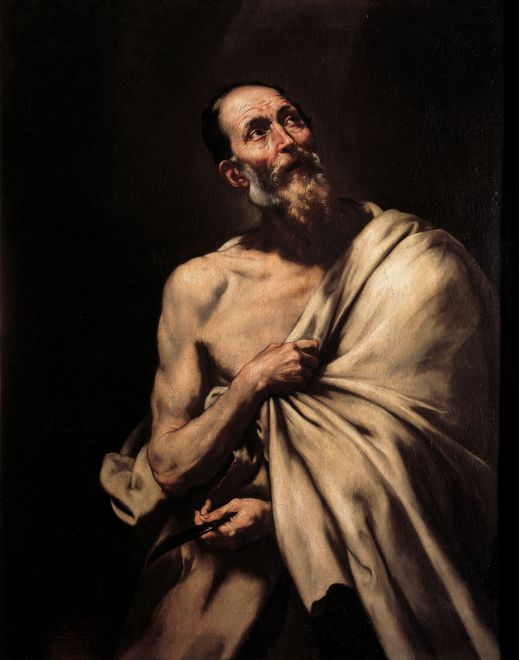
Saint Barthélemy (1651), 130 × 103 cm, Gemäldegalerie, Berlin.
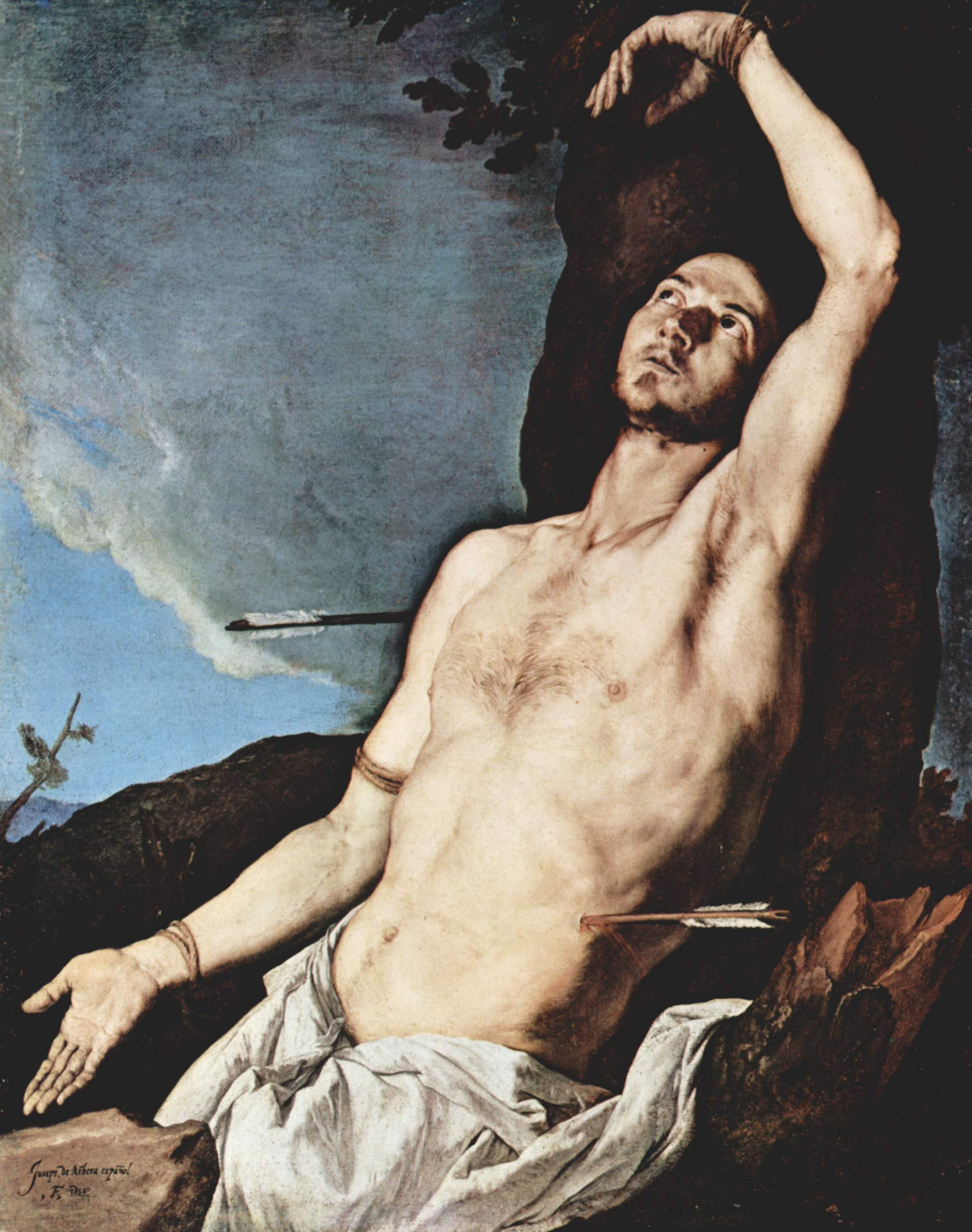
Saint Sébastien (1651), huile sur toile, Musée San Martino, Naples.

### Gravures
L'œuvre graphique reste importante, tant en qualité qu'en quantité. Son premier dessin connu daterait de 1611, une Adoration des mages. Sa technique est variée, plume, sanguine, lavis... Il subsiste des témoignages de son art pictural étalés sur toute sa vie. Son œuvre gravé (principalement en eau-forte) est nettement plus délimitée dans le temps (entre 1616 et 1630). Ribera débute même, en 1622, un ouvrage d'enseignement comportant plusieurs planches d'exemples anatomiques (yeux, oreilles, bouches...), resté inachevé. Entre 1630 et 1648, plus aucune gravure n'est produite et sa dernière œuvre date de cette année avec le Portrait équestre de don Juan José d'Autriche.

Gravures
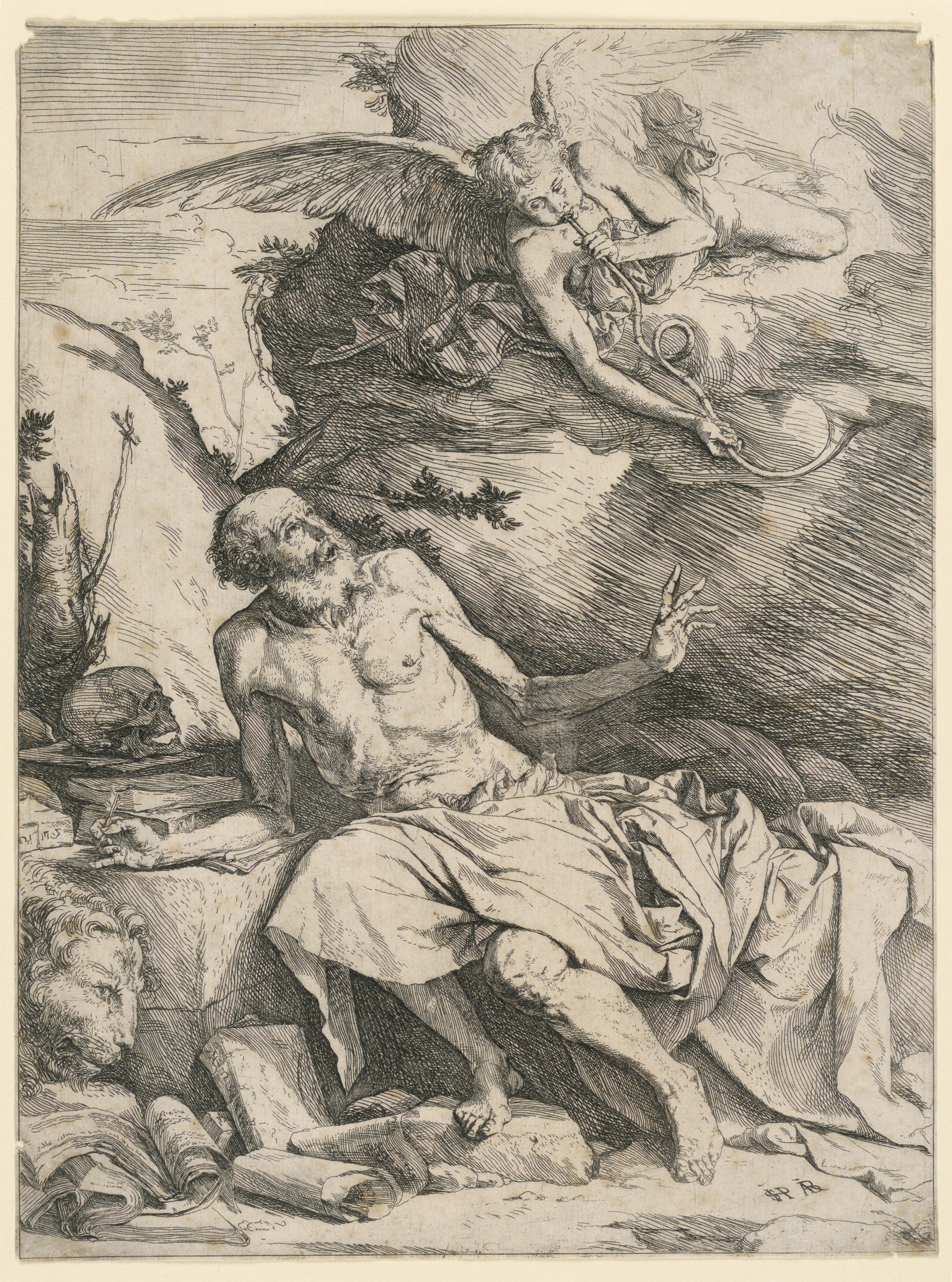
Saint Jérôme, vers 1620, gravure sur papier vergé blanc cassé, Cooper–Hewitt, Smithsonian Design Museum, New York.
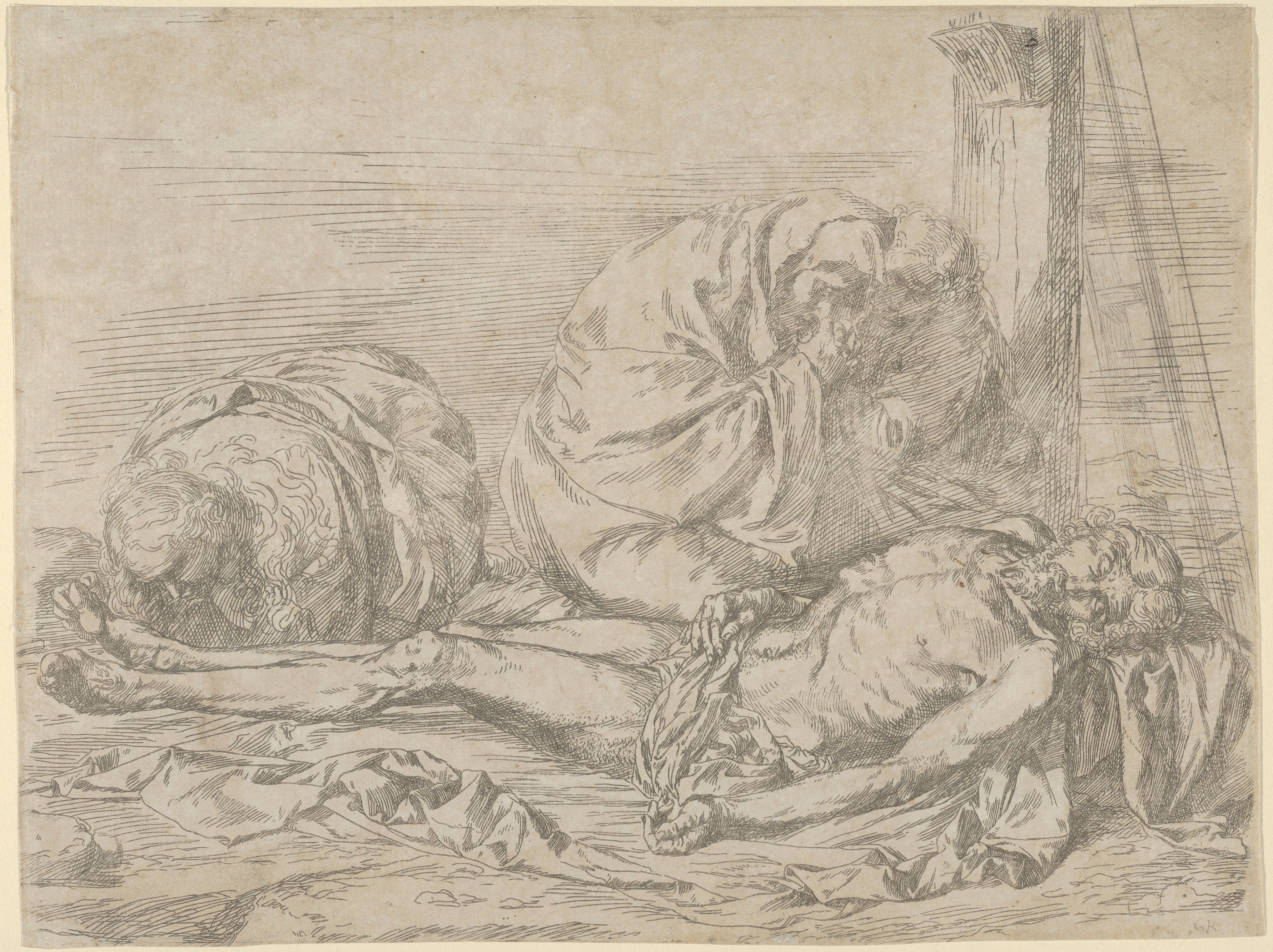
La Vierge, Saint Jean-Baptiste et Marie-Madeleine pleurant le corps du Christ, 1624, gravure et pointe sèche (contre-épreuve), Metropolitan Museum of Art, New York .
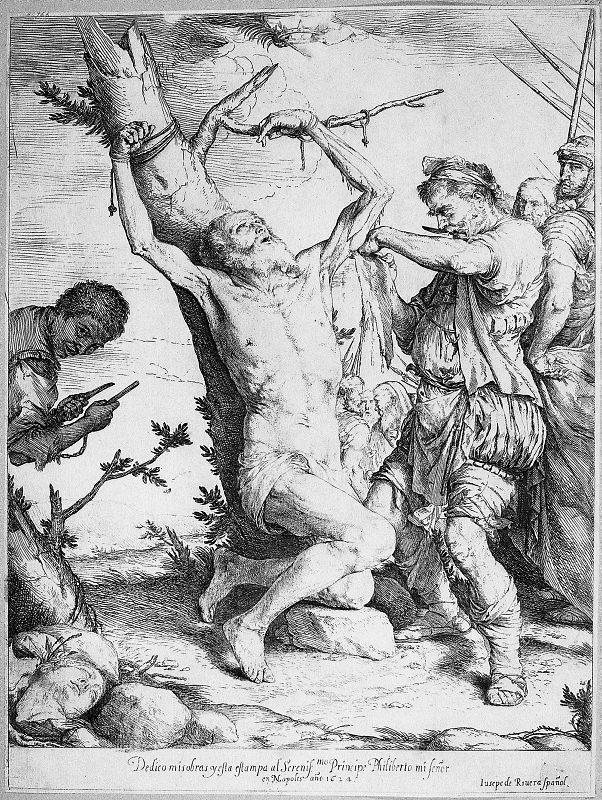
Le martyre de Saint-Barthélemy, 1624, gravure sur papier, Musée national de Varsovie, Pologne.
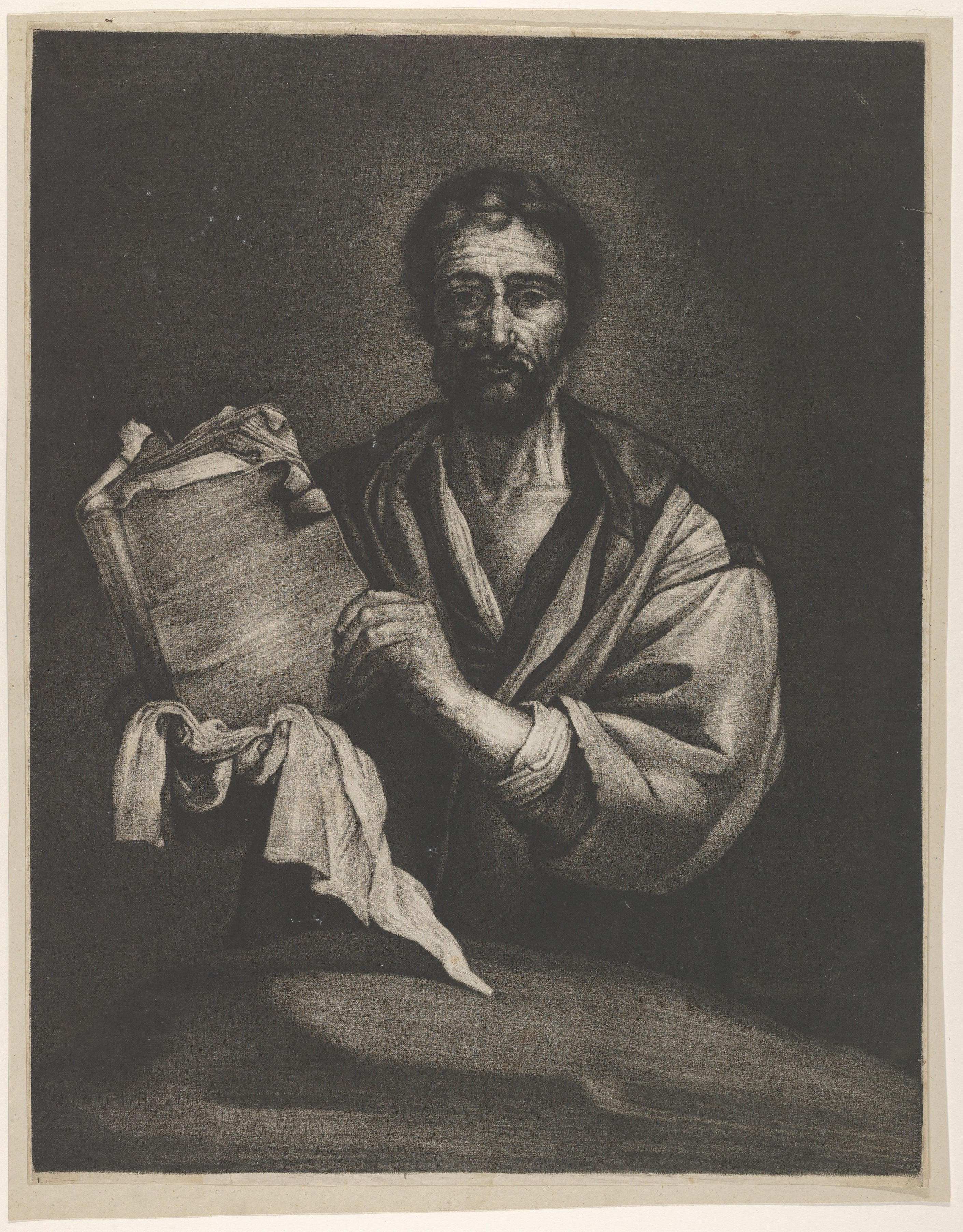
Un philosophe, impatient, tenant un livre avec un chiffon, XVIIe siècle, Bernard Vaillant (créateur Ribera), Metropolitan Museum of Art, New York .
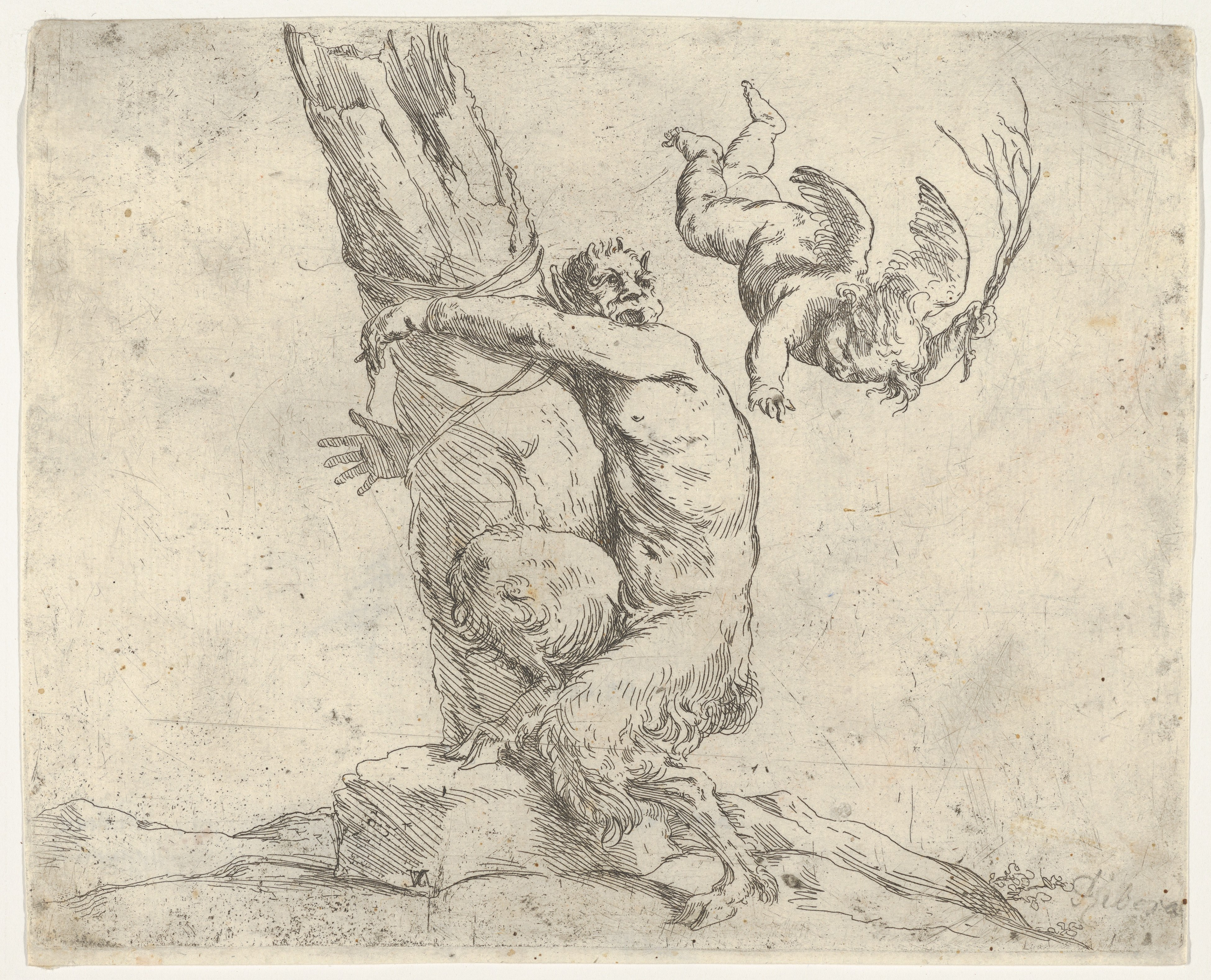
Un putto ailé flagellant un satyre attaché à un arbre, vers 1625-1650, gravure, Metropolitan Museum of Art, New York .
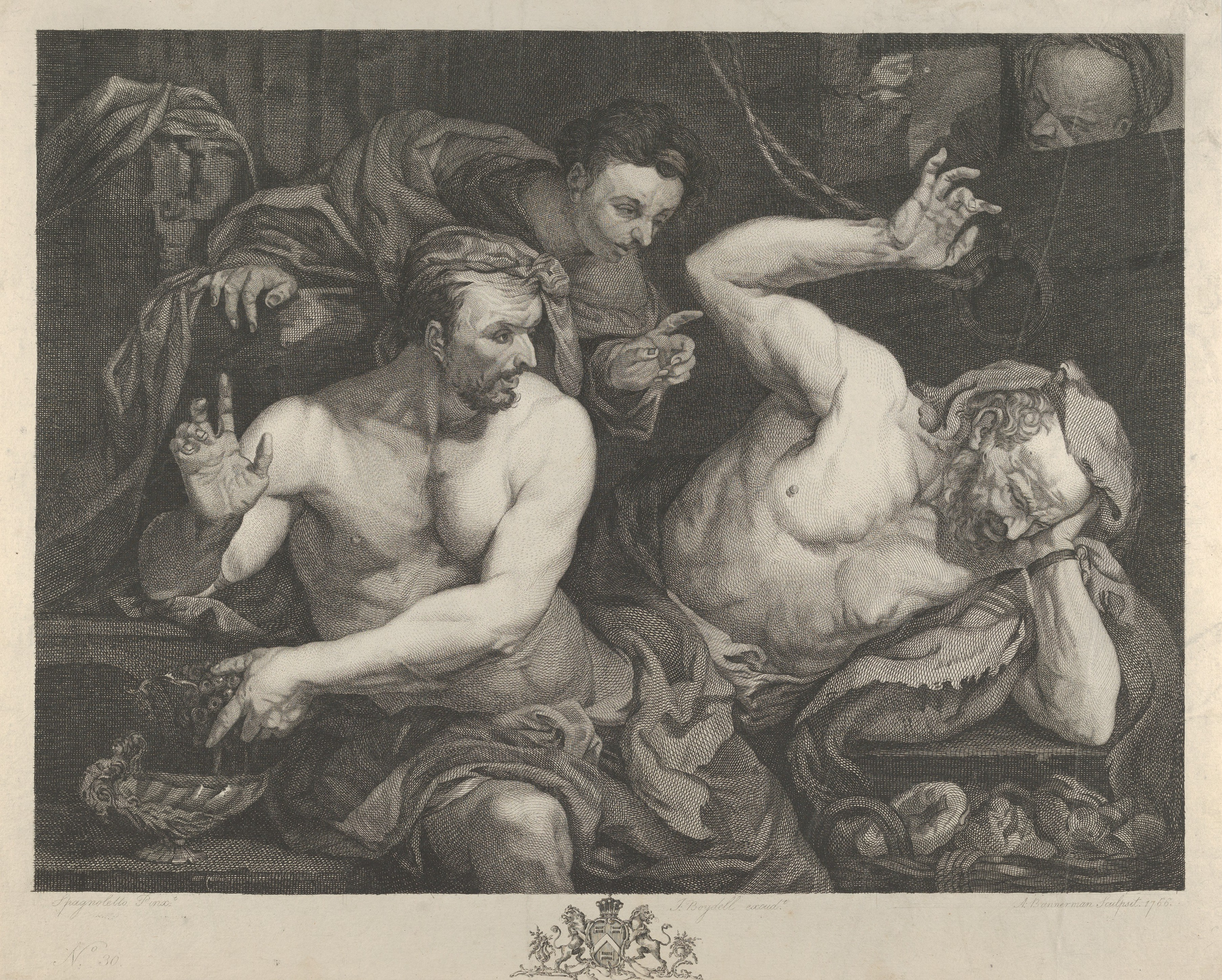
Joseph interprétant les rêves du majordome et du boulanger de Pharaon, 1766, Metropolitan Museum of Art, New York .
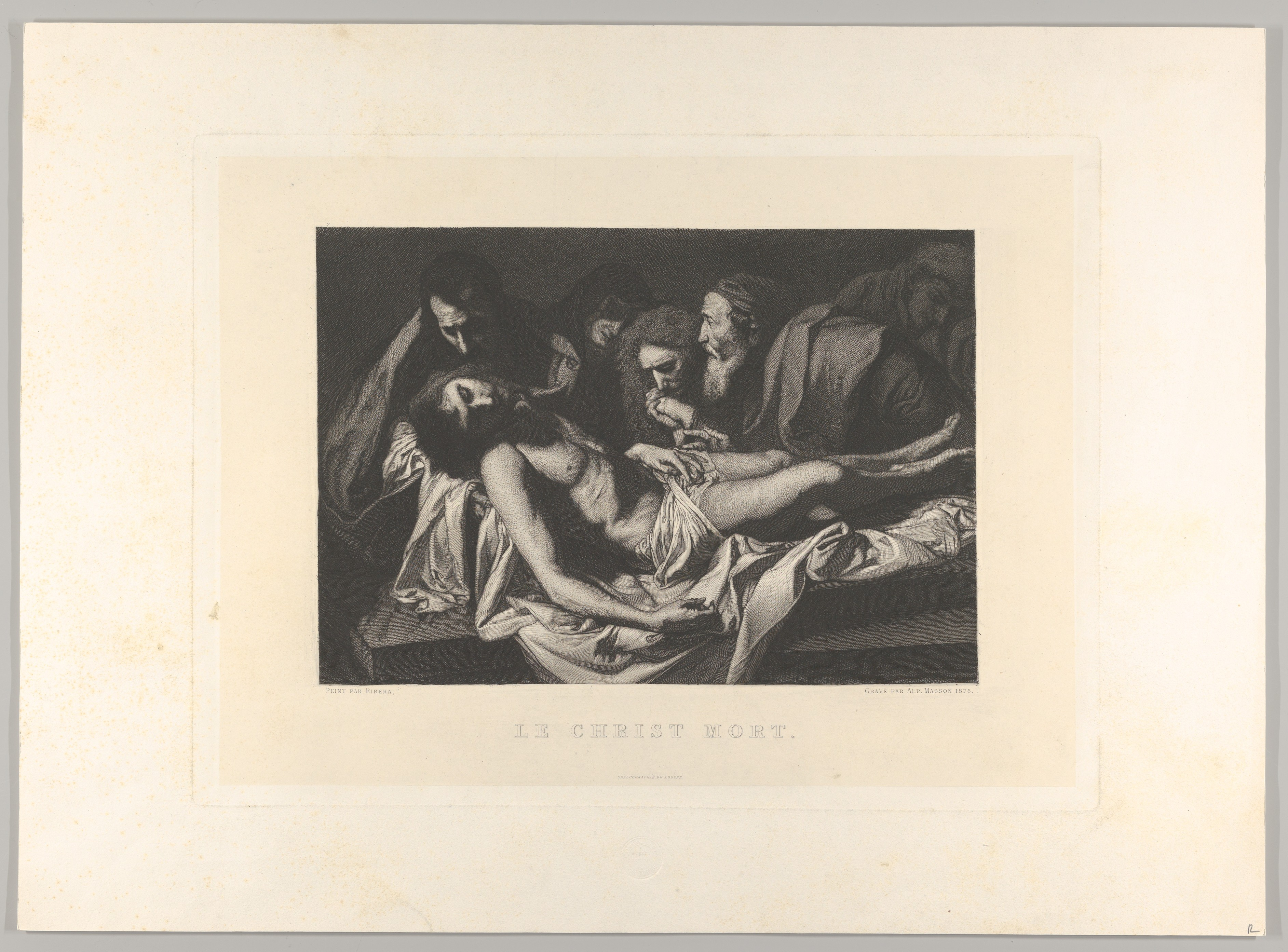
La lamentation sur le Christ mort, XVIIe siècle, gravure et pointe sèche sur Chine collé, Metropolitan Museum of Art, New York .
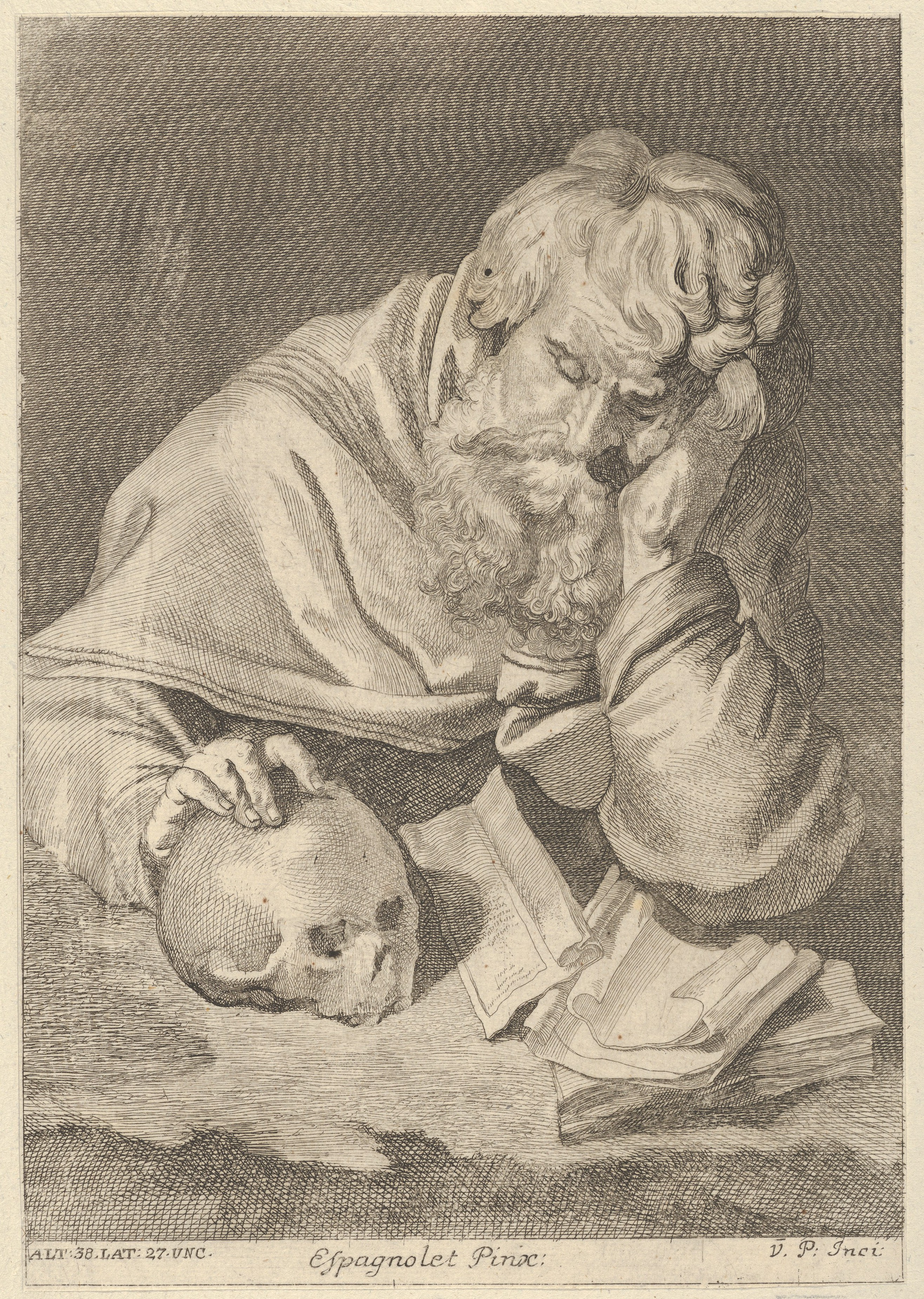
Un saint assis à une table avec sa main droite reposant sur un crâne, d'un portefeuille de reproductions de la galerie impériale de peintures à Vienne; plaque 33 de la série, feuille: 22 × 15,3 cm, Metropolitan Museum of Art, New York .
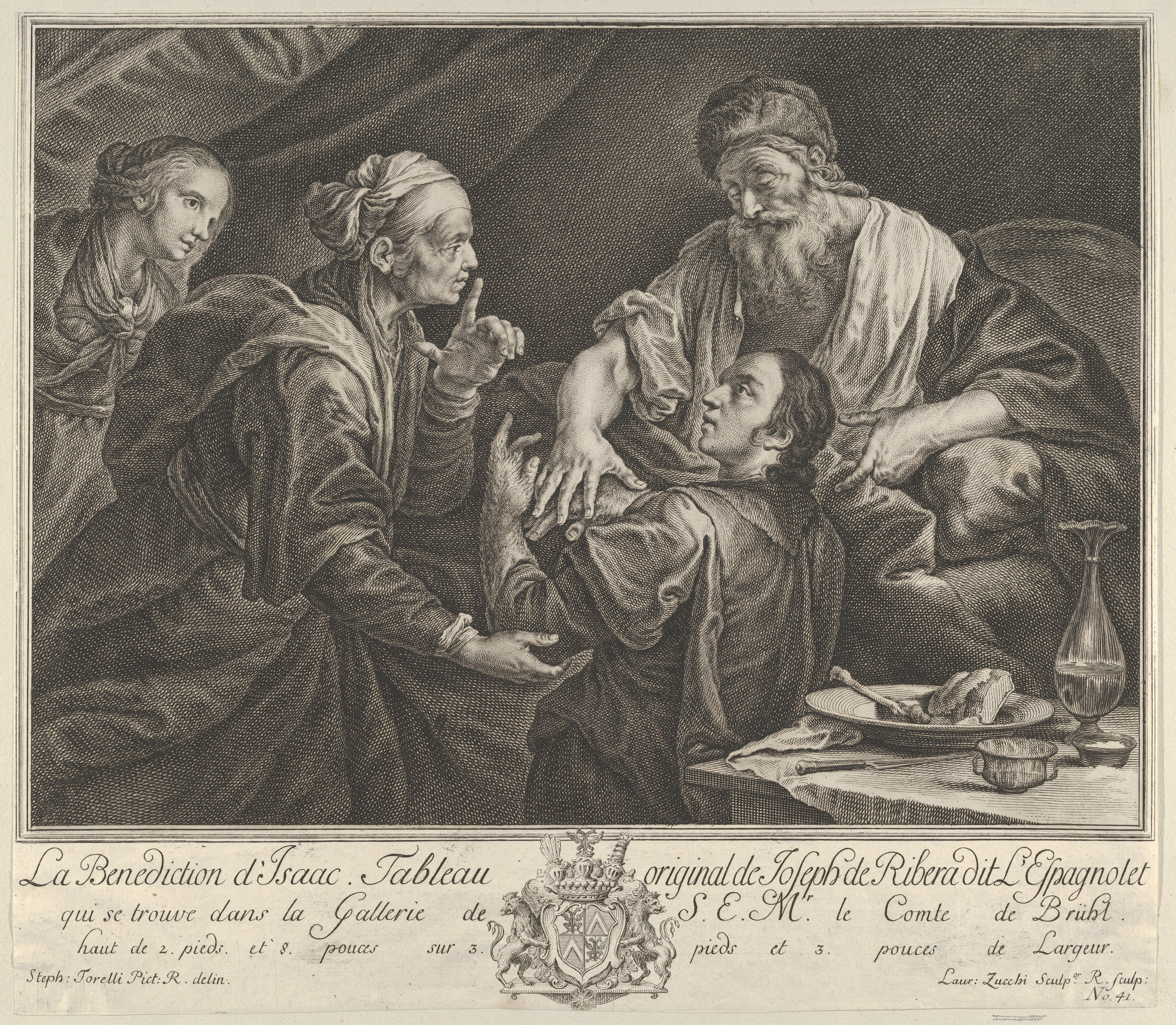
Isaac bénissant Jacob, feuille: 31 × 35,8 cm, Metropolitan Museum of Art, New York .

### Dessins
- Tête grotesque coiffée d'une marmite, sanguine et encre brune, H. 0,224 ; L. 0,192 m[52]. Paris, Beaux-Arts de Paris[53]. S'inscrivant dans la tradition des têtes caricaturées de Léonard de Vinci, ce dessin exécuté entièrement à la sanguine, représente une figure en buste coiffée d'une marmite en guise de chapeau. L'artiste cerne avec précision les détails du visage avant de recourir à l'estompe pour donner un côté vaporeux à l'ensemble.

### Œuvre redécouverte en 2023

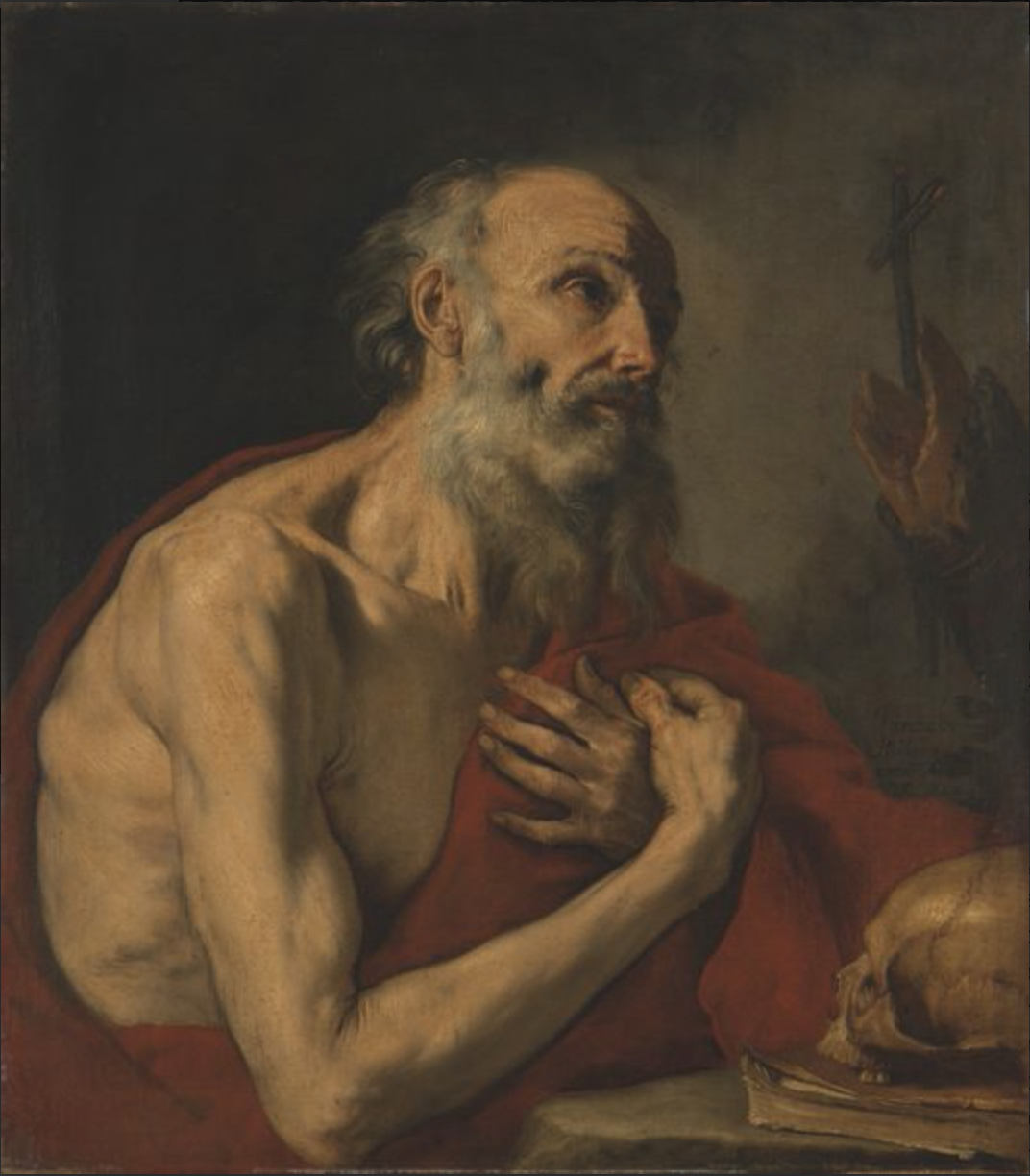
Saint Jérôme, huile sur toile,.

Le 15 juin 2023, une peinture jusqu'alors inconnue de Ribera représentant saint Jérôme en médiation datée de l’année 1648, a été vendue 1 650 000 euros chez Christie's Paris, en collaboration avec la maison toulousaine Marambat de Malafosse.[source insuffisante]

## Postérité en France
Son nom a été donné à une rue du 16e arrondissement de Paris.
Le musée Fabre de Montpellier a présenté« L’Âge d’or de la Peinture à Naples de Ribera à Giordano » du 20 juin au 11 octobre 2015. Cette exposition proposa 84 œuvres échelonnées sur tout le siècle et provenant de nombreux musées français et étrangers, avec une contribution des musées de Naples.
Le Petit Palais à Paris présente « Ribera : ténèbres et lumière », la première rétrospective française jamais consacrée à Jusepe de Ribera, de novembre 2024 à février 2025. Avec plus d’une centaine de peintures, dessins et estampes venus du monde entier, l’exposition retrace pour la première fois l’ensemble de la carrière de Ribera.